# Nigeria
Nigeria [niˈgeːʁi̯a] (amtlich englisch Federal Republic of Nigeria [naɪ̯ˈdʒɪ(ə)ɹɪ̯ə], Bundesrepublik Nigeria, veraltet Nigerien) ist ein Bundesstaat in Westafrika. Es ist mit etwa 230 Millionen Einwohnern (2024) mit Abstand das bevölkerungsreichste Land Afrikas und weltweit das Land mit der sechstgrößten Bevölkerung. Im Zeitraum von 1989 bis 2019 hat sich die Bevölkerungszahl des Landes verdoppelt; weiterhin steigt diese stark.
Nigeria grenzt an den Atlantik und die Länder Benin, Niger, Tschad und Kamerun. Hauptstadt des Landes ist Abuja. Die ehemalige Hauptstadt und Wirtschaftszentrum Lagos gilt mit rund 16 Millionen Einwohnern, nach Kinshasa, als zweitgrößte Stadt Afrikas. Weitere Städte mit mehr als drei Millionen Einwohnern sind Kano, Ibadan, Abuja und Port Harcourt. Nigeria ist ein Land mit großer kultureller Vielfalt: Zahlreiche westafrikanische Religionen werden praktiziert und es werden 514 verschiedene Sprachen und Idiome gesprochen. Die drei größten Volksgruppen sind die Igbo, Yoruba und Hausa. Englisch ist Amtssprache und weit verbreitete Verkehrssprache.
In vorkolonialer Zeit existierten unterschiedliche Staaten und Königreiche auf dem heutigen Grundgebiet von Nigeria. 1861 bis 1903 wurde es schrittweise britische Kolonie. 1960 wurde Nigeria unabhängig. Von 1967 bis 1970 tobte ein Bürgerkrieg zwischen dem südöstlichen Biafra und dem restlichen Nigeria, danach folgten wechselhafte Jahrzehnte mit mehreren Militärregierungen. Seit 1999 gibt es in Nigeria ein Präsidialsystem nach US-amerikanischem Muster. Alle vier Jahre finden Wahlen statt, diese werden jedoch teilweise im In- und Ausland kritisiert. Die Beobachtermission der EU bemängelte die Präsidenten- und Parlamentswahl 2023 als intransparent. Die Wahlkommission INEC konnte im gleichen Jahr vor einem von der Opposition eingeforderten Untersuchungstribunal nicht überzeugen. Nigerias Anti-LGBT-Gesetze gehören zu den drakonischsten der Welt. Es wird regelmäßig über Razzien und Massenverhaftungen berichtet.
Seit 2014 ist Nigeria vor Südafrika die größte Volkswirtschaft Afrikas. Es wird von der Weltbank als Schwellenmarkt angesehen. Fünf von sieben afrikanischen Tech-Einhörnern befinden sich in Nigeria, insgesamt knapp ein Drittel aller afrikanischen technologischen Startups kommt aus Nigeria. Die Metropole Lagos ist schon lange der führende Finanzplatz West- und Zentralafrikas. Ein zentrales wirtschaftliches Standbein war lange der Export von Erdöl, neuerdings setzt Nigeria zusätzlich auf große Raffinerien für dessen Verarbeitung. Die Filmindustrie des Landes produziert so viele Filme wie weltweit sonst nur Hollywood und Bollywood. Nigerianische Musik, Afrobeats, ist ein fester Faktor in internationalen Charts und wird regelmäßig bei Awards ausgezeichnet.

## Geographie
Nigeria liegt in Westafrika am Atlantischen Ozean und umfasst ein Gebiet von 923.768 Quadratkilometern mit einer Ost-West- und Nord-Süd-Ausdehnung von 1200 beziehungsweise 1100 Kilometern.
Nigeria liegt zwischen den Breitengraden 4° und 14° Nord und den Längengraden 2° und 15° Ost.
Ein markantes Merkmal des Landes sind der südwestlich verlaufende Strom Niger und sein südöstlich verlaufender Nebenfluss Benue, die in Nigeria zusammenfließen und im Nigerdelta in den Golf von Guinea münden. Das Nigerdelta gehört zu den größten Flussdeltas der Erde und dehnt sich auf einer Fläche von ca. 70.000 km² aus. Das entspricht ungefähr der Größe Bayerns.
Der rund 850 km lange Küstenstreifen am Golf von Guinea ist geprägt von Lagunen (im Westen zum Beispiel die Lagune von Lagos) und von Mangrovensümpfen. Er erreicht im Nigerdelta seine größte Ausdehnung. Der früher fast 100 Kilometer breite Gürtel von tropischem Regenwald im Landesinneren wurde weitgehend gerodet und durch Sekundärwald ersetzt. Weiter nördlich erstreckt sich eine Middle Belt genannte Region, in der sich die Feuchtsavanne des Sudans ausbreitet, an die sich die Trockensavanne des Sahel anschließt. Eine eigene Vegetationszone bildet das im Osten Nigerias gelegene Jos-Plateau, ein bis zu 1829 Meter hohes Hochland.
Die höchste Erhebung Nigerias ist mit einer Höhe von 2419 Metern der im Gebirgsland nahe der Grenze zu Kamerun gelegene Berg Chappal Waddi. Das einzige bekannte vulkanische Gebiet Nigerias bildet das Biu-Plateau.

### Geologie
Nigeria verdankt seine Bodenschätze wie Erdöl, Erdgas, aber auch Kalkstein, Kohle, Schiefer, Marmor und Granit seiner geologischen Situation mit drei prägenden Kratonen (Westafrika, Kongo und São Francisco) und dem Zusammenfluss von Niger und Benue und ihren Sedimenten von ca. 100 Mio. Jahren.

### Klima

Klimazonen Nigerias

In Nordnigeria herrscht Wüstenklima mit höheren Temperaturen und weniger Niederschlag als im Süden. Im Norden des Landes fallen zwischen 400 und 600 mm Niederschlag, in der Regenzeit des westafrikanischen Monsuns. Südlich der Sahelzone schließt sich die Savannenlandschaft des Sudans an, in der jährlich zwischen 600 und 1600 mm Niederschlag fallen.
Südlich der Savannenlandschaft schließen sich die Regenwaldgebiete an. Diese belegen zusammen mit den Küstenregionen ca. 20 % der Landesfläche Nigerias. Sie umfasst die Luvseite der Oberguineaschwelle, erstreckt sich bis zu den Küstenregionen und ist im Durchschnitt ca. 100 km breit. In dieser Region betragen die Niederschläge zwischen 1600 und 2500 mm, wobei in einigen Küsten- und Hochgebirgsregionen über 4000 mm erreicht werden können.
Im Süden herrscht ein tropisch feucht-heißes Klima mit einer ergiebigen Regenzeit, die von April bis Oktober dauert. Die Luftfeuchtigkeit liegt ganzjährig hoch, zwischen 85 und 95 %. Die mittleren Temperaturen im südlichen Bereich Nigerias betragen ca. 30 °C. Nachts kühlt es meist nur wenig ab.
Die Regenzeit des westafrikanischen Monsuns dauert von Juni bis September und die Trockenzeit mit Dürreperioden dauert von November bis März; der Harmattan bringt in dieser Zeit trockene heiße Luft aus der Sahara. Die Temperaturen können im Norden bis auf 50 °C ansteigen. Allerdings ist hier die Luftfeuchtigkeit wesentlich niedriger und angenehmer. Die Temperaturunterschiede betragen bis zu 20 °C zwischen Tag und Nacht. Die Regenzeit ist in Nordnigeria weniger ausgeprägt.
| Wetter in Lagos (Küstenregion)           | Wetter in Lagos (Küstenregion) | Wetter in Lagos (Küstenregion) | Wetter in Lagos (Küstenregion) | Wetter in Lagos (Küstenregion) | Wetter in Lagos (Küstenregion) | Wetter in Lagos (Küstenregion) | Wetter in Lagos (Küstenregion) | Wetter in Lagos (Küstenregion) | Wetter in Lagos (Küstenregion) | Wetter in Lagos (Küstenregion) | Wetter in Lagos (Küstenregion) | Wetter in Lagos (Küstenregion) | Wetter in Lagos (Küstenregion) |
|                                          | Jan                            | Feb                            | Mar                            | Apr                            | Mai                            | Jun                            | Jul                            | Aug                            | Sep                            | Okt                            | Nov                            | Dez                            | Jahr                           |
| ---------------------------------------- | ------------------------------ | ------------------------------ | ------------------------------ | ------------------------------ | ------------------------------ | ------------------------------ | ------------------------------ | ------------------------------ | ------------------------------ | ------------------------------ | ------------------------------ | ------------------------------ | ------------------------------ |
| Gemittelte Maximal-Temperatur (°C)       | 32                             | 33                             | 33                             | 32                             | 31                             | 29                             | 28                             | 28                             | 29                             | 30                             | 31                             | 32                             | 30,7                           |
| Gemittelte Minimal-Temperatur (°C)       | 22                             | 23                             | 24                             | 24                             | 23                             | 23                             | 22                             | 22                             | 22                             | 22                             | 23                             | 22                             | 22,7                           |
| Gemittelter Niederschlag (mm)            | 14                             | 42                             | 77                             | 142                            | 205                            | 312                            | 257                            | 112                            | 167                            | 136                            | 54                             | 19                             | 1.538                          |
| Wahrscheinlichkeit für blauen Himmel (%) | 45                             | 32                             | 19                             | 13                             | 13                             | 23                             | 30                             | 32                             | 29                             | 28                             | 37                             | 51                             | 29,3                           |
| Windgeschwindigkeit (m/s)                | 2,4                            | 2,9                            | 3,2                            | 3,1                            | 3,0                            | 3,4                            | 3,9                            | 3,9                            | 3,5                            | 2,9                            | 2,3                            | 2,1                            | 3,05                           |

| Wetter in Sokoto (äußerster Norden, Sahelzone) | Wetter in Sokoto (äußerster Norden, Sahelzone) | Wetter in Sokoto (äußerster Norden, Sahelzone) | Wetter in Sokoto (äußerster Norden, Sahelzone) | Wetter in Sokoto (äußerster Norden, Sahelzone) | Wetter in Sokoto (äußerster Norden, Sahelzone) | Wetter in Sokoto (äußerster Norden, Sahelzone) | Wetter in Sokoto (äußerster Norden, Sahelzone) | Wetter in Sokoto (äußerster Norden, Sahelzone) | Wetter in Sokoto (äußerster Norden, Sahelzone) | Wetter in Sokoto (äußerster Norden, Sahelzone) | Wetter in Sokoto (äußerster Norden, Sahelzone) | Wetter in Sokoto (äußerster Norden, Sahelzone) | Wetter in Sokoto (äußerster Norden, Sahelzone) |
|                                                | Jan                                            | Feb                                            | Mar                                            | Apr                                            | Mai                                            | Jun                                            | Jul                                            | Aug                                            | Sep                                            | Okt                                            | Nov                                            | Dez                                            | Jahr                                           |
| ---------------------------------------------- | ---------------------------------------------- | ---------------------------------------------- | ---------------------------------------------- | ---------------------------------------------- | ---------------------------------------------- | ---------------------------------------------- | ---------------------------------------------- | ---------------------------------------------- | ---------------------------------------------- | ---------------------------------------------- | ---------------------------------------------- | ---------------------------------------------- | ---------------------------------------------- |
| Gemittelte Maximal-Temperatur (°C)             | 32                                             | 35                                             | 38                                             | 40                                             | 39                                             | 36                                             | 33                                             | 32                                             | 33                                             | 35                                             | 35                                             | 32                                             | 35                                             |
| Gemittelte Minimal-Temperatur (°C)             | 17                                             | 20                                             | 24                                             | 26                                             | 27                                             | 26                                             | 24                                             | 23                                             | 24                                             | 23                                             | 20                                             | 18                                             | 22,7                                           |
| Gemittelter Niederschlag (mm)                  | 0                                              | 0                                              | 1                                              | 4                                              | 21                                             | 58                                             | 128                                            | 160                                            | 79                                             | 6                                              | 0                                              | 0                                              | 459,5                                          |
| Wahrscheinlichkeit für blauen Himmel (%)       | 67                                             | 60                                             | 48                                             | 38                                             | 35                                             | 40                                             | 39                                             | 35                                             | 37                                             | 44                                             | 52                                             | 61                                             | 46,3                                           |
| Windgeschwindigkeit (m/s)                      | 4,7                                            | 4,5                                            | 4,0                                            | 3,7                                            | 3,9                                            | 3,9                                            | 3,3                                            | 2,6                                            | 2,3                                            | 2,6                                            | 3,5                                            | 4,3                                            | 3,61                                           |

### Hydrologie

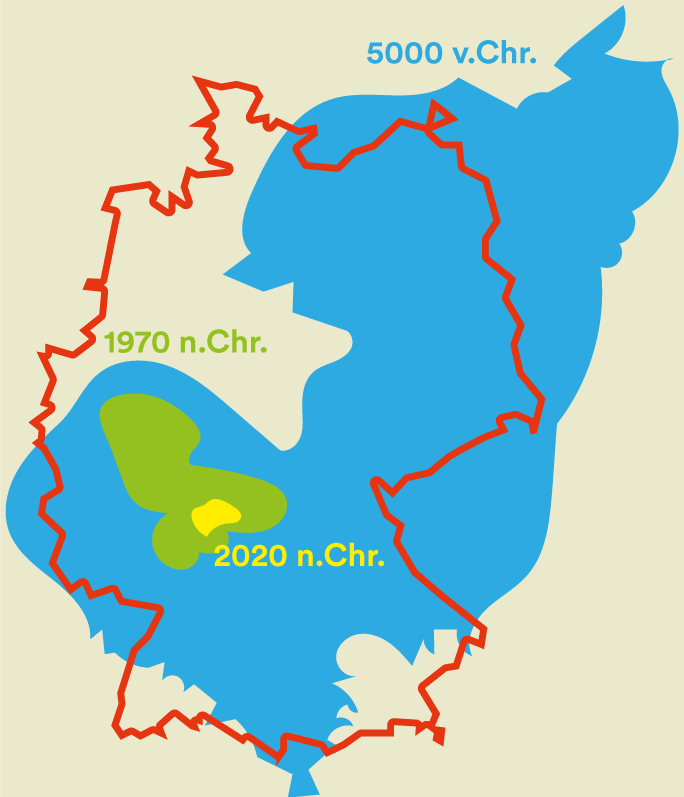
Schrumpfen des Tschadsees im Nordosten Nigerias, zum Größenvergleich der Umriss Deutschlands

Nigeria ist in zwei Haupteinzugsgebiete aufgeteilt – das des Tschadsees und das des Niger. Dabei nimmt das Nigereinzugsgebiet etwa 63 % des Landes ein. Hauptzufluss des Niger ist der Benue, dessen Zuflüsse sich über Kamerun hinaus bis in den Tschad und das Schari-Einzugsgebiet erstrecken.
Das Tschadbecken wird aus dem nordöstlichen Viertel Nigerias gespeist. Das Bauchiplateau bildet die Wasserscheide zwischen den Flusssystemen des Niger/Benue und des Komadugu Yobe. Die flachen Ebenen im Nordosten Nigerias gehören geographisch zum Tschadbecken, in dem der Flusslauf des El Beid die Grenze zu Kamerun, vom Mandara-Gebirge bis zum Tschadsee, bildet. Das Flusssystem des Komadugu Yobe lässt in der Regenzeit die international bedeutenden Hadejia-Nguru-Feuchtgebiete und Ox-bow-Lakes rund um den Nguru-See entstehen. Weitere Flüsse des Nordostens sind der Ngadda und der Yedseram, die beide die Sambisa-Sümpfe durchfließen und dadurch ein Flusssystem bilden.
Daneben gibt es noch zahlreiche Küstenflüsse.
| Einzugsgebiet        | Fläche in km² | Landesfläche in % |
| -------------------- | ------------- | ----------------- |
| Niger                | 584.404       | 063,3             |
| Tschadsee            | 179.300       | 019,4             |
| Cross River          | 040.300       | 004,4             |
| Ogun                 | 022.540       | 002,4             |
| Ouémé (Okpara)       | 009.700       | 001,1             |
| Imo                  | 009.100       | 001,0             |
| Osun                 | 009.014       | 001,0             |
| Weitere Küstenflüsse | 069.410       | 007,5             |
| Nigeria gesamt       | 923.768       | 100               |

### Vegetationszonen, Flora und Fauna

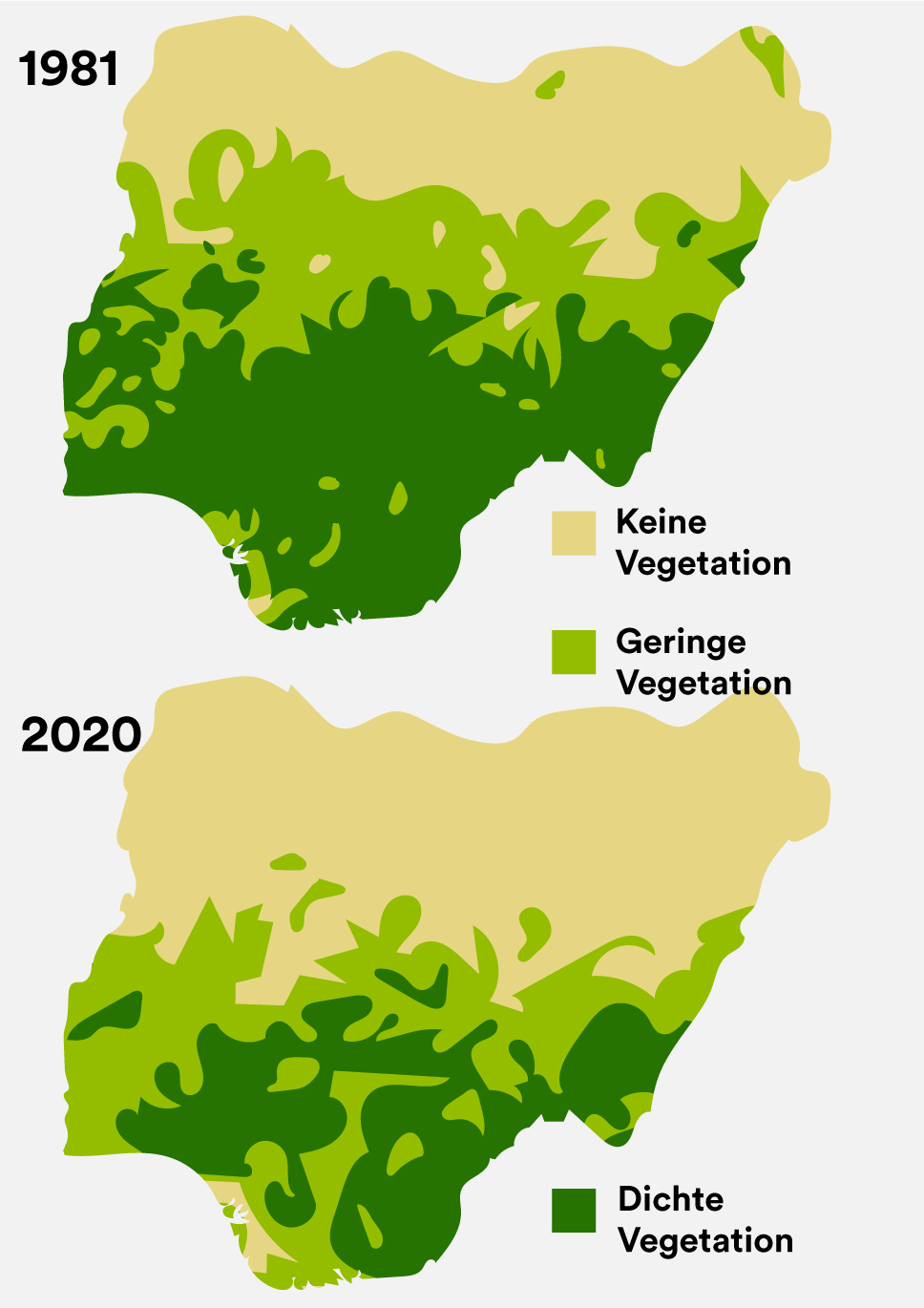
Verschwinden des Regenwaldes 1981 bis 2020

Nigeria umfasst fünf unterschiedliche Vegetationszonen, in denen sich eine reiche Flora und Fauna entwickeln konnte. Diese reicht von den ausgedehnten Mangrovenwäldern in den Küstenregionen über die tropischen Regenwälder der Bergregionen bis zu den Savannen des Sudans und Sahels. Dieser natürliche Reichtum ist ein Produkt der unterschiedlichen klimatischen Verhältnisse, die eine Vielzahl unterschiedlicher Ökosysteme entstehen ließ. Der Niederschlag ist höchst ungleich verteilt und wird durch einen scharfen meridionalen Gradienten gekennzeichnet. Der Niederschlag im Norden unterstützt die Entwicklung der Biome in der Sahelzone im Nordosten, die ca. 10 % der Landesfläche Nigerias einnimmt. Sie wird durch ausgedehnte Grassavannen bestimmt, die mit weitständigen Trockenwäldern durchsetzt sind, deren dominante Baumarten der Gattung der Akazien (Acacia sp.) angehören. Vom WWF wird diese Vegetationszone als Ökoregion der Sahel-Akazien-Savanne bezeichnet.
Südlich der Sahelzone schließt sich die Savannenlandschaft des Sudans an. Sie umfasst ca. 70 % der Landesfläche, diese umfasst verschiedene Ökosysteme, die große Teile des nigerianischen Teils der Oberguineaschwelle bis zum Hochland von Adamaua umfassen. Die Flora in dieser Vegetationszone wird von aufgelockerten und weitständigen Wäldern charakterisiert, die mit Buschwäldern durchsetzt sind und mit einem Unterwuchs von langhalmigen Gräsern und breitblättrigen Kräutern unterlegt sind. Entlang der Flüsse breiten sich Galeriewälder aus. Vom WWF wird diese Vegetationszone als Ökoregion der Westlichen Sudan Savanne bezeichnet. In der Westlichen Sudan Savanne lebt eine große Anzahl verschiedener Tierarten, von denen viele endemisch in dieser Savannen-landschaft sind. Größere Populationen des Buschbocks (Tragelaphus scriptus), des Warzenschweins (Phacochoerus africanus), des Steppenwarans (Varanus exanthematicus), des Anubispavians (Papio anubis) und des Mantelpavians (Papio hamadryas) leben in dieser Ökoregion. Die einstmals großen Bestände an afrikanischen Säugetieren, wie dem Elefanten, überleben nur in den eingerichteten Schutzzonen. Eine Übergangszone zwischen den Savannen des Sudans und den Regenwaldgebieten bildet die Guineasavanne, sie zeichnet sich durch einen dichteren Baumbestand und durch sehr hohe Grassavannen aus. Sie beschränkt sich auf die Bundesstaaten Ondo, Edo, Anambra, Oyo, Kaduna und Enugu.
Südlich der Savannenlandschaft des Sudans und der Guineasavanne schließen sich die Regenwaldgebiete an. In den Hochgebirgsregionen mit hohen Niederschlägen bildet sich ein Gebirgsregenwald aus und bildet dadurch die vierte Vegetationszone Nigerias. Die Ausdehnung des Primärregenwaldes hat sich jedoch in den letzten 100 Jahren um ca. 90 % verringert. Unberührte Regenwaldflächen finden sich nur noch auf dem Obudu- und Mambilla-Plateau sowie in den Oban-Hügeln.

Die Küstenregionen bilden die fünfte Vegetationszone Nigerias und umfassen unter anderem das Nigerdelta und die ausgedehnten Mangrovenwälder, unterschiedliche Formen der Lagunen- und der Küstenlandschaften. Die Mangrovenwälder in Nigeria erstrecken sich auf einer Fläche von 11.134 km² (nach US-AID 9723 km²) entlang einer 708 km langen Küstenlinie. Die Ausdehnung der Mangrovenwälder hat in den letzten 50 Jahren jedoch stark abgenommen, durch die starke Bevölkerungszunahme und durch wirtschaftliche Aktivitäten, wie der Ölförderung. Trotzdem gehören die Küstenregionen Nigerias zu den artenreichsten Ökosystemen der Erde. 

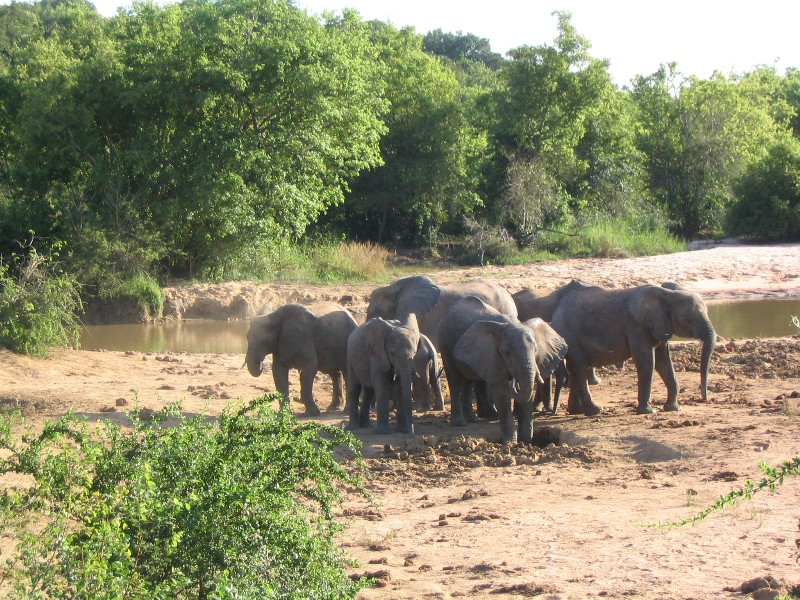
Elefanten im Yankari Game Reserve

Die Flora Nigerias ist naturgemäß artenreicher, so sind 848 Algen- und 5103 Gefäßpflanzenarten dokumentiert. Von diesen sind jedoch nur ein Bruchteil endemisch in Nigeria. Ursprünglich aus Nigeria stammende Saatpflanzen sind die Sorghumhirse (Sorghum bicolor), Augenbohne (Vigna unguiculata), der westafrikanische Reis Oryza sativa, Bambara-Erdnuss (Vigna subterranea), Erdbohnen (Macrotyloma geocarpum) und die Afrikanische Yambohne (Sphenostylis stenocarpa). Die Biodiversitäts-Studie von 1992 listet weiterhin 3423 Pilz-, 500 Virus- und 55 Bakterienarten, jedoch ist über diesen Teilaspekt der Biodiversität wenig bekannt.
In Nigeria sind mehr als 1340 an Land lebende Wirbeltierarten bekannt, darunter 274 Säugetier-, 885 Vogel-, 109 Amphibien- und 135 Reptilienarten. Darunter befinden sich die nördlichste Gorillaart Afrikas, der vom Aussterben bedrohte Cross-River-Gorilla (Gorilla gorilla diehli). Andere nahezu endemisch vorkommende Primatenarten sind der Nigerdelta-Stummelaffe (Piliocolobus epieni), Nigeria-Blaumaulmeerkatze (Cercopithecus sclateri) und die Rotbauchmeerkatze (Cercopithecus erythrogaster). Weiterhin sind darüber hinaus ca. 20.000 Insektenarten (darunter über 1000 Schmetterlingsarten allein in beiden Sektoren des Cross-River-Nationalparks), 77 Weichtier- und fünf Stachelhäuterarten in Nigeria bekannt. In den Binnengewässern Nigerias sind ca. 247 Fischarten und in den marinen ozeanischen Küstengewässern 648 Fischarten dokumentiert.

### Naturschutz
Die Größe der geschützten Gebiete in Nigeria entspricht ca. 3,22 Prozent der Landesfläche, deren Kernzonen die sieben nationalen Naturschutzgebiete der Nationalpark Tschadbecken, der Cross-River-Nationalpark, der Gashaka-Gumti-Nationalpark, der Kainji-Nationalpark, der Kamuku-Nationalpark, der Okomu-Nationalpark und der Old-Oyo-Nationalpark bilden. Das Yankari Game Reserve verlor 2006 seinen Status als Nationalpark. Neben den Nationalparks bilden Klassifikationen der Naturschutzgebiete die Game Reserves (Jagdschutzgebiete), Forest Reserves und die Sacred Coves. Drei grenzüberschreitende Biosphärenkorridore konnten zusammen mit Kamerun geschaffen werden, diese verbinden das Afi Mountain Wildlife Sanctuary und Mbe Mountains Community Wildlife Sanctuary mit dem Okwangwo-Sektor des Cross-River-Nationalparks und dem Takamanda-Nationalpark sowie den Oban-Sektor des nigerianischen Nationalparks mit dem Korup-Nationalpark. Der dritte Biosphärenkorridor verbindet den Nationalpark Tschadbecken mit dem Waza-Nationalpark. Seit 2001 gehört Nigeria zu den Unterzeichnerstaaten der Ramsar-Konvention. Es wurden 2008 insgesamt elf Schutzgebiete der Feuchtgebiete mit internationaler Bedeutung ausgewiesen, dieses sind: Apoi Creek Forest Reserve, Baturiya Wetlands Game Reserve, Dagona Sanctuary Lake, Foge Islands, Lake Chad Wetlands in Nigeria, Lower Kaduna-Middle Niger Floodplain, Maladumba-See, Nguru Lake (and Marma Channel) complex, Oguta-See, Pandam and Wase Lakes Wildlife Park und das Upper Orashi Forest Reserve.

### Umweltprobleme
Schwerste Schäden entstanden im Nigerdelta durch den Öldiebstahl Einheimischer. Pipelines von den Bohrplattformen zu den Ölhäfen werden von Ortsansässigen mit bescheidenen technischen Mitteln angezapft. Schätzungsweise 10 % des nigerianischen Erdöls „verschwindet“ auf diese Weise. Wasser und Luft sowie Nahrungsmittel werden verseucht. Laut einer im August 2011 veröffentlichten Studie des Umweltprogramms der Vereinten Nationen (UNEP) werden bis zu eine Million Menschen durch die gravierende Umweltverschmutzung bedroht.
Als besonders „schmutzig, gefährlich und lukrativ“ gelten illegale Ölraffinerien, in denen lokale Betreiber gestohlenes Erdöl in Benzin und Diesel umwandeln. Dabei werden in der Regel Sicherheits- und Umweltaspekte ignoriert (z. B. wird kein Schwefel aus den erstellten Brennstoffen entfernt). Beim Raffinieren von Erdöl fällt auch zwangsläufig Schweröl an, das in regulären Anlagen unter hohem technischem Aufwand zu leichteren Brennstoffkomponenten „gecrackt“ wird. Illegale Raffinerien verfügen nicht über diese technischen Möglichkeiten und „entsorgen“ das Schweröl dort, wo es anfällt. Die leichteren Komponenten von Erdöl (Methan bis Butan, Isobutan) bedeuten dagegen immer ein gewisses Explosionsrisiko, das bei illegalen Anlagen öfters zu Katastrophen führt. 2022 beklagte Nigeria 125 Tote durch Explosionen lokaler, illegaler Raffinerien. Oktober 2023 explodierte eine illegale Ölraffinerie in Ibaa (nahe Port Harcourt) und tötete 37 Menschen, darunter zwei schwangere Frauen. Ein wichtiger Aspekt bei der am 24. Januar 2023 eingeweihten Dangote-Raffinerie ist darum, dass das Erdöl von den Offshore-Plattformen im Nigerdelta über eine 1.100 km lange unterseeische Pipeline entlang der Küste nach Lagos transportiert wird. Damit hofft man Öldiebstahl und Umweltschäden zu minimieren.

### Humangeografie - Städte

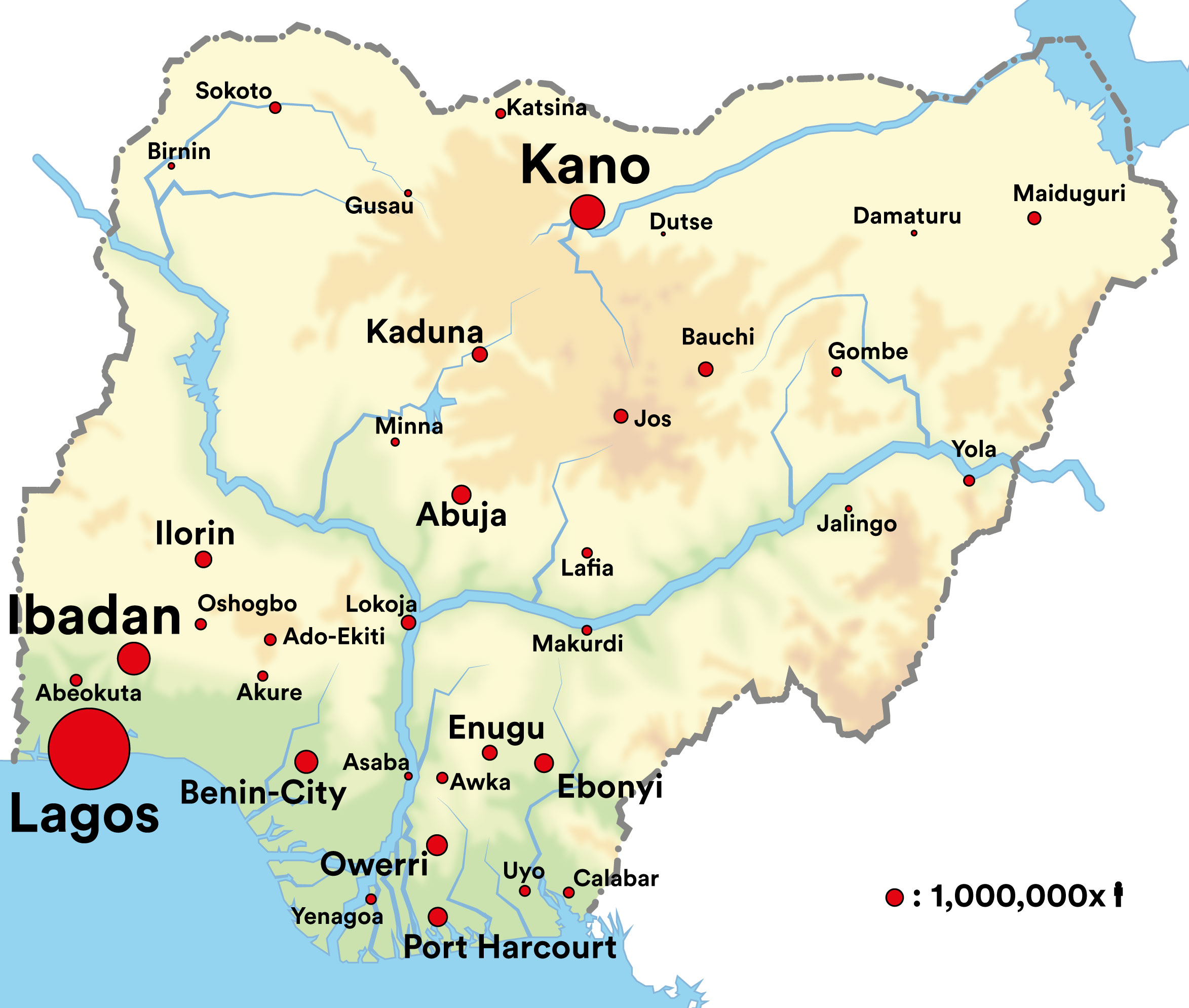
Die größten Städte Nigerias; rote Fläche entspricht der Einwohneranzahl

Im Jahr 2023 lebten 54 Prozent der Einwohner Nigerias in Städten. Die mit Abstand größte Agglomeration des Landes ist die ehemalige Hauptstadt Lagos. Das Wirtschaftszentrum des Landes hat rund 16 Millionen Einwohner.
| Rang | Stadt         | Einwohner  | Provinz |
| ---- | ------------- | ---------- | ------- |
| 01   | Lagos         | 15.946.000 | Lagos   |
| 02   | Kano          | 4.348.000  | Kano    |
| 03   | Ibadan        | 3.875.000  | Oyo     |
| 04   | Abuja         | 3.840.000  | Abuja   |
| 05   | Port Harcourt | 3.480.000  | Rivers  |
| 06   | Benin City    | 1.953.000  | Edo     |
| 07   | Onitsha       | 1.285.000  | Anambra |
| 08   | Kaduna        | 1.158.000  | Kaduna  |

## Bevölkerung

### Demografie
Die letzte Volkszählung fand vom 21. bis 28. März 2006 statt; sie ergab eine Gesamtbevölkerung von 140 Millionen. Die vorletzte Volkszählung von 1997 ergab eine Einwohnerzahl von 88,9 Millionen. Für 2016 wurde die Bevölkerung von der nationalen Statistikbehörde auf ca. 190 Millionen geschätzt. Nach einer Schätzung der Weltbank hatte Nigeria 2023 223,8 Millionen Einwohner. Das jährliche Bevölkerungswachstum betrug + 2,4 %. Zum Bevölkerungswachstum trug ein Geburtenüberschuss (Geburtenziffer: 36,6 pro 1000 Einwohner vs. Sterbeziffer: 12,4 pro 1000 Einwohner) bei. Die Anzahl der Geburten pro Frau lag 2022 statistisch bei 5,1, die der Region West- und Zentral-Afrika betrug 4,9. Die Geburtenrate, die 1978 ihren Höhepunkt hatte, sinkt seit dem Jahr 2000 jährlich um durchschnittlich 0,7 %. Die Lebenserwartung der Einwohner Nigerias ab der Geburt lag 2022 bei 53,6 Jahren, was eine der niedrigsten Lebenserwartungen weltweit ist. Der Median des Alters der Bevölkerung lag im Jahr 2021 bei 17 Jahren. Im Jahr 2023 waren 42,8 Prozent der Bevölkerung unter 15 Jahre, während der Anteil der über 64-Jährigen 3,0 Prozent der Bevölkerung betrug.
| Jahr | Bevölkerung | Jahr | Bevölkerung |
| ---- | ----------- | ---- | ----------- |
| 1950 | 037.860.000 | 1990 | 095.270.000 |
| 1960 | 045.138.000 | 2000 | 122.352.000 |
| 1970 | 055.981.000 | 2010 | 158.578.000 |
| 1980 | 073.461.000 | 2020 | 208.327.000 |

### Bevölkerungsstruktur
In Nigeria leben mehr als 250 Ethnien. Die größten und politisch einflussreichsten Völker in Nigeria sind die im Norden lebenden Hausa und Fulbe (muslimisch), die zusammen 29 Prozent der Bevölkerung ausmachen und zur Gruppe Hausa-Fulani zusammengefasst werden, die Yoruba mit 21 Prozent im Südwesten und die Igbo (christlich) mit 18 Prozent im Süden. Hinzu kommen weitere Ethnien, unter ihnen die Ijaw (10 %) im Süden, die Kanuri (4 %) im Nordosten, die Ibibio (3,5 %) im Südosten und die Tiv (2,5 %) im Osten sowie zahlreiche kleinere Völker wie die Umon. Im Jahre 2017 waren 0,6 % der Bevölkerung im Ausland geboren. Die größten Gruppen kommen aus Benin (360.000), Ghana (230.000) und Mali (170.000).
Es gibt eine Gemeinde von etwa 50.000 Libanesen in Nigeria, hauptsächlich im Raum Lagos. Viele von ihnen sind erfolgreiche Unternehmer.

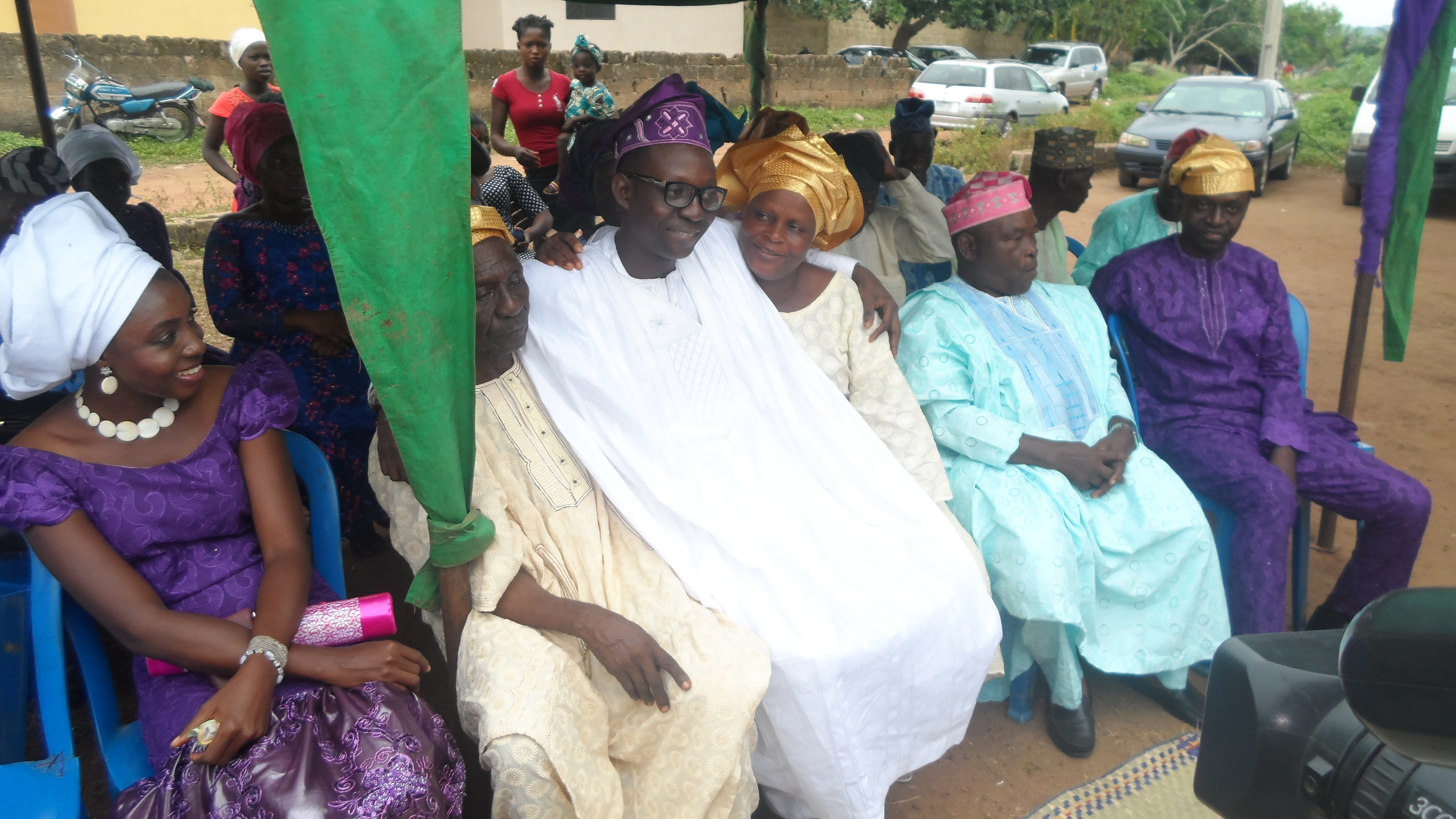
Hochzeit bei Yoruba
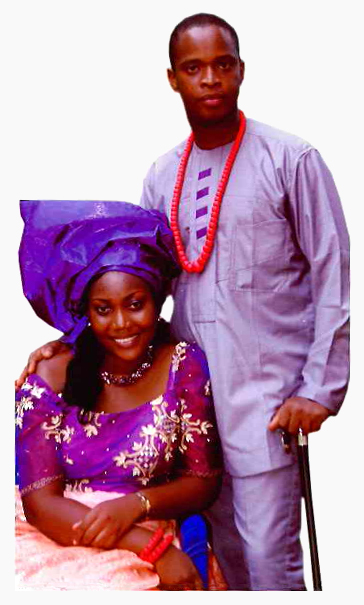
Braut und Bräutigam bei den Igbo
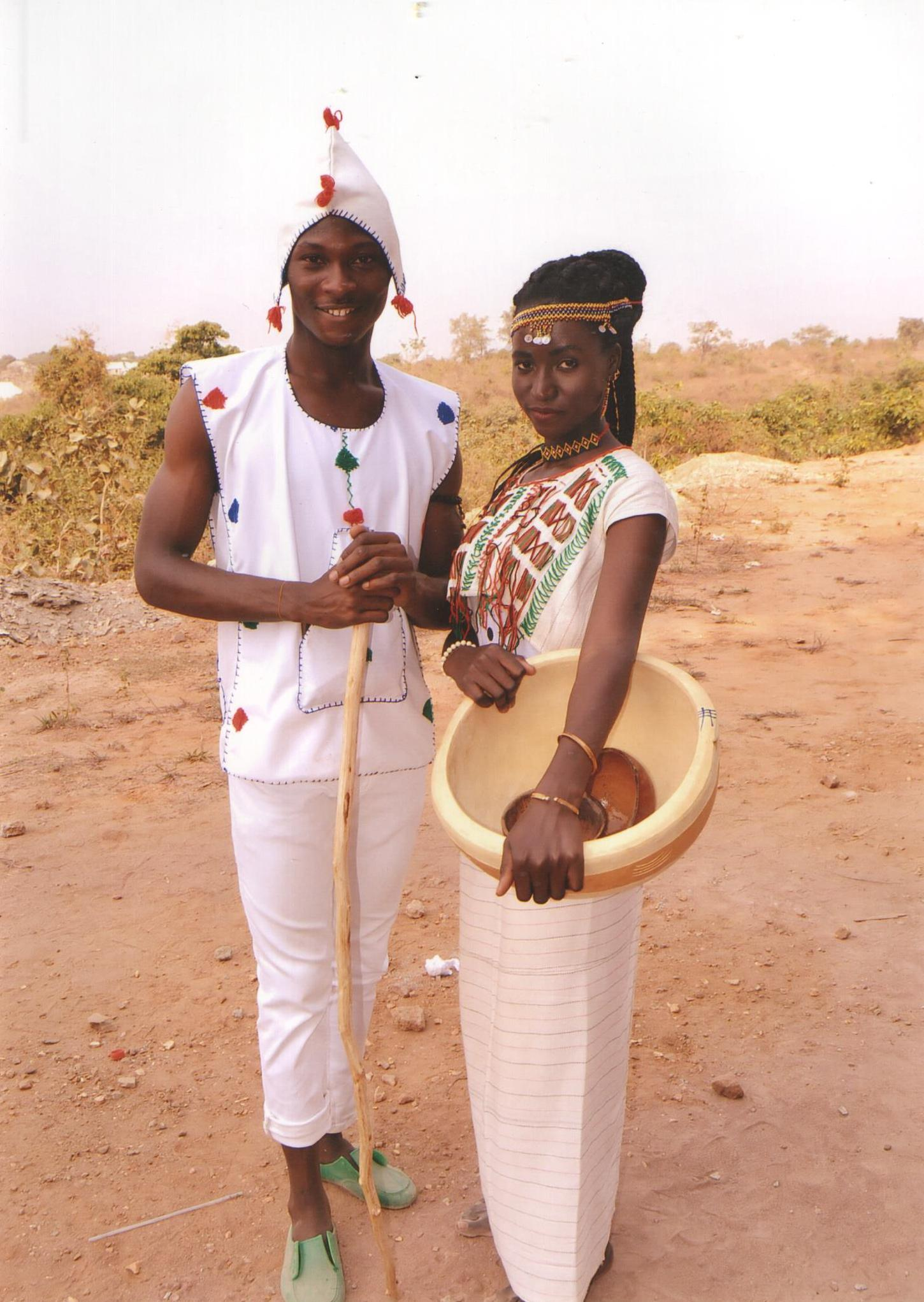
Fulani-Paar
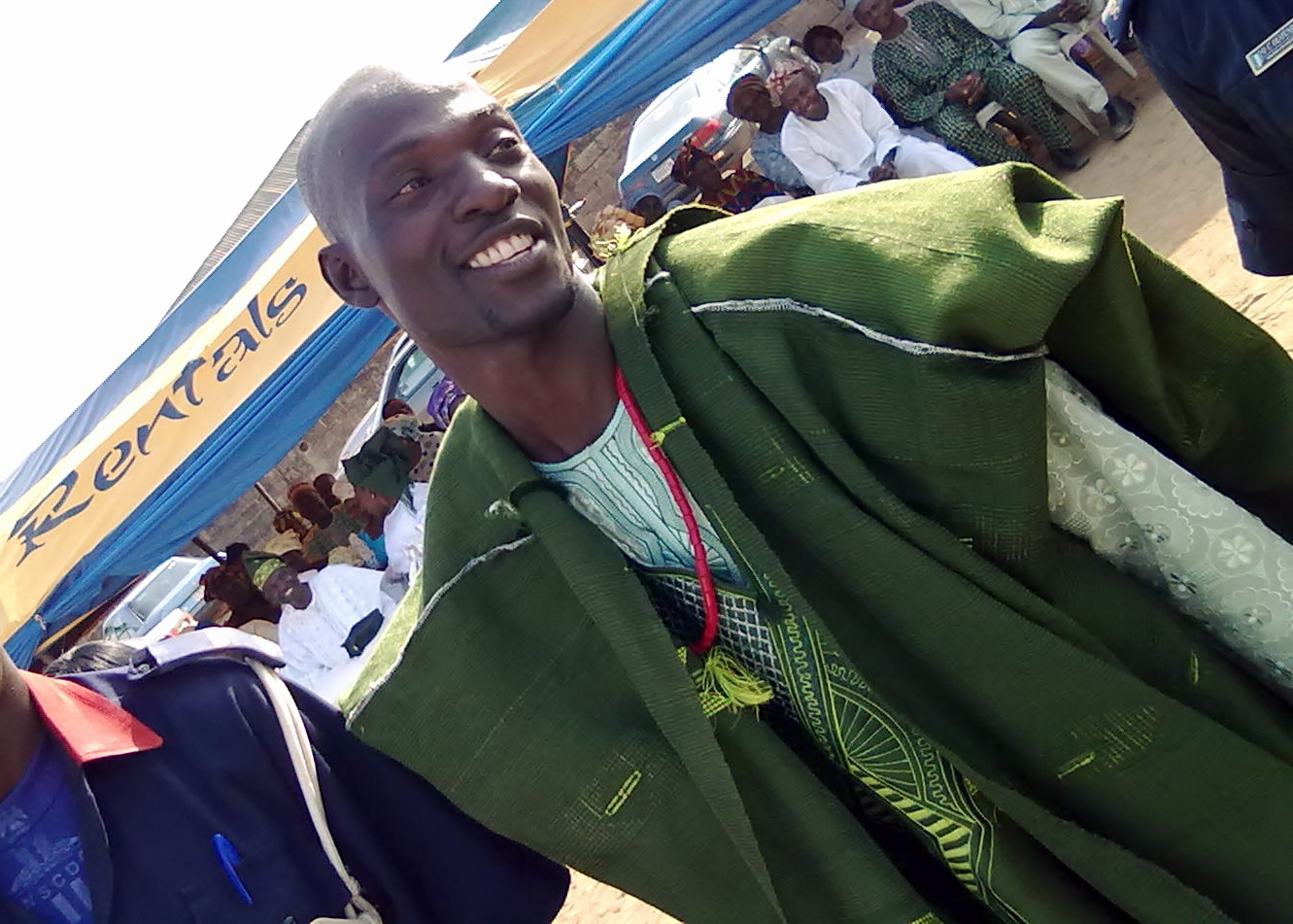
Yoruba-Bräutigam mit dem schulterbetonenden „Agbada“
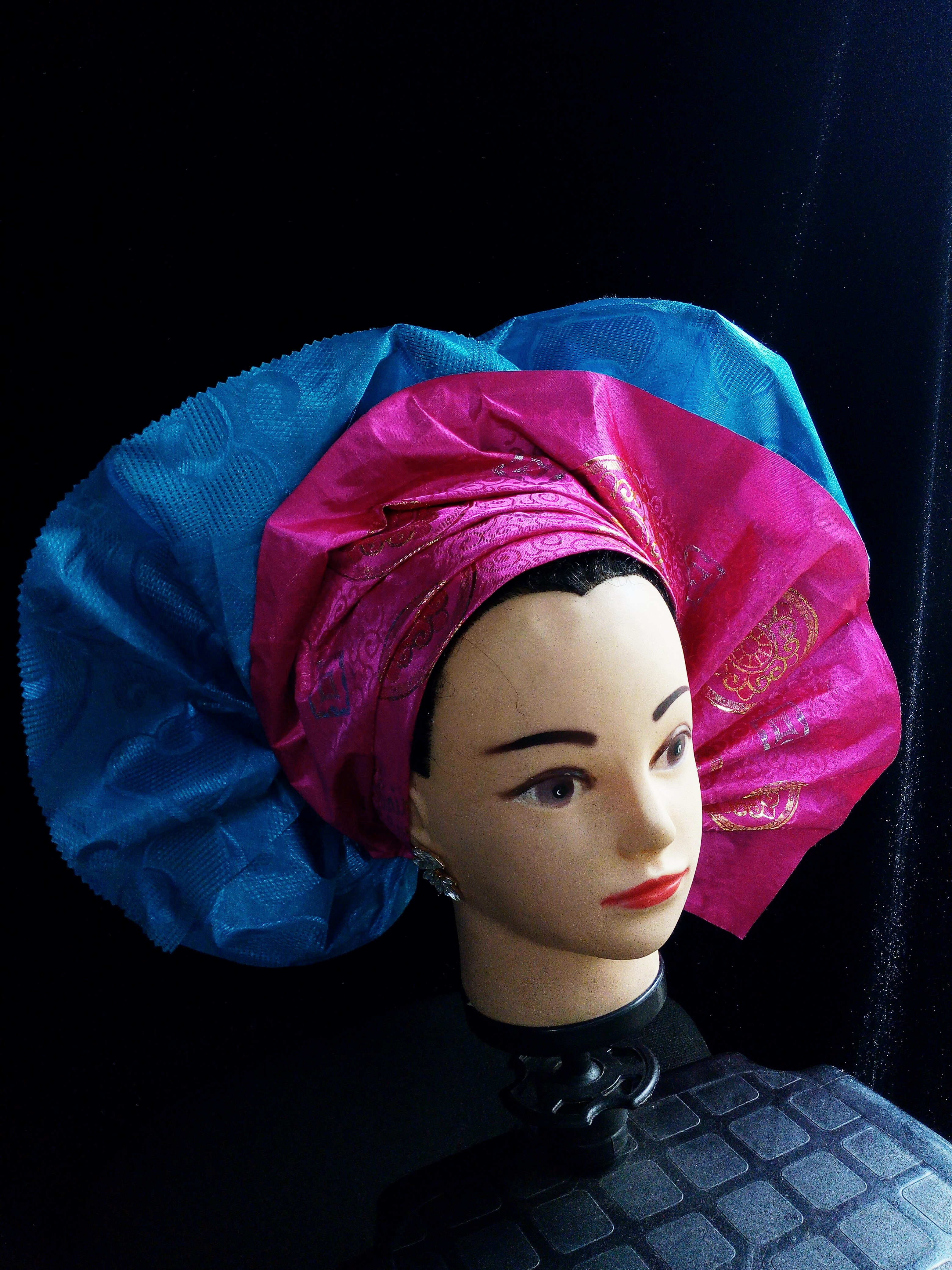
Das „Gele“, Kopfbedeckung für Damen bei Festlichkeiten
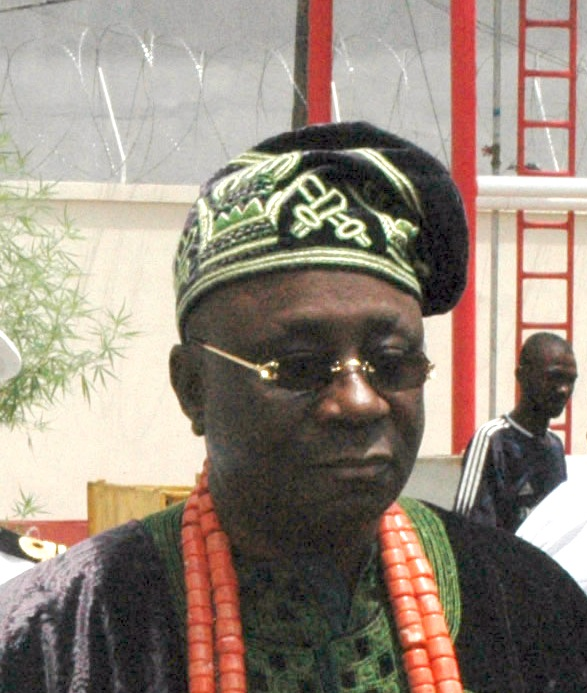
Typische Yoruba-Kopfbedeckung für Männer: das asymmetrische „Fila Gobi“
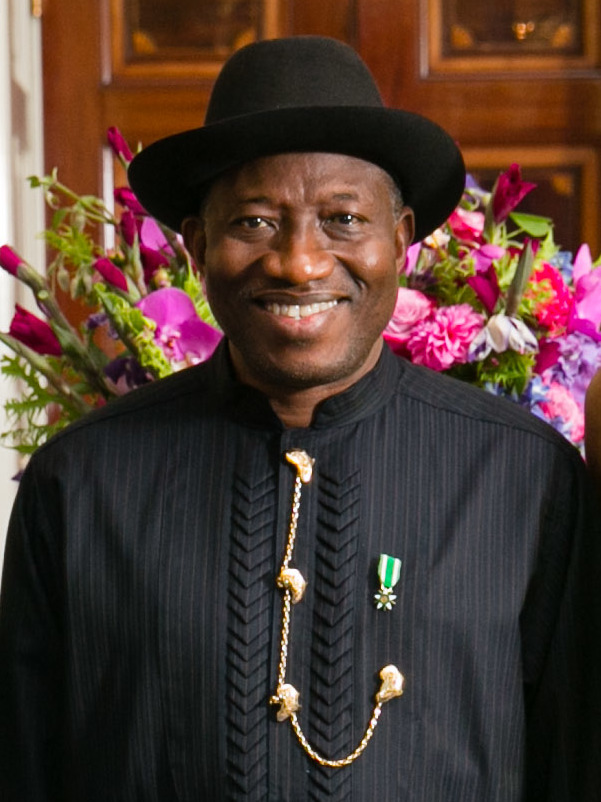
Ijaw-Herrenkleidung einschließlich typischem Hut (hier der ehemalige Präsident Jonathan)
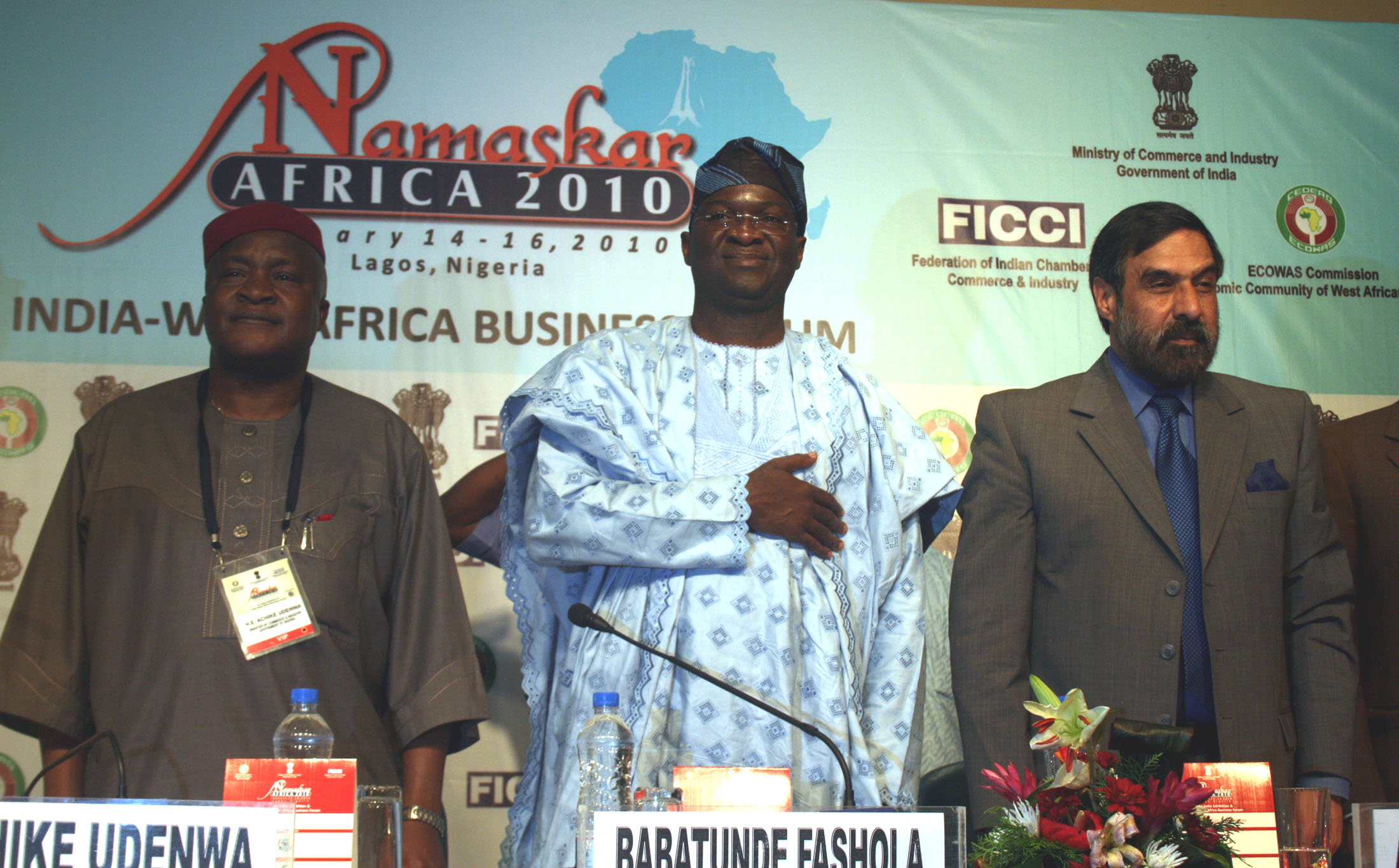
Bauminister Fashola (Bildmitte) mit Agbada-Toga und Fila Gobi-Mütze
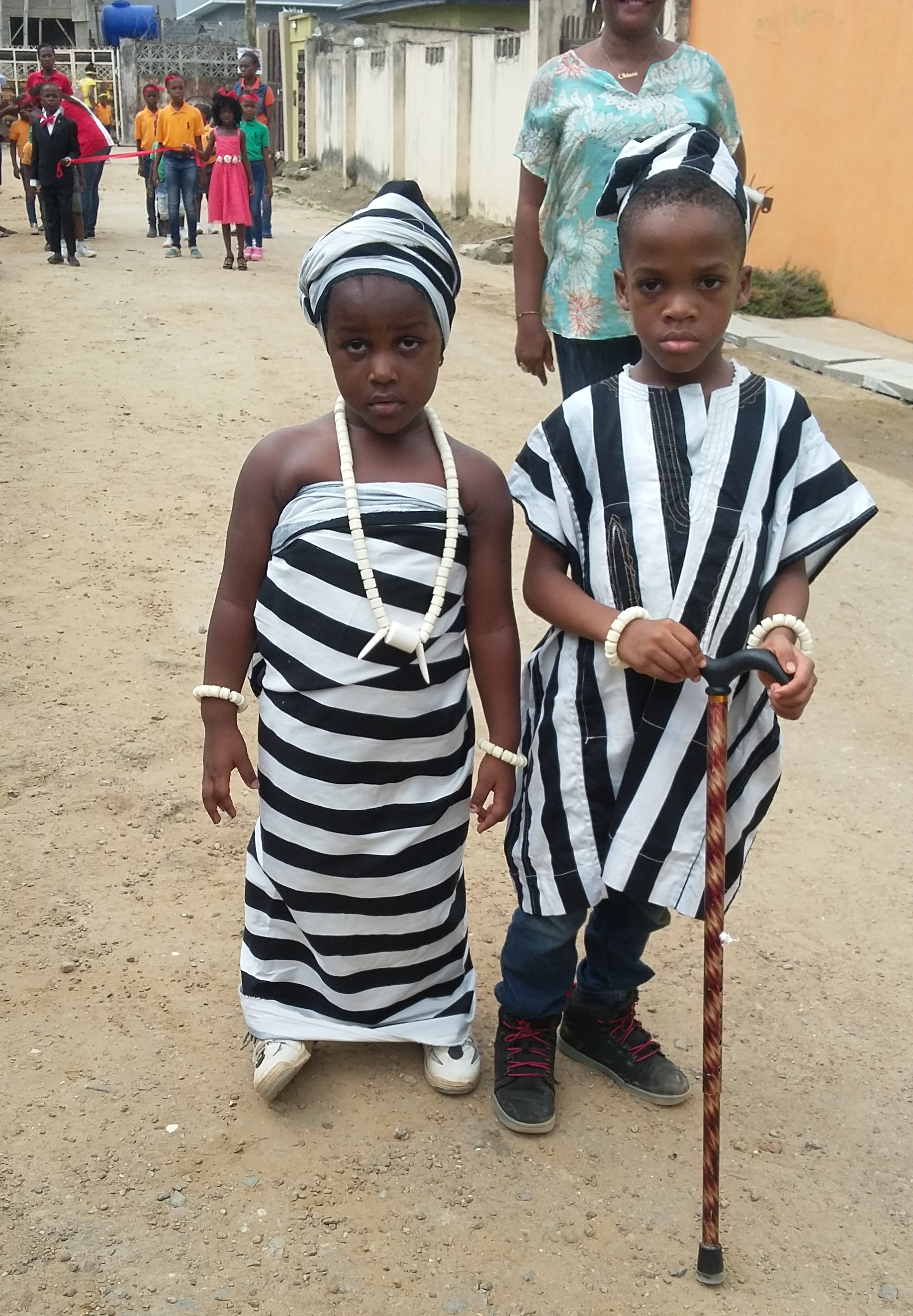
Kinder in traditionell schwarz-weiß gestreifter Kleidung der Tiv
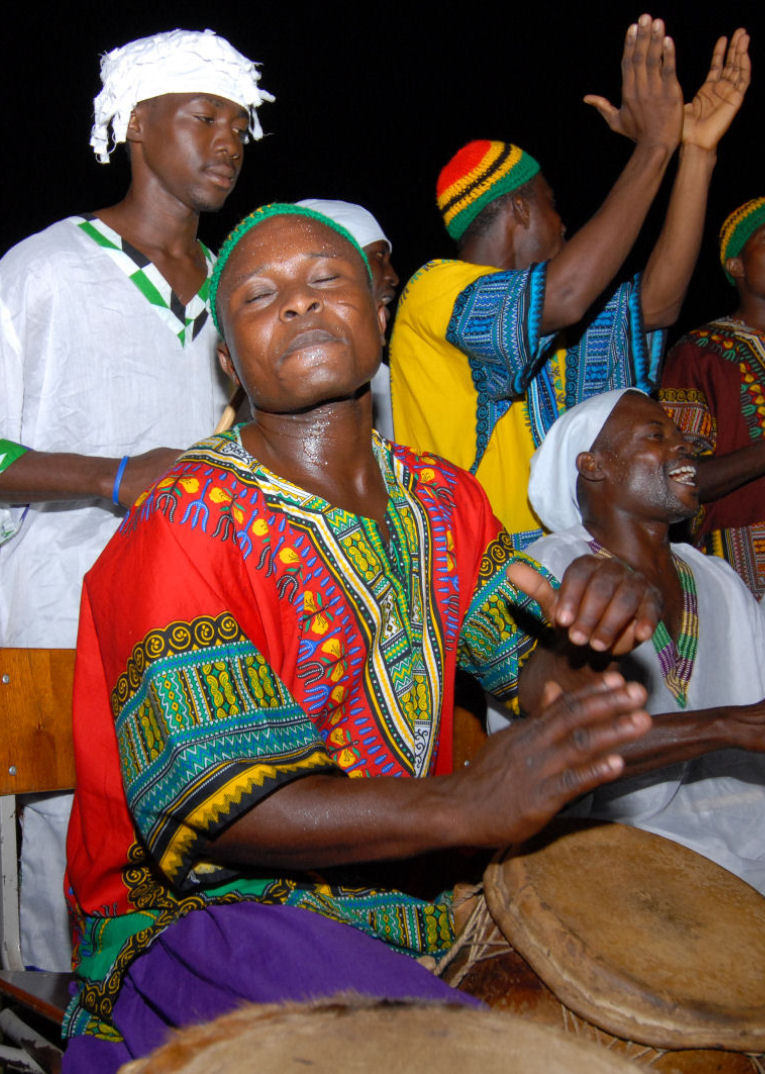
Das Dashiki, ein halblanges Unisex-Hemd, im Straßenbild allgegenwärtig
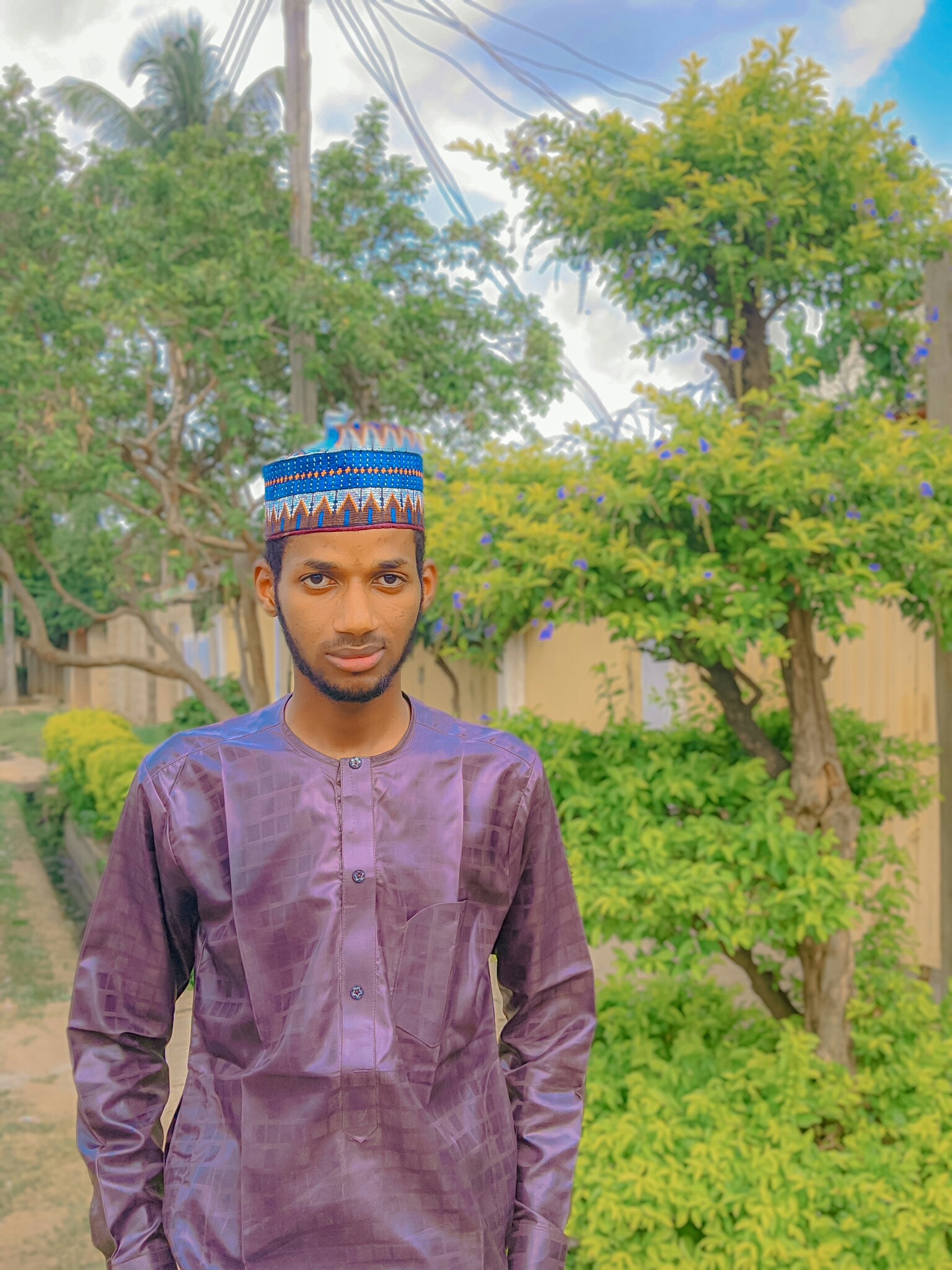
Hausa-Mann mit Sikani-Hemd (lange Ärmel, zugeknöpft, Seide oder Brokat)

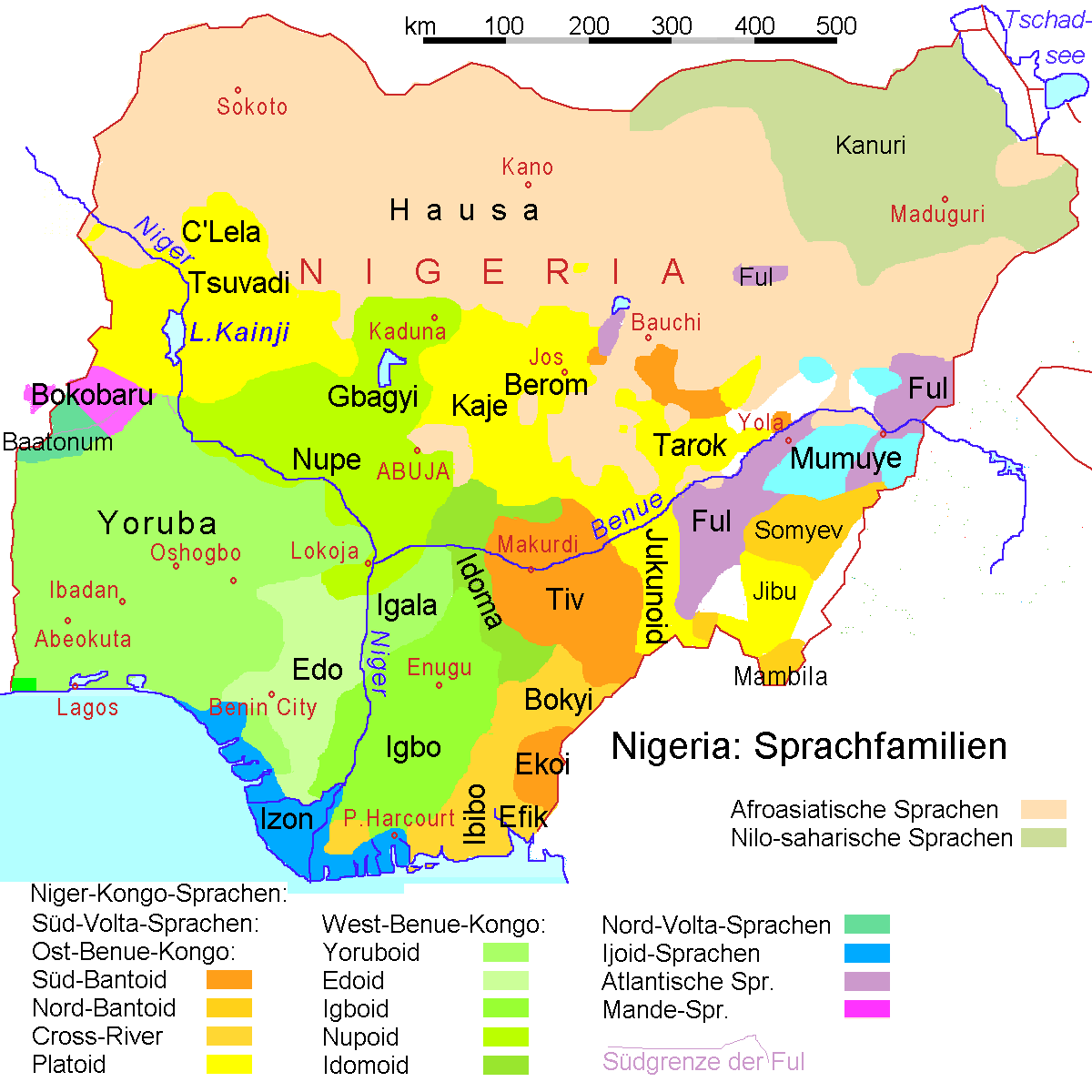
Sprachfamilien und wichtigste Sprachen Nigerias

Nigeria hat eine große Diaspora-Bevölkerung. Große Gruppen an Auslandsnigerianern leben in den Vereinigten Staaten (280.000), dem Vereinigten Königreich (210.000) und in Italien (60.000). Das Land erlebt deshalb einen starken Brain-Drain. Aufgrund der diversen Konflikte im Land sind zudem Personen aus Nigeria in die benachbarten Staaten Kamerun, Niger und Tschad geflüchtet. Da der Süden des Landes besser entwickelt ist, ziehen viele Menschen aus anderen Landesteilen aus wirtschaftlichen Motiven in den südlichen Teil des Landes.

### Sprachen

#### Amtssprache Englisch
Amtssprache ist die Sprache der ehemaligen Kolonialmacht Großbritannien, Englisch.

#### Alltagssprachen
Gesprochen werden vor allem Yoruba, Hausa, Igbo, Fulfulde und Kanuri sowie eine dreistellige Zahl anderer Sprachen – insgesamt 514 verschiedene Sprachen und Idiome; von diesen haben Ibibio, Tiv, Ebira, Igala, Edo, Izon, Nupe, Idoma und Efik jeweils mehr als eine Million Sprecher. Yoruba und Igbo gehören zur selben Sprachfamilie und ihr Wortschatz ähnelt sich (siehe Tabelle).
| Deutsch | Yoruba | Igbo | Hausa |
| ------- | ------ | ---- | ----- |
| Mund    | Ẹnu    | Ọnu  | Baki  |
| Ohr     | Etí    | Nti  | Kunne |
| Nase    | Imú    | Imi  | Hanci |

Vor allem im Schmelztiegel Lagos wird Englisch gesprochen, das aber dort Eigentümlichkeiten aufweist („we go work“, „I no pay“, „How you dey?“). Englisch ist die einzige Sprache, in der alle Ethnien miteinander kommunizieren können. Durch den Vormarsch neuer Medien, dem Erfolg von „Nollywood“ sowie durch verbesserte Transportbedingungen in Nigeria verstärkt sich das Maß, in dem diese Ethnien zusammentreffen und miteinander kommunizieren müssen. Informationsquellen im Internet sind auf Englisch reichhaltig und divers, während auf Yoruba oder Hausa vor allem an Fachinformationen wenig verfügbar ist. Landesweite Fernsehsender richten ihr Englisch auf einen strikt befolgten britischen Standard aus, was von Landsleuten gerne bespöttelt wird. Der US-Sender CNN wird überall empfangen. Lokale Sprachen sind eher in den Regionalprogrammen zu hören. Auf diese Weise drängt Englisch zunehmend die lokalen Sprachen zurück. Ältere Nigerianer äußern manchmal die Befürchtung, dass Jüngere nur noch Englisch und nicht mehr ihre eigenen Sprachen sprechen würden. Eigens entwickelte Fernsehprogramme sollen diesem Trend entgegenwirken, der Erfolg ist aber fraglich.

#### Pidgin-Englisch
Im Nigerdelta, wo vor der Ankunft der Europäer zahlreiche unterschiedliche Sprachen gesprochen wurden, entwickelte sich bereits früh eine neue Kreolsprache, die nigerianische Pidginsprache, welche auf dem Englischen basiert.

#### Arabisch
In Nordnigeria ist aus religiös-kulturellen und historischen Gründen die arabische Sprache in Gebrauch.

#### Französisch
Die französische Sprache spielt durch die geographische Situation eine Rolle (sämtliche Nachbarstaaten haben das Französische als Amtssprache) und ist in gebildeten Kreisen als Fremdsprache verbreitet.

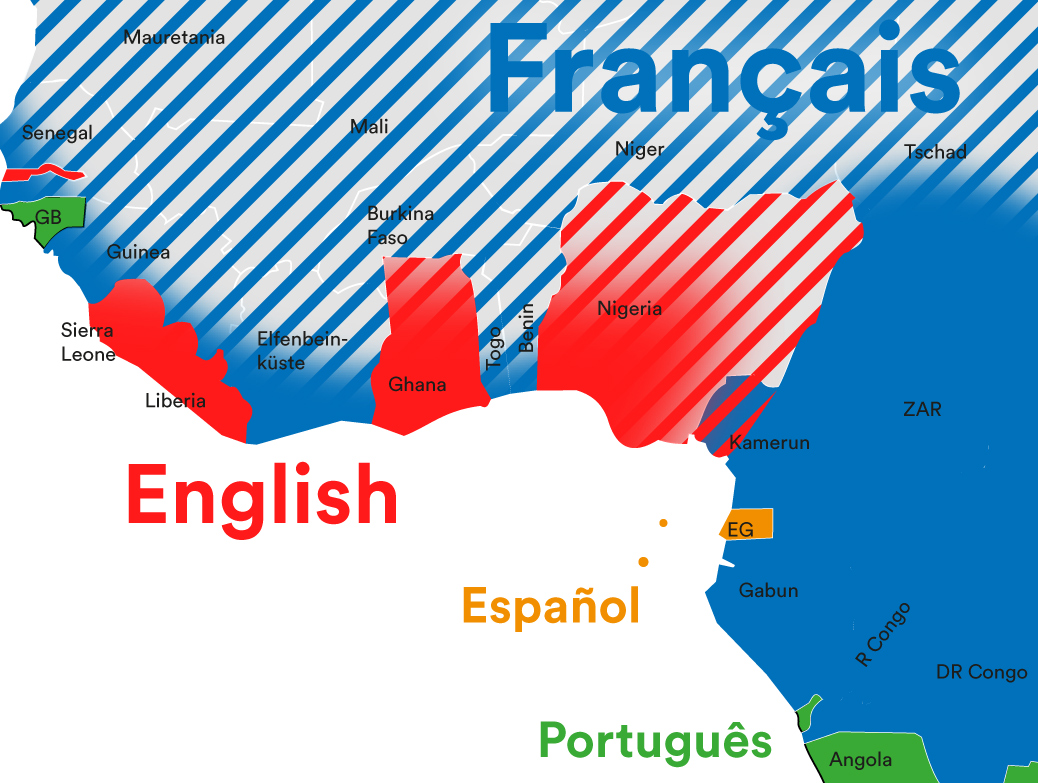
Europäische Sprachen in Westafrika (Vollfarbe: Bevölkerungsmehrheit, gestreift: erheblicher Bevölkerungsanteil)

#### Schrifttum
Der Alphabetisierungsgrad betrug 2015 59,6 % (bei Männern 69,2 %, bei Frauen 49,7 %). 2022 beherrschen 71 % der Nigerianer das Alphabet, diese Zunahme überrascht vor dem Hintergrund der jahrelangen Einschüchterung durch Boko Haram, der Kinder vom Schulgang und von westlicher Bildung gerade abhalten wollte. Analphabetismus ist laut Statistik vor allem noch im „armen Norden“ verbreitet – dabei muss angemerkt werden, dass es in vielen Ortschaften im Norden Nigerias oft „nur“ Koranschulen gibt, die die arabische Schrift, aber kein Alphabet (oder Naturwissenschaften) lehren. Absolventen dieser Koranschulen sind damit nicht notwendigerweise völlig ungebildet, sondern haben durchaus Möglichkeiten, beispielsweise das Internet zu frequentieren und sich zu informieren bzw. schriftlich auszudrücken. Der Alphabetisierungsgrad könnte damit als „culturally biased“, also als kulturell einseitiger Wert verstanden werden, der bei den Hausa und Fulani einen unrealistisch schlechten Wert liefert.
Die Hausa-Sprache wird in der arabischen Schrift geschrieben (dem sogenannten Adschami). Die Schriften der Igbo und der Yoruba hingegen basieren auf dem lateinischen Alphabet.

### Religionen

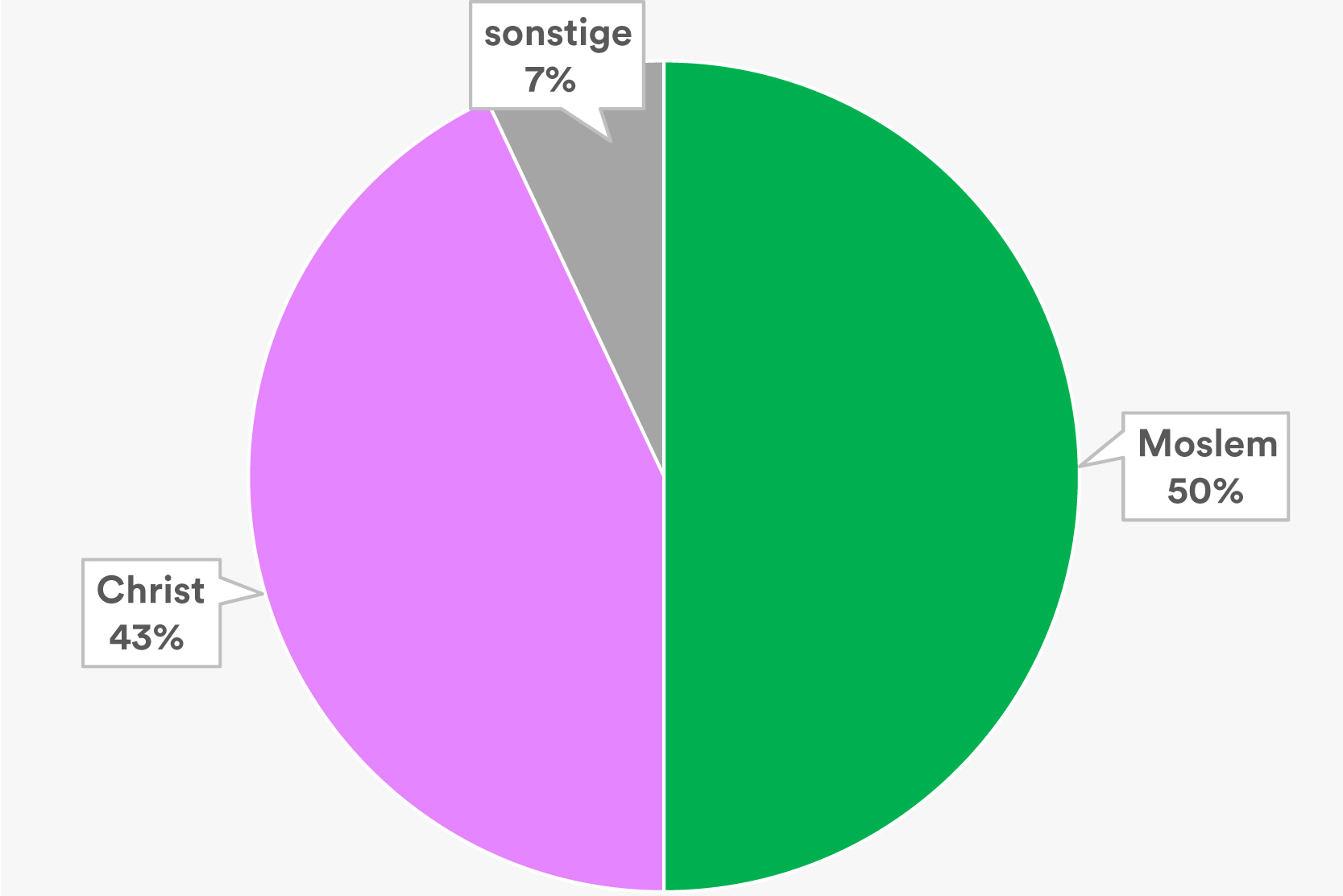
Religionen in Nigeria

In Nigeria besteht eine kaum überschaubare Vielfalt an religiösen Gemeinschaften.
In Nigeria gibt es keine zentrale Erfassung der Religionszugehörigkeit, z. B. in Einwohnermeldeämtern. Darum unterscheiden sich Schätzungen zum Bevölkerungsanteil mitunter deutlich.
Eine nigerianische Studie hatte 2003 Bevölkerungsanteile von 50,5 % für Muslime und 48,2 % für Christen ermittelt. Auch zahlreichen anderen Schätzungen zufolge sind etwa 50 % der Nigerianer Muslime, zwischen 40 und 46 % sind Christen und der restliche Teil bekennt sich zu einer traditionellen afrikanischen Religion.
| Quelle                        | Muslime | Christen | sonstige |
| ----------------------------- | ------- | -------- | -------- |
| Statista / CIA World Factbook | 53,5 %  | 45,9 %   | 00,6 %   |
| World Religion Database       | 45,9 %  | 46,2 %   | 07,6 %   |
| Pew / Templeton               | 51,1 %  | 46,9 %   | 02,0 %   |

In westlichen Medien wird Nigeria gelegentlich, übermäßig dramatisiert, als religiös zerrissenes Land dargestellt. Umfragen zeigen ein anderes Bild.
Nach einer Umfrage des African Polling Institute (API) vom August 2022 finden 67 % der Nigerianer, dass bei ihrer Wahlentscheidung die Religionszugehörigkeit eines Präsidentschaftskandidaten (Muslim oder Christ) keine Rolle spielt. 82 % der Nigerianer befürworten, dass der nächste Präsident und sein Vizepräsident unterschiedlichen Religionen angehören („gemischtes Ticket“). Es fällt dabei auf, dass ein rein muslimisches Ticket (Präsident und Vizepräsident Muslim) im muslimischen Norden von über 89 % der Befragten abgelehnt wird.
In vielen nigerianischen Familien gibt es sowohl Muslime als auch Christen.

#### Islam

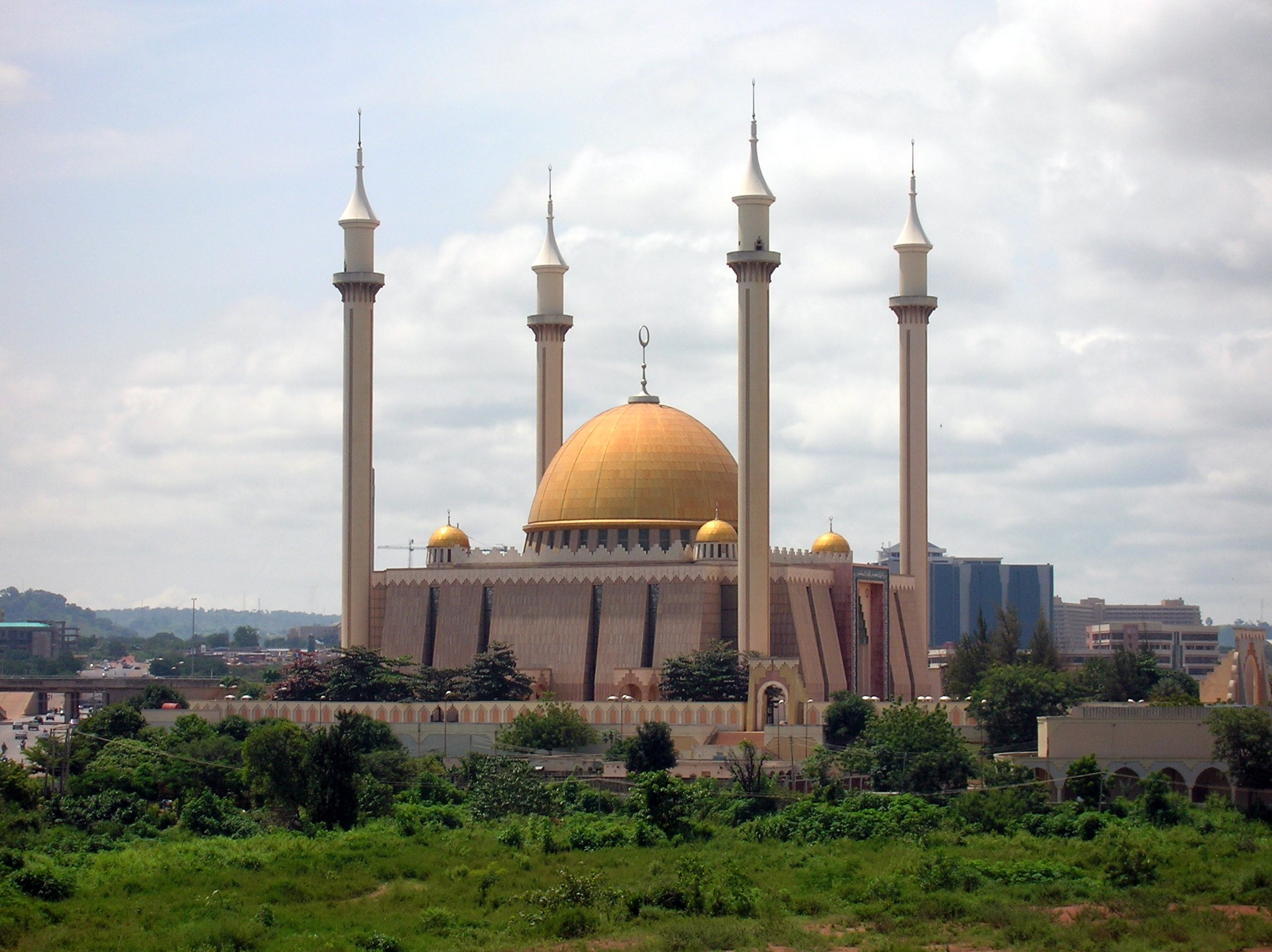
Nigerianische Nationalmoschee

Die Muslime leben vor allem im Norden des Landes, muslimische Mehrheiten gibt es aber auch in den überwiegend von Yoruba bewohnten und an Lagos heranreichenden südwestlichen Bundesstaaten Oyo, Ogun und Osun. Traditionell ist der Islam in Nigeria sehr stark von den sufischen Bruderschaften geprägt. In den 1940er und 1950er Jahren erlebten die Sufi-Orden der Qādirīya und Tidschānīya eine starke Popularisierung. In dem Gebiet des Zusammenflusses von Niger und Benue ist besonders die von Ibrahim Baye Niass gegründete Niass-Tidschānīya verbreitet. Qādirīya und Tidschānīya bekämpften sich allerdings in den 1950er und 1960er Jahren gegenseitig, wobei es auch zu gewaltsamen Zusammenstößen kam.
Unter dem Einfluss von Abubakar Gumi, der 1962 zum Ober-Kadi von Nord-Nigeria ernannt wurde und in Büchern und im Radio die Praktiken und religiösen Konzepte der sufischen Bruderschaften heftig kritisierte, verschob sich die islamische Identität in Nigeria ab 1970 weg von der Sufik hin zu einer explizit anti-sufischen Haltung. Eine wichtige Rolle spielte hierbei die im März 1978 in Jos gegründete Organisation Yan Izala, die sich zwischen 1978 und 1980 gewaltsame Auseinandersetzungen mit den beiden sufischen Bruderschaften lieferte und 1985 von staatlicher Seite als Körperschaft anerkannt wurde. In Städten wie Kano nahm der Islamismus stark zu, und wahhabitische Klassiker aus Saudi-Arabien erlebten eine starke Verbreitung. Nach der Islamischen Revolution in Iran hielten außerdem schiitische-revolutionäre Lehren Einzug in Nigeria, was den Konflikt zwischen den verschiedenen islamischen Gruppen noch einmal verkomplizierte. Eine erste Initiative zur Überwindung der Zwietracht unter den nigerianischen Muslimen war der sogenannte Sokoto Accord von 1988.
Aufgrund dieser speziellen religiösen Prägung ist in Nigeria die Vielehe weit verbreitet. Schätzungen zufolge lebt im Nordosten des Landes bei 40 Prozent der verheirateten Frauen mindestens eine weitere Ehefrau mit demselben Mann. Die meisten polygamen Ehen werden statistisch von wohlhabenden Männern höheren Alters geführt, die wenigsten von mittellosen jungen Männern. Der PDP-Präsidentschaftskandidat für 2023, Atiku Abubakar, hat beispielsweise 4 Frauen, 1 Ex-Frau und mit ihnen 28 Kinder.

#### Christentum

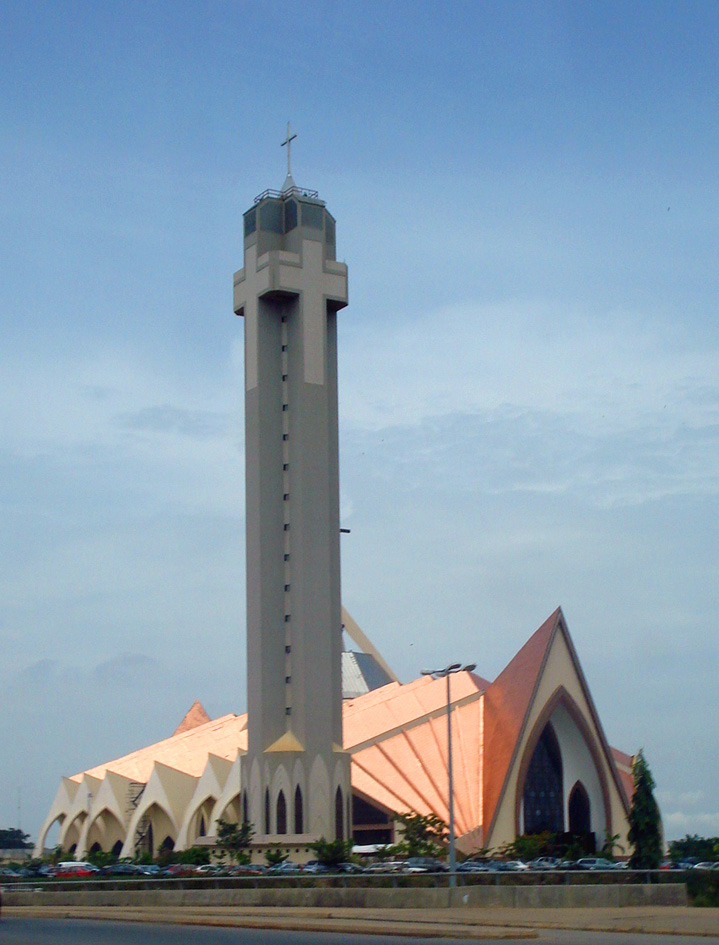
Nationale Kathedrale in Abuja, gegenüber der Nationalmoschee gelegen

Von den bis zu 48 % Christen sind 74 % Protestanten, 25 % Katholiken und 1 % gehören anderen Konfessionen an. Einzelnen christlichen Schätzungen zufolge sollen hingegen Christen mit 50,8 % eine hauchdünne Mehrheit im Land stellen. Als Dachverband der nigerianischen Christen, die vor allem im Süden des Landes leben, fungiert der Christian Council of Nigeria innerhalb des Dachverbandes der Christian Association of Nigeria.
Im Süden Nigerias sind Kirchen im Straßenbild allgegenwärtig und sie erfreuen sich regen Zulaufs. Viele Gottesdienste stehen in pfingstlerischer, von Missionaren aus den USA übernommener Tradition. Beim stundenlangen, scheinbar chaotisch verlaufenden und Dezibel-reichen Gottesdienst werden die Hände nach oben zum Podium hin gestreckt. Gläubige beten oft in 24-Stunden-Sessions. Für Todestage verblichener Verwandter finden eigene Gottesdienste statt. Es werden „Wunderheilungen“ vorgenommen, auch solche von Homosexualität. Entsprechend gibt sich so mancher Pfarrer den Titel eines „Propheten“. Teilnehmer werden in manchen Gottesdiensten gelegentlich von einer Ekstase befallen, erholen sich aber glücklicherweise rechtzeitig, wenn diese vorbei sind. Ernsthafterer Natur sind das Aussetzen und Foltern von vermeintlichen „Hexenkindern“, Teufelsaustreibungen und andere okkulte Praktiken, mit denen nigerianische Pfingstler in Verbindung gebracht werden.

#### Einheimische Religionen
Obwohl kaum noch ein Zehntel der Bevölkerung traditionellen Religionen angehört, sind die Übergänge zwischen ihnen und dem afrikanischen Volksislam, dem Christentum westafrikanischer Kirchen und ihren lokalen Varianten fließend. Ahnenkult und Fetischismus spielen sowohl bei nigerianischen Christen als auch Muslimen eine große Rolle. In Nordnigeria gehören die Besessenheitskulte der Bori- und Dodo-Geister zu den von der muslimischen Mehrheit verschmähten Traditionen. Im Süden wird der Einfluss der Religion der Yoruba bei den Festlichkeiten in der heiligen Stadt Ile-Ife ersichtlich.

#### Interreligiöse und intrareligiöse Konflikte
Seit Mitte 2010 terrorisierte Boko Haram den Nordosten Nigerias. In den folgenden 12 Jahren fielen dieser Gruppierung dem „Nigeria Security Tracker“ des Council on Foreign Relations zufolge über 41.600 Menschenleben zum Opfer (Stand Oktober 2022). Millionen Menschen flohen nach Süden oder in die großen Städte, wie Maiduguri. Boko Haram griff auch Kirchen an.
Die Formel „Muslime gegen Christen“ greift jedoch zu kurz. Trotz Feindseligkeit von Boko Haram gegenüber Christen waren die meisten ihrer Opfer immer Muslime, nicht zuletzt, weil der Aufstand in einem überwiegend muslimischen Teil des Landes, hauptsächlich im Bundesstaat Borno im äußersten Nordosten Nigerias, stattfindet. Es wird davon ausgegangen, dass die Tötung einer so großen Zahl von Muslimen durch Boko Haram, die auf einer weit gefassten Definition von Apostasie beruht, einer der Gründe für die Spaltung der Gruppe im Jahr 2016 war. Die Daten des Nigeria Security Tracker (NST) zeigen (Stand März 2022), dass die Angriffe von Boko Haram auf Kirchen im Laufe der Zeit abgenommen und die Angriffe auf Moscheen zugenommen haben. Die geringere Zahl der christlichen Todesopfer durch Boko Haram spiegelt wahrscheinlich die Tatsache wider, dass die meisten von ihnen geflohen sind.
Spätestens seit März 2022 befindet sich Boko Haram im Niedergang. 40.000 ihrer Kämpfer ergaben sich 2022. Seit 2021 erscheint der Islamische Staat in Westafrika (ISWAP) dominanter als Boko Haram. ISWAP wird beispielsweise der Kirchenanschlag von Owo zu Pfingsten 2022 zugeschrieben.

### Bildung

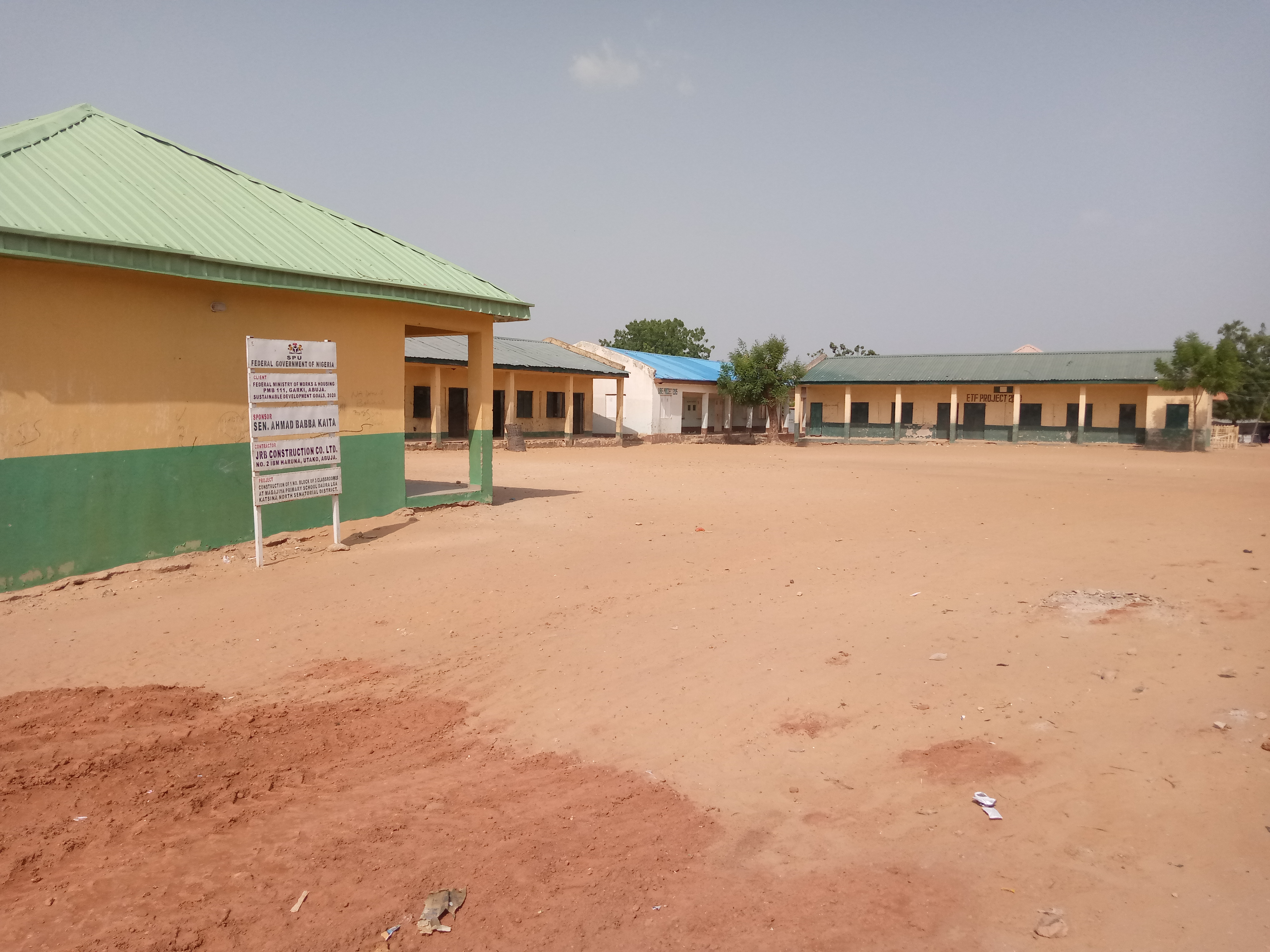
Grundschule in Daura, im äußersten Norden Nigerias

2017 betrug der Bildungsetat 5,94 Prozent des Bruttoinlandsprodukts, dies ist etwas mehr als in Österreich oder den Niederlanden (beide 5,5 %) oder in Deutschland (4,8 %). Weltweit liegt Nigeria damit auf dem 37. Platz (von 180 Ländern). Nigeria bietet kostenlose, staatlich geförderte Bildung an.
Dennoch steht es nicht gut um Bildung in Nigeria. Der Schulbesuch ist auf keiner Stufe verpflichtend und bestimmte Gruppen wie Nomaden und Behinderte sind unterversorgt. Die Einschulungsquote von 93 Prozent ist im Vergleich zu den Nachbarstaaten relativ hoch. Dennoch besuchen inzwischen nur etwa 50 Prozent aller Kinder im Schulalter eine Schule. Mindestens 10,5 Millionen Kinder gehen in Nigeria nicht zur Schule – das ist die höchste Quote der Welt. Ein ganzes Drittel der nigerianischen Kinder geht nicht zur Schule. Schätzungsweise 35 % der nigerianischen Kinder, die eine Grundschule besuchen, gehen nicht weiter zur Sekundarschule. Im Jahr 2021 hat die Hälfte aller nigerianischen Kinder keine weiterführende Schule besucht.

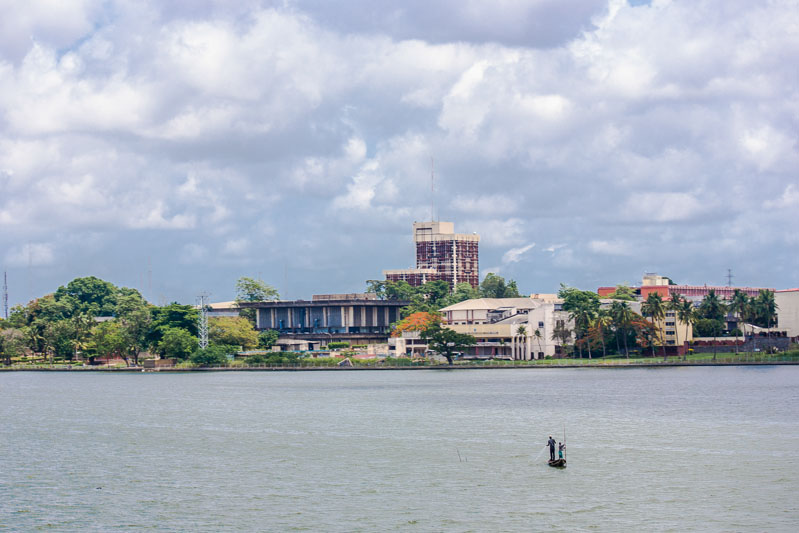
„Unilag“, die ältere von zwei Universitäten in Lagos

Das Bildungssystem besteht aus einer sechsjährigen Grundschule, einer dreijährigen Junior Secondary School, einer dreijährigen Senior Secondary School und einer vier-, fünf- oder sechsjährigen Universitätsausbildung, die mit einem Bachelor-Abschluss endet. Die Regierung hat die Aufsicht über die Universitätsausbildung. Das tertiäre Bildungswesen in Nigeria besteht aus (öffentlichen und privaten) Universitäten, Polytechnischen Hochschulen, Monotechnischen Hochschulen und Pädagogischen Hochschulen. Das Land verfügt über insgesamt 138 Universitäten, von denen sich 40 in Bundesbesitz, 39 in staatlichem Besitz und 59 in privatem Besitz befinden. Nigeria belegte im Jahr 2021 Platz 118 im Global Innovation Index, gegenüber Platz 114 im Jahr 2019.
Die nigerianischen Studenten konzentrieren sich stark auf Wissenschaft, Technologie, Ingenieurwesen und Mathematik (MINT), was dazu führt, dass sich viele Studenten sowohl im Grundstudium als auch im Aufbaustudium für Studiengänge wie Ingenieurwesen, Mathematik, Gesundheitsberufe usw. einschreiben. Kunst (Kunst/Angewandte Kunst), Sozialwissenschaften und andere verwandte Studiengänge sind in Nigeria nach wie vor ein sich entwickelnder Sektor mit einer Einschreibequote von weniger als 20 %.
Neben dem westlichen Schulsystem gibt es in Nigeria das islamische Schulsystem der Madrasas. Dieses hat seit den 1970er Jahren eine starke Expansion erfahren. Ein besonders wichtiges Zentrum islamischer Bildung ist Ilorin, wo die Ansaru 'l-Islam Society 1947 eine Schule aufbaute, die westliche und islamische Bildung miteinander kombiniert. Schon 1962 wurde außerdem ein Zweiginstitut der al-Azhar-Universität in Ilorin eröffnet.

### Gesundheit

Entwicklung der Kindersterblichkeit (Tode pro 1000 Geburten)

Wie auch in anderen westafrikanischen Ländern, z. B. Ghana, ist das größte Problem des nigerianischen Gesundheitswesens der ständige Abfluss („Brain drain“) von Ärzten und Pflegepersonal nach Saudi-Arabien, Amerika und Europa, hauptsächlich nach Großbritannien. Jede Woche verliert Nigeria im Schnitt 12 Ärzte auf diese Weise und 88 % ihrer verbliebenen Kollegen beabsichtigten, ihnen baldmöglichst zu folgen.
Die Weltgesundheitsorganisation (WHO) schätzt, dass mindestens 25 medizinische Fachkräfte (Ärzte, Krankenschwestern und Hebammen) pro 10.000 Menschen erforderlich sind, um eine angemessene Grundversorgung zu gewährleisten. Im Jahr 2018 praktizierten in Nigeria 3,8 Ärztinnen und Ärzte je 10.000 Einwohner.
Die Lebenserwartung der Einwohner Nigerias ab der Geburt lag 2022 bei 53,6 Jahren (Frauen: 54, Männer: 53,3) und ist damit eine der niedrigsten der Welt. Die Lebenserwartung stieg von 47,2 Jahren im Jahr 2000 bis 2022 um 14 %.
Kranke, Arme und Alte sind auf Familienhilfe angewiesen, nur Regierungsbedienstete kommen in den Genuss öffentlicher Fürsorge. Niedrige Einkommen, die schnell wachsende Bevölkerung und die leere Staatskasse führten zum Scheitern aller Pläne, ein Gesundheits- und Rentensystem zu schaffen. Epidemien fordern unter der unterernährten und schlecht versorgten Landbevölkerung oft Tausende von Opfern. Der erste Ausbruch von Ebolafieber in Nigeria (in Lagos und Port Harcourt) im Zuge der Ebolafieber-Epidemie 2014 konnte jedoch recht schnell eingedämmt werden.

Entwicklung der Lebenserwartung

Die Gesundheitsbehörde National Agency for Food and Drug Administration and Control (NAFDAC) wurde 1993 gegründet und bis 2009 unter der Führung von Dora Akunyili zu einer starken Organisation ausgebaut.
Wegen des aus religiösen Gründen verhängten Impfverbots in nördlichen Teilen Nigerias wurden 2004 fast zwei Drittel der weltweit über 1250 Polio-Fälle (Kinderlähmung) in Nigeria registriert. Damals hatten die Behörden die Impfungen ausgesetzt, nachdem muslimische Geistliche das Gerücht verbreiteten, der Impfstoff mache unfruchtbar. Auch in die angrenzenden Länder wurde Polio durch dieses Verbot transportiert. Nachdem die WHO 2015 Nigeria von der Liste der Länder gestrichen hatte, in denen Polio endemisch ist, wurde August 2016 wieder bei zwei Kindern mit Lähmungserscheinungen der Polio-Virus diagnostiziert.
48 % der Nigerianer geben an, dass sie oder ein Haushaltsmitglied in den letzten drei Monaten erkrankt sind. In 88 % der Fälle sei Malaria diagnostiziert worden, in 32 % Typhus. An dritter Stelle lag Bluthochdruck mit 8 %. Bei Symptomen von Malaria wenden sich 41 % der Nigerianer an ein Krankenhaus, 22 % an eine Drogerie, 21 % an eine Apotheke und 11 % suchen Heilung durch Kräuter.
Die Sterblichkeit bei unter 5-jährigen betrug 2022 107,2 pro 1000 Lebendgeburten.
Die Trinkwasserversorgung im Land ist wie in den Nachbarstaaten Niger und Tschad sehr schlecht. Zugang zu sauberem Trinkwasser, seit 2010 ein offizielles Menschenrecht der UNO, hatte 2010 laut WHO und UNICEF nicht einmal jeder zweite nigerianische Bürger.
Nigeria kämpft seit 2017 gegen das Affenpockenvirus.

## Geschichte
Das Land an den Flüssen Niger und Benue war in der Antike die südliche Grenze der bekannten Welt, wobei „Niger“ („Schwarz“) eine latinisierte Form der arabischen Bezeichnung für den Strom ist. Im Mittelalter drangen hier islamische Händler vor, die eine auf Buchstaben basierende Schrift, die Grundrechenarten, einfaches Zivilrecht und ihre Religion einführten.

### Erster Kontakt mit den Europäern, Nigeria als „Sklavenküste“
Rui de Sequeira entdeckte die nigerianische Küste 1472 auf der Suche nach einem Seeweg nach Indien. Es entstanden schnell Hafenstädte wie Badagry, Bonny und Calabar sowie der Transatlantische Sklavenhandel, der nach 1700 die Wirtschaft der zahlreichen kleinen und mittelgroßen Herrschaftsgebiete an der Küste und im Hinterland bestimmte. Drei Viertel der Sklaven, die nach Amerika verschifft wurden, stammten aus dieser Region, die entsprechend bald nicht mehr Oberes Guinea, sondern „Sklavenküste“ genannt wurde. Ihr Los verdankten die Versklavten ihrer Gefangennahme im Krieg oder einer Verurteilung durch einen Richter oder durch ein Orakel wie dem in Arochukwu bei den Igbo. Der Bürgerkrieg im Yorubareich von Oyo garantierte im Süden eine stetige „Zufuhr“ von Versklavten für die Europäer, während die 14 Hausastaaten im Norden ihre Sklaven in den arabischen Raum verkauften.
Usman dan Fodio, ursprünglich ein ins Exil getriebener Prediger, erklärte 1804 diesen kräftemäßig überlegenen Staaten der Hausa den Dschihad. Da die Stadtstaaten ihre Verteidigungsanstrengungen nicht koordinierten, gewann dan Fodio und eroberte das größte vorkoloniale Reich in Afrika, das Kalifat von Sokoto. Im Bestreben, in diesem einen Gottesstaat zu errichten, brachte der „schwarze Napoleon“ den Islam, der sich vor Ort mit lokalen Sitten vermischt hatte, auf eine orthodoxe Linie, hatte darin jedoch geringeren Erfolg.
Zur gleichen Zeit, 1807, beschloss das britische Unterhaus, nicht nur den Sklavenhandel zu verbieten, sondern dieses Verbot auch aktiv auf den Weltmeeren nach Kräften durchzusetzen. Die Royal Navy schloss anschließend mit den lokalen Herrschern entlang der westafrikanischen Küste Verträge, die den Sklavenhandel unterbinden sollten. Dort aber, wo der Küste Lagunen vorgelagert waren – die Stechmücken und Tropenkrankheiten gute Vermehrungsmöglichkeiten boten – und Europäern darum der Landgang verwehrt war, war die Durchsetzung dieser Politik schwierig. Als 1855 die Briten einen neuen Flottenstützpunkt in der Region benötigten, griffen sie in den lokalen Machtkampf auf der winzigen (3 km2), aber strategisch günstig platzierten Insel Lagos erfolgreich ein. Da Chinin mittlerweile als Prophylaxe gegen Malaria zur Verfügung stand, konnten die Briten das Eiland und bald auch dessen Umgebung mit eigenen Truppen kontrollieren und nutzen. Unter dem Schutz der Royal Navy waren lokale Händler sicher vor Piraten und entlaufene Sklaven vor Versuchen, sie wieder einzufangen. Dies machte die zukünftige Metropole zu einem attraktiven Handels- und Zufluchtsort, auch beispielsweise für befreite Sklaven aus Brasilien. Die Stadt Lagos begann quasi im Schatten des britischen Flottenstützpunktes ein sehr dynamisches Wachstum, das den Briten bis zur Berliner Kongokonferenz 1885 aber eher ein lästiges Problem war.

### Britische Kolonialherrschaft

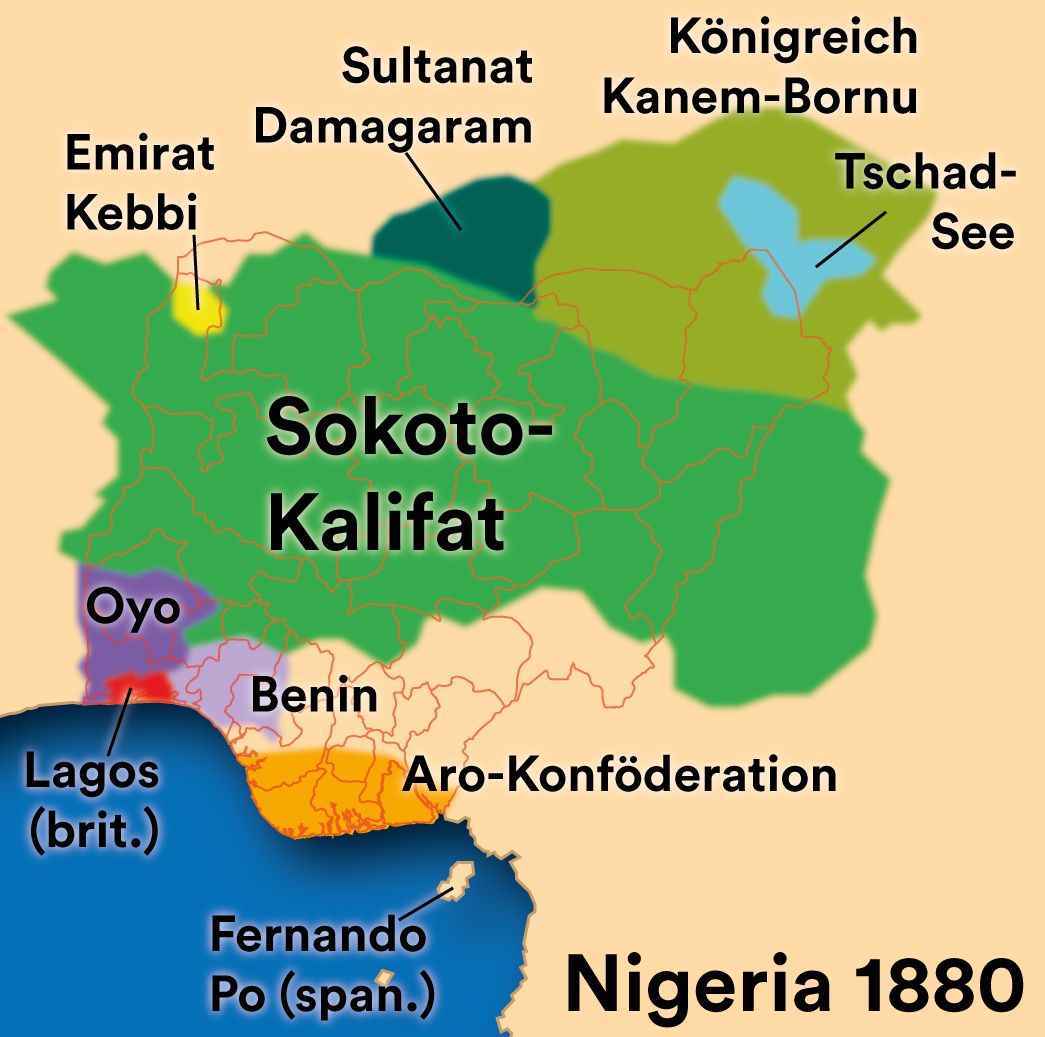
Herrschaftsbereiche in Nigeria um 1880 (heutige Bundesstaaten rot umrissen)

Auf der genannten Konferenz steckten die im „Wettlauf um Afrika“ befindlichen europäischen Mächte ihre Einflusssphären auf dem Kontinent ab – ohne Mitsprachemöglichkeit der Betroffenen und ohne Rücksicht auf ethnische, sprachliche oder kulturelle Bedingungen vor Ort. Da die gemachten Absprachen nur galten, falls die entsprechende Kolonialmacht das ihr zugesprochene Gebiet auch wirklich unter ihre Kontrolle brachte – und nicht eventuell eine andere ihr zuvorkam – drang das Vereinigte Königreich rasch im Gebiet des heutigen Nigeria von Lagos und von Calabar aus militärisch vor. Dabei bereiteten der Handelsmonopolist am Niger, die Royal Niger Company, und Missionare wie Mary Slessor den Kolonialtruppen gewissermaßen den Weg. Die Missionare predigten nicht nur und gründeten Missionsschulen, sondern nahmen auf die vorkolonialen Gesellschaften Einfluss, indem sie sich z. B. gegen die Sitte wandten, neugeborene Zwillinge oder die Diener verstorbener Dorfältester zu töten (Ersteres zur Abwendung von Unheil, Letzteres, um den verblichenen Herren auch im Jenseits dienen zu können) oder zur juristischen Wahrheitsfindung ein „Gottesurteil“ vorzunehmen (indem man Beschuldigten Gift einflößte). Diese Missionare werden in Nigeria bis heute hoch geehrt.

1903 besiegten die Briten unter Führung von Oberst Frederick Lugard das Kalifat von Sokoto und beherrschten damit beinahe das gesamte heutige Gebiet von Nigeria. (1919 wurde durch die Beschlüsse des Versailler Friedens ein Grenzstreifen der bis dahin deutschen Kolonie Kamerun, die „British Cameroons“, der Kolonie Nigeria zugeteilt.) Frederick Lugard, nun als Gouverneur, einte zwar die Verwaltung der übergroßen Kolonie am 1. Januar 1914 unter dem von seiner Gemahlin Flora Shaw vorgeschlagenen Namen „Nigeria“, behandelte deren Subjekte jedoch nach dem von ihm entwickelten Prinzip der „Indirect Rule“ regional und ethnisch sehr unterschiedlich. Lugard hinderte Nigerianer an einer höheren Bildung und führte völkische Grundsätze in der Kolonialarmee ein, nachdem man in Indien damit gute Erfahrungen gemacht zu haben glaubte (siehe Sikhs).

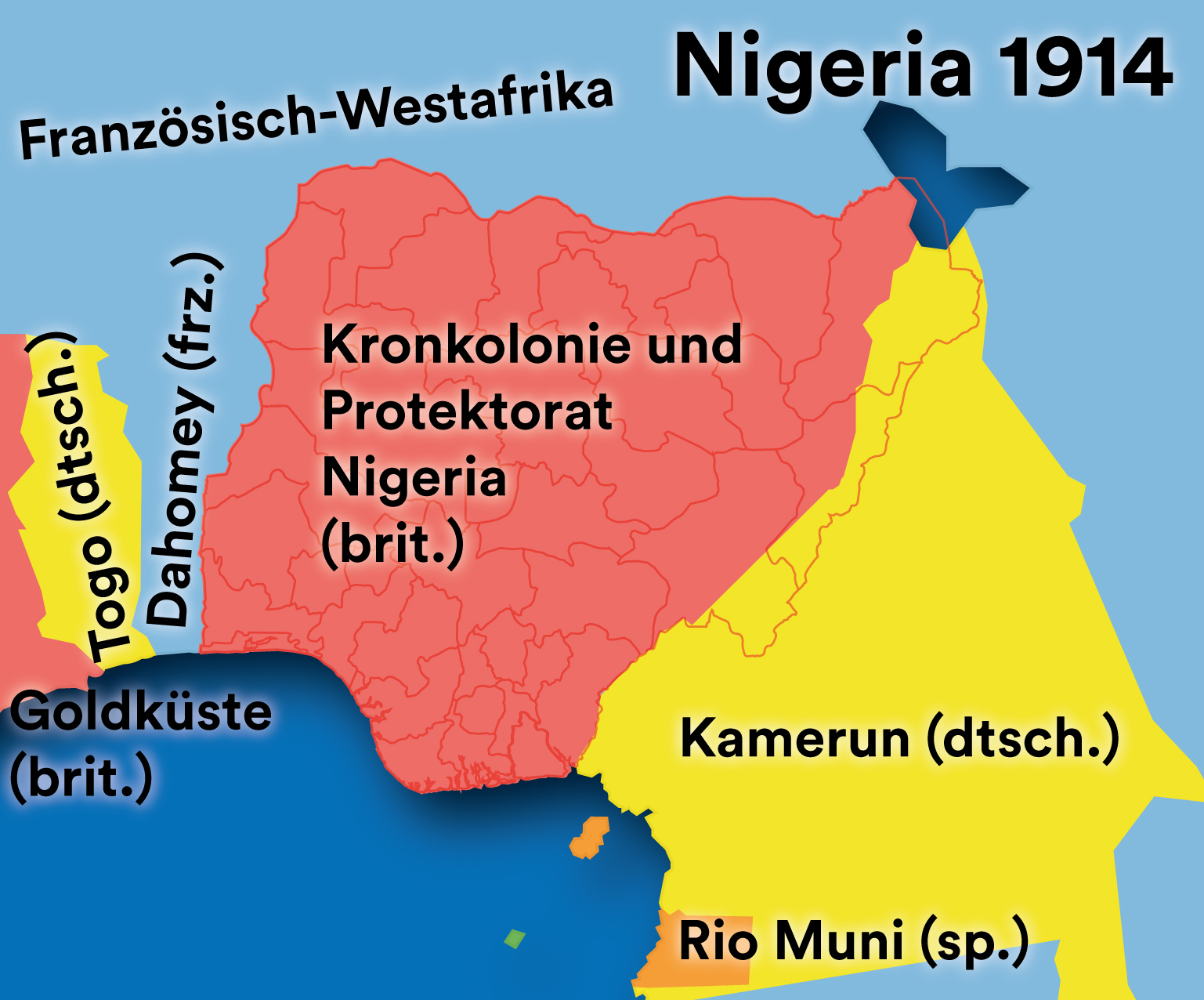
Nigeria und seine Nachbarn 1914 (heutige Bundesstaaten rot umrissen)

Die Briten bauten eine effiziente Verwaltung und das größte afrikanische Schienennetz nach Südafrika auf und legten Häfen und später Flughäfen an. Während die Kolonie Nigeria jährlich beachtliche Defizite einfuhr und vom britischen Steuerzahler bezuschusst werden musste, machten Unternehmen wie Unilever, Nestlé, und Cadbury gute Geschäfte. Ihre Kartelle für Kakao, Palmöl und Erdnüsse (den damaligen Hauptprodukten des Landes) hielten den Einkaufspreis für die nigerianischen Produkte künstlich niedrig und schadeten der Landwirtschaft der Kolonie sehr.
In Lagos und Calabar wurde 1922 vom fortschrittsorientierten Gouverneur Clifford ein bescheidenes Maß an Demokratie eingeführt. Eher gegen den Willen der Kolonialverwaltung jedoch gründeten sich Parteien, Zeitungen, Frauenorganisationen, Gewerkschaften und Höhere Bildungsinstitute. Vor allem die Metallarbeiter der Eisenbahngesellschaft, die Kumpel der Kohlenzeche in Enugu und die des Erzbergwerks von Itakpe waren gut organisiert und riefen öfters zum Streik auf.
Im Zweiten Weltkrieg, 1940, wurden beide Postschiffe, die Nigeria mit dem Mutterland verbanden, vom Dritten Reich versenkt. 1941, im Ostafrikafeldzug, vollbrachten die nigerianischen Regimenter den schnellsten militärischen Vorstoß der Weltgeschichte (bis dahin). Mussolinis Italien verlor dadurch in wenigen Wochen eine Fläche von 1,9 Millionen km2, was etwa den osteuropäischen Geländegewinnen des Dritten Reichs bis 1942 von der Westerplatte bis Stalingrad entspricht. Dennoch wurden dunkelhäutige Kameraden in den britischen Verbänden als Einzige „legal“ geschlagen und geprügelt und erhielten weniger Sold als ihre europäischen oder asiatischen Mitstreiter (die Nigerianer kämpften nun auch in Burma). In seiner Siegesrede erwähnte der britische Kommandant in Burma, Bill Slim, die nigerianischen Soldaten mit keinem Wort. Diese kehrten in die Heimat zurück und hatten nun u. a. indische Vorstellungen zur Unabhängigkeit à la Mahatma Gandhi im Gepäck.

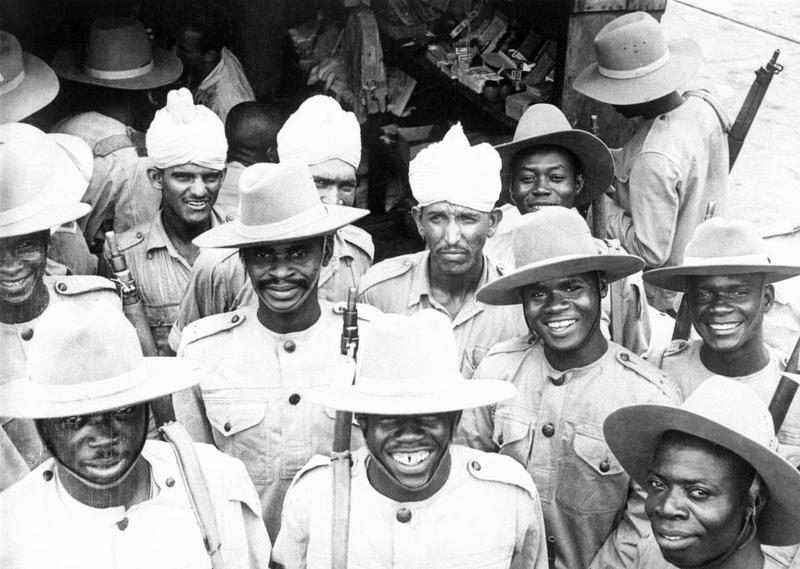
Das Nigeria-Regiment bei Ankunft in Indien

1945 erzwangen die Nigerianer zu Hause mit einem Generalstreik von der Kolonialverwaltung die Freilassung gefangener Gewerkschafter. Das Kolonialamt in Whitehall, seit dem August 1945 in Labour-Hand und der Arbeiterbewegung darum nicht abgeneigt, beschloss in wenigen Jahren drei Verfassungen für ein zukünftig unabhängiges Nigeria, in denen die drei Verwaltungszonen Nord, Ost und West weitgehend unabhängige Teilstaaten mit eigenen Parlamenten unter einer schwachen Zentralregierung mit einem weiteren Gesamtparlament sein würden. Es wurde nicht geregelt, was geschehen sollte, wenn ein Teilstaat sich nicht mehr ausreichend in Gesamtnigeria repräsentiert fühlen würde. Das labile Verfassungskonstrukt sollte sich nur so lange halten, wie die Briten einen letzten, wenn auch nur symbolischen Einfluss ausüben würden. Diese hatten es nach dem Suez-Debakel 1956 unter dem neuen Premierminister Macmillan allerdings sehr eilig, sich von ihren defizitären Kolonien zu trennen. Im gleichen Jahr wurde bei Oloibiri Öl entdeckt. Angezapfte Pipelines, vandalisierte Probebohrungen und unfachmännische, illegale Raffination durch Ortsansässige verseuchen seitdem das Nigerdelta mit Erd- und Schweröl.

### Unabhängigkeit

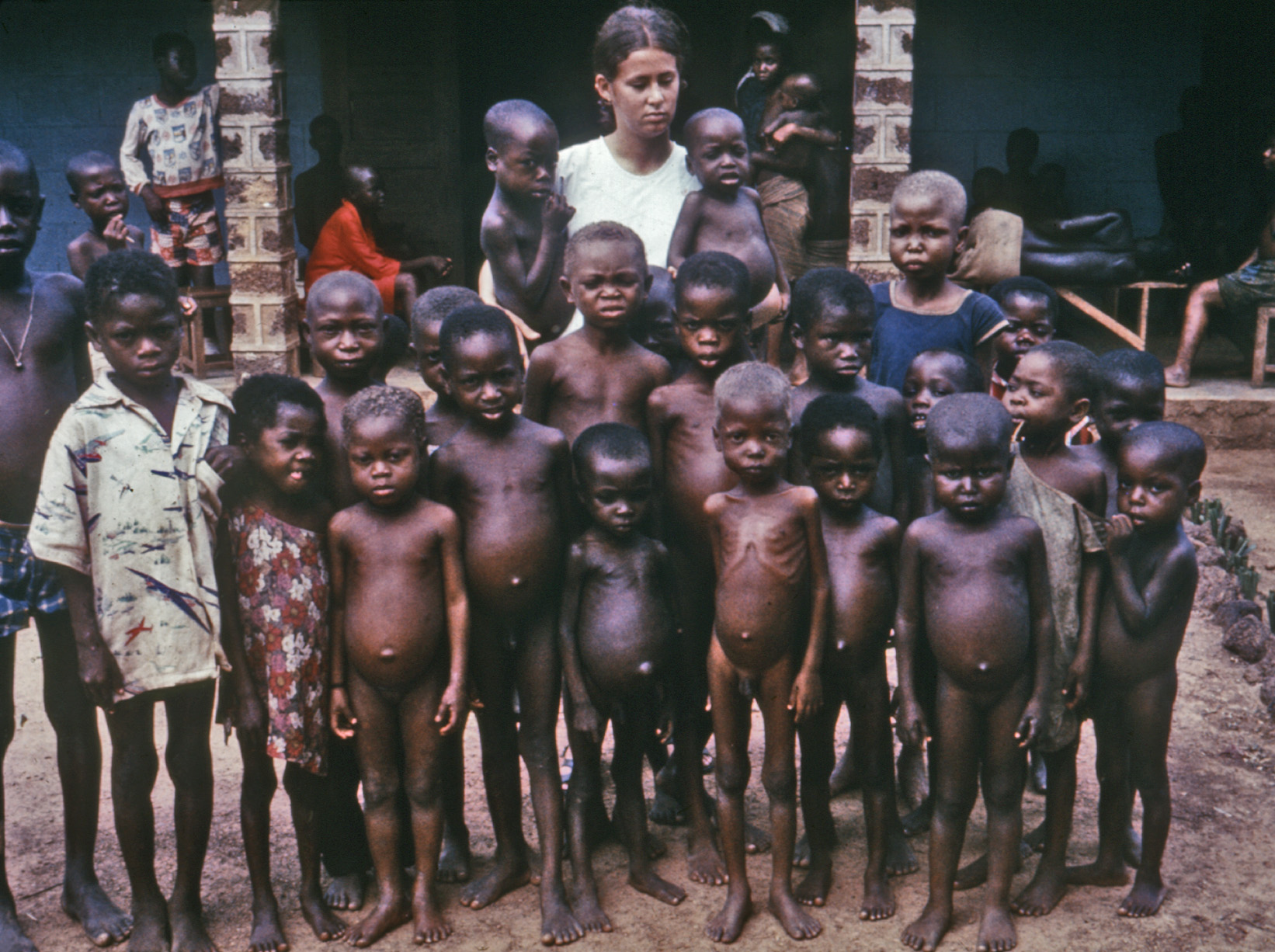
Kinder mit Hungerödemen während des Biafra-Krieges

1960 wurde Nigeria unabhängig, kurz zuvor hatte man sich von den völkischen Vorstellungen in der Armee verabschiedet. Im Mai 1965 wurde der Stabschef der nigerianischen Armee als letzter britischer Amtsinhaber pensioniert. Wenige Monate später erlebte das Land den ersten Militärputsch und erneut wenige Monate später einen Gegenputsch. Dies mündete 1967 in einen Bürgerkrieg rund um den Südosten, den Biafra-Krieg, eine der schlimmsten humanitären Katastrophen der Neuzeit. Bilder von Biafra-Kindern mit Hungerbäuchen gingen um die Welt.
Nach dem Biafra-Krieg, 1971, trat Nigeria der OPEC bei. Die Öleinnahmen bewirkten einen Wirtschaftsboom, aber auch Inflation und Korruption. Das Chaos rund um die „Zementarmada“ zeigte, dass die ehemals effiziente Verwaltung kaum noch einfacheren Aufgaben gewachsen war. Militärputsche, Gegenputsche und kurzlebige Demokratien wechselten einander in schneller Folge ab, ohne dass Wesentliches zu berichten wäre. Mitte der 90er Jahre setzte das Militärregime von Sani Abacha in beinahe jeder Hinsicht den Tiefpunkt der neueren nigerianischen Geschichte. Der Diktator schleuste immense Staatsgelder in Steueroasen, machte aus Nigeria einen Narco-Staat und schreckte auch vor der Ermordung seines ältesten Sohnes nicht zurück.
Der Alleinherrscher verstarb 1998 nach dem Genuss stimulierender Mittel. Sein Nachfolger Abubakar führte das Land 1999 zurück in die Demokratie, nun nach US-amerikanischem Muster mit 37 Bundesstaaten, zwei Häusern und einem machtvollen Präsidenten. Sie besteht bis heute.

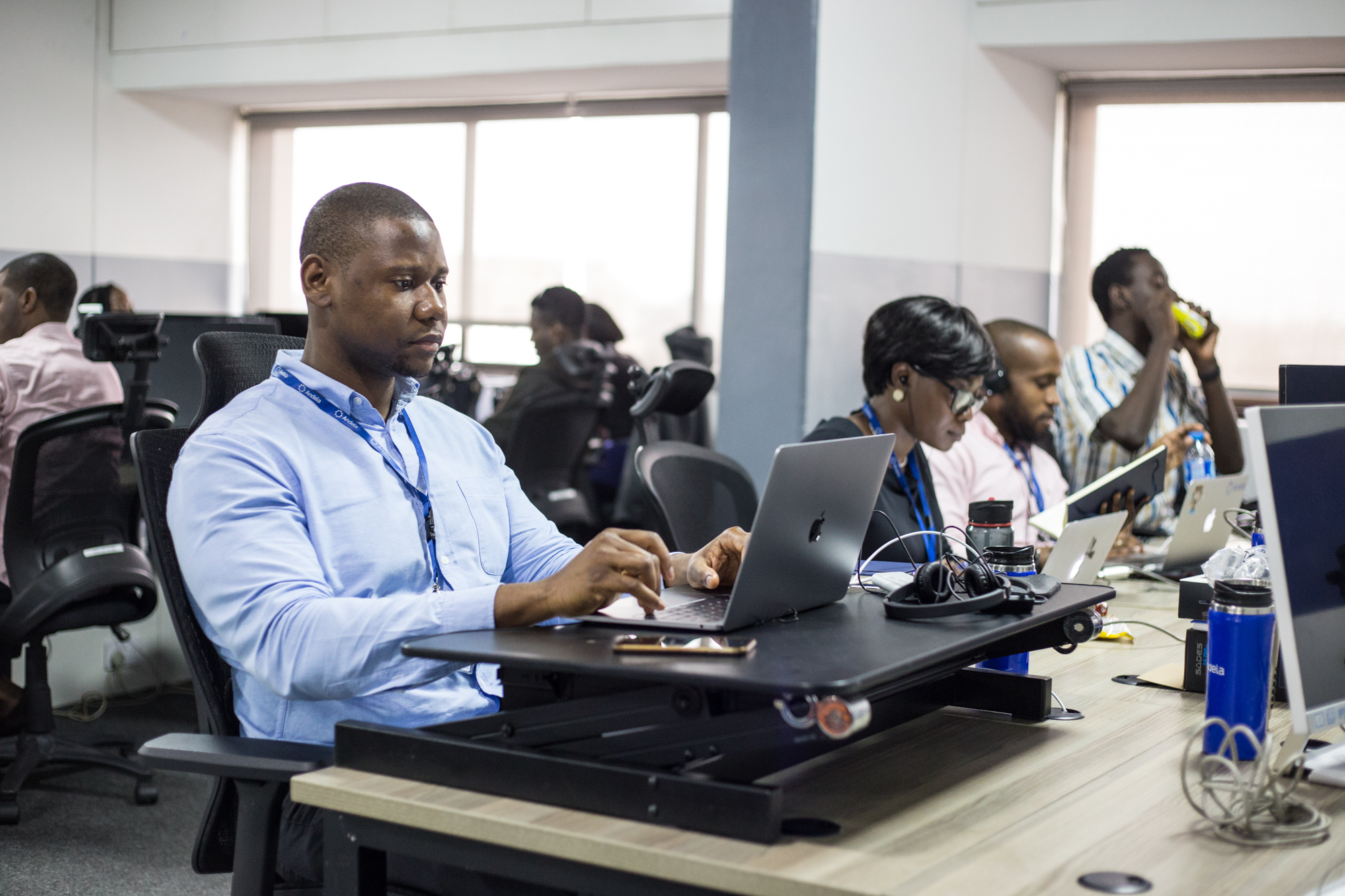
Eins der fünf Tech-Einhörner in Nigeria: EDV-Ausbilder Andela

Vierjährlich stattfindende Wahlen werden als „intransparent“ kritisiert. Dennoch gingen 2007, 2010, 2015 und 2023 Machtwechsel im Präsidentenpalais am Aso Rock friedlich über die Bühne, wodurch Nigeria zu den wenigen stabilen Demokratien der Region zählt – trotz offensichtlicher Mängel. Die im Westen vielbeachtete Boko Haram-Revolte von 2014 zerfiel durch Flügelkämpfe und durch das geeinte Vorgehen Nigerias und seiner Nachbarn. Das Übergreifen der Ebola-Epidemie auf die Elendsviertel von Lagos wurde im gleichen Jahr durch professionelles Krisenmanagement verhindert. Die letzten Jahre sahen den Aufstieg der nigerianischen Musik- und Filmindustrie und mit fünf von sieben afrikanischen Tech-Einhörnern einen Boom bei der Softwareentwicklung. Mit großen neuen Raffinerien versucht das Land seit Januar 2024, das geförderte heimische Erdöl in Zukunft selbst und auf fachmännische Weise (d. h. ohne Schweröl als Abfallprodukt) zu verarbeiten. Nach der Desintegration von Boko Haram ist der Streit zwischen moslemischen Fulani-Hirten und Bauern diverser Ethnien der ernsthafteste Konflikt des Landes (siehe Hirten-Bauern-Konflikt in Nigeria).

### Präsidenten- und Parlamentswahl 2023
| Wahljahr | Stimmenanteil PDP | Kandidat | Stimmenanteil AD-APP/ ANPP/ CPC/APC | Kandidat | Stimmenanteil Sonstige | Kandidat |
| -------- | ----------------- | -------- | ----------------------------------- | -------- | ---------------------- | -------- |
| 1999     | 62,78 %           | Obasanjo | 37,22 %                             | Shinkafi | 0,00 %                 |          |
| 2003     | 61,94 %           | Obasanjo | 32,19 %                             | Buhari   | 5,87 %                 |          |
| 2007     | 69,60 %           | Yar'Adua | 18,66 %                             | Buhari   | 11,74 %                | Abubakar |
| 2011     | 58,87 %           | Jonathan | 31,97 %                             | Buhari   | 9,16 %                 | Ribadu   |
| 2015     | 44,96 %           | Jonathan | 53,96 %                             | Buhari   | 1,08 %                 |          |
| 2019     | 41,20 %           | Abubakar | 55,60 %                             | Buhari   | 3,20 %                 |          |
| 2023     | 29,07 %           | Abubakar | 36,61 %                             | Tinubu   | 25,40 %                | Obi      |

Bei der Präsidentenwahl am 25. Februar 2023 wurde Bola Tinubu von den All Progressives zum nächsten Präsidenten Nigerias gewählt. Im neugewählten Senat verfügt Tinubu über eine Mehrheit von 4 Senatoren, im Repräsentantenhaus fehlen dem Präsidenten vier Stimmen zu einer Mehrheit, dies ist in der 24 Jahre alten Demokratie in Nigeria neu. Die Beobachtermission der EU kritisierte die Wahlen als intransparent. Einige Hundert der 176.800 Wahlurnen seien von bewaffneten Kriminellen verbrannt oder zerstört worden. Woanders seien Wählerstimmen gekauft worden. Die Server für die digitale Übermittlung der Wahlergebnisse seien tagelang nicht online gewesen. Eine telefonische Durchgabe der Wahlergebnisse sei ebenfalls nicht möglich gewesen.
Am 26. Mai 2023 wies der Oberste Gerichtshof Nigerias die Klage der PDP und der Labour Party gegen Tinubu und Stellvertreter Shettima ab.
Anfang Mai kam es zu einem Generalstreik für die Erhöhnung des Mindestlohnes.

## Politik

### Politisches System
Nigeria ist ein Bundesstaat von 36 Staaten sowie der Hauptstadt Abuja als eigenständige Einheit.

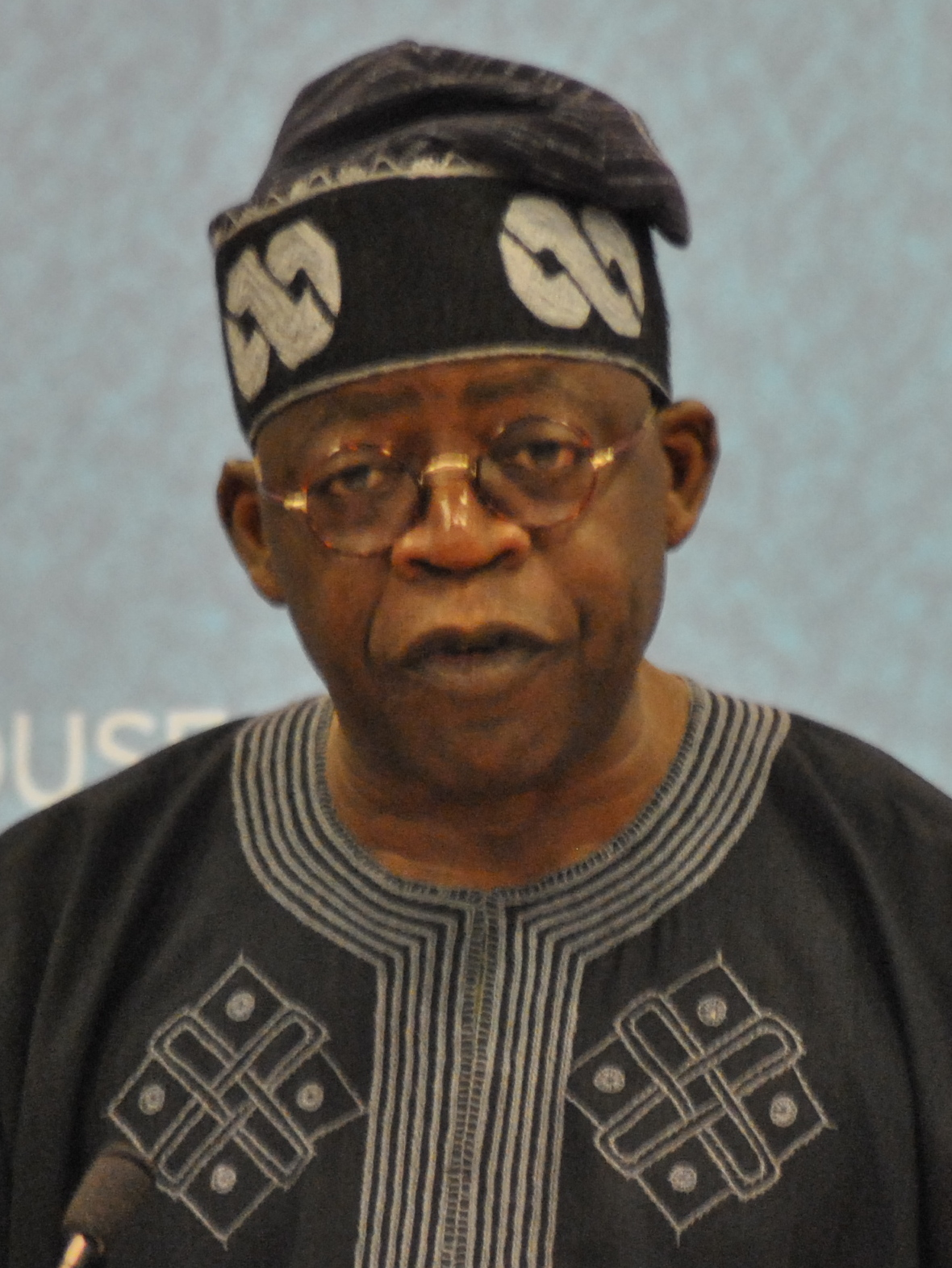
Bola Tinubu, Präsident seit Mai 2023

Gemäß der nach amerikanischem Vorbild entworfenen Verfassung von 1989, die jedoch erst am 17. Mai 1999 in Kraft trat, verfügt Nigeria über ein präsidiales Regierungssystem mit einem Senat (109 Senatoren: drei Senatoren für jedes Bundesland und ein Senator für Abuja) und einem Repräsentantenhaus (360 Abgeordnete). Darüber hinaus gewährleistet die Verfassung ein Mehrparteiensystem und alle vier Jahre stattfindende Wahlen für das Präsidentenamt, den gesamten Senat und das gesamte Repräsentantenhaus. Der Präsident verfügt über weitreichende Vollmachten und ist sowohl Staatsoberhaupt als auch Regierungschef und Oberbefehlshaber der Armee. Der Vizepräsident tritt im Falle des Todes oder des Rücktritts des Präsidenten ohne Wahl an dessen Stelle. Der Präsident darf, wie in den USA, nur zwei Legislaturperioden amtieren.
Der nigerianische Präsident wird in einem modifizierten Zweirundensystem gewählt. Um im ersten Wahlgang gewählt zu werden, muss ein Kandidat die relative Mehrheit der Stimmen und mehr als 25 % der Stimmen in mindestens 24 der 36 Bundesstaaten erhalten. Erreicht kein Kandidat diese Hürde, findet ein zweiter Wahlgang zwischen dem Spitzenkandidaten und dem nächsten Kandidaten statt, der die Mehrzahl der Stimmen in der höchsten Anzahl von Staaten erhalten hat. Präsidentschaftskandidaten nehmen sich einen „Running mate“ (Kandidaten für die Vizepräsidentschaft), der sowohl ethnisch, als auch religiös den Gegensatz zu ihnen selbst darstellt: ein christlicher Kandidat aus dem Süden wird einen moslemischen Running mate aus dem Norden wählen – und umgekehrt. Es gibt kein Gesetz, das dies vorschreibt, jedoch haben sich seit Existenz der Vierten Republik alle Präsidentschaftskandidaten an diese Regel gehalten. Ausnahme ist der aktuelle Präsident Tinubu, ein Moslem aus dem Süden, der keinen geeigneten christlichen Running mate aus dem moslemischen Norden finden konnte und stattdessen den mehrfachen „Governor of the Year“ Kashim Shettima (Borno) auswählte.
Gouverneure der einzelnen Bundesstaaten werden, wie der Präsident, für vier Jahre gewählt und dürfen maximal zwei Legislaturperioden lang amtieren.
Der jährlich erscheinende „Report West and Central Africa, Autocracies on the Rise“ der Bertelsmann Stiftung stuft Nigeria als ein autokratisches Regime ein. 2022 setzten die Autoren das Land auf einer fünfteiligen Skala von „Demokratie mit schweren Mängeln“ herab auf „gemäßigte Autokratie“. Dies wird damit begründet, dass die Präsidentenwahl 2019 um eine Woche verschoben und der oberste Richter Walter Onnoghen vom Präsidenten (nach dem wiederholten Nichterscheinen vor einem Ethikrat) suspendiert wurde sowie mit der Anwesenheit von Sicherheitskräften vor den Wahllokalen. Die Nigerianer hätten dadurch das Vertrauen in die Politik verloren. Die Einschätzung der Gütersloher Stiftung steht im Widerspruch zu Wahlumfragen unter Nigerianern vor Ort und nennt keine Quellen.

### Parteien
Senat und Repräsentantenhaus in Nigeria werden vor allem durch zwei Parteien dominiert, mit den Wahlen 2023 könnte es aber zu einer deutlichen Verschiebung im politischen System durch große Zugewinnen der Labour Party kommen. 

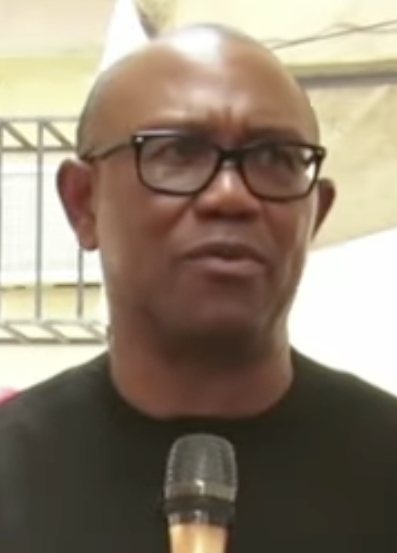
Peter Obi, Spitzenkandidat der Labour Party 2023

Die People’s Democratic Party (PDP) war in den ersten 16 Jahren der IV. Republik Regierungspartei. Sie bemüht sich, ihr negatives Image aus der Jonathan-Ära vor der Anti-Korruptionswahl 2015 aufzubessern. Der Spitzenkandidat Abubakar scheint sich dabei eher mit den eigenwilligen Landesgouverneuren der eigenen Partei (v. a. Gouverneur Wike) auseinandersetzen zu müssen, als mit dem politischen Gegner.
Der All Progressives Congress ist ein Zusammenschluss kleinerer Parteien, der sich gegen den als korrupt geltenden Präsidenten Jonathan formierte. Die Fortschrittler brachten 2015 Muhammadu Buhari ins Präsidentenamt und sind seitdem Regierungspartei. Mit den allgemein respektierten Ministern Fashola (Öffentliche Bauten) und Amaechi (Verkehr) können sich die Fortschrittler als kompetent profilieren. 2023 konnte APC-Kandidat Bola Tinubu die Mehrheit der Stimmen erringen.
Die Labour Party war bislang in der IV. Republik ein Außenseiter. In der Präsidentenwahl 2023 errang Präsidentschaftskandidat Obi 25 % der Stimmen und eine noch nicht bekannte Anzahl an Parlamentsabgeordneten (Stand 1. März 2023). Der Umstand, dass Obi als erster aussichtsreicher Präsidentschaftskandidat zur seit dem Biafrakrieg unterprivilegierten Ethnie der Igbo gehört und dennoch außerhalb der Igbo-Staaten Mehrheiten zu finden weiß, verdient besondere Beachtung.

### Politische Indizes
| Name des Index                     | Indexwert    | Weltweiter Rang | Interpretationshilfe | Jahr |
| ---------------------------------- | ------------ | --------------- | --- | ---- |
| Fragile States Index               | 96,6 von 120 | 15 von 179      | Stabilität des Landes: Alarm 0 = sehr nachhaltig / 120 = sehr alarmierend Rang: 1 = fragilstes Land / 179 = stabilstes Land | 2024 |
| Demokratieindex                    | 4,16 von 10  | 106 von 167     | Hybridregime 0 = autoritäres Regime / 10 = vollständige Demokratie                                                          | 2024 |
| Freedom in the World Index         | 44 von 100   | —               | Freiheitsstatus: teilweise frei 0 = unfrei / 100 = frei                                                                     | 2024 |
| Rangliste der Pressefreiheit       | 46,8 von 100 | 122 von 180     | Schwierige Lage für die Pressefreiheit 100 = gute Lage / 0 = sehr ernste Lage                                               | 2025 |
| Korruptionswahrnehmungsindex (CPI) | 26 von 100   | 140 von 181     | 0 = sehr korrupt / 100 = sehr sauber                                                                                        | 2024 |

### Außenpolitik
Das Verhältnis zu den westafrikanischen Nachbarstaaten ist von der engen Zusammenarbeit im Rahmen der Regionalorganisation geprägt. Dabei sind die Grenzen aufgrund der Niederlassungsfreiheit und des relativ freien Waren- und Personenverkehrs für ECOWAS-Bürger weitgehend offen. Viele Nigerianer leben in den ECOWAS-Ländern und viele Menschen aus den anderen ECOWAS-Ländern leben und arbeiten in Nigeria. Mit Niger und Tschad gibt es eine Zusammenarbeit zur Sicherung der Grenzen in der Tschadsee-Region. Zur Bekämpfung der islamistischen Terroristen (Boko Haram) arbeitet Nigeria mit den Ländern der Region eng zusammen.
Die Beziehungen zu den Nachbarn im Golf von Guinea, Äquatorialguinea und Sao Tomé und Principe sind gut. Sie werden vor allem von Fragen der Nutzung der Öl- und Gasreserven geprägt. Mit Sao Tomé und Principe besteht eine gemeinsame Wirtschaftszone zur Erschließung der Rohstoffvorkommen im Seegebiet zwischen beiden Ländern.
Nach der außenpolitischen Isolierung während der Militärherrschaft in den 1990er Jahren engagierte sich Nigeria unter der Amtszeit Obasanjos wieder stärker in internationalen Organisationen. Nigeria nimmt inzwischen eine Führungsrolle in ganz Afrika ein.
In der Gruppe der Entwicklungsländer nimmt Nigeria eine wichtige Rolle als Sprecher für afrikanische Belange ein. Darauf gründet sich der weiterhin erhobene Anspruch auf einen ständigen Sitz im Sicherheitsrat der Vereinten Nationen im Zusammenhang mit dessen Reform. 2010/2011 und 2014/2015 war Nigeria nichtständiges Mitglied des Sicherheitsrats der Vereinten Nationen, für 2018/2020 bewirbt sich Nigeria um einen Sitz im UN-Menschenrechtsrat.
Nigeria ist nach Ansicht vieler Beobachter der mächtigste Staat Westafrikas. Entsprechend hat es den Vorsitz der ECOMOG, des Sicherheitsapparats der ECOWAS inne. Darüber hinaus ist es Mitglied zahlreicher internationaler Organisationen, darunter:
- Afrikanische Union
- Commonwealth
- ECOWAS
- NEPAD (welche auf Initiative Nigerias gegründet wurde)
- OPEC (seit 1971)
- OIC (seit 1986).

Nigeria ist Mitglied der Internationalen Kakao-Organisation. Außerdem strebt Nigeria einen ständigen Sitz im Sicherheitsrat der Vereinten Nationen an, in dem bisher kein afrikanisches Land dauerhaft vertreten ist.
2008 wurde ein seit 1981 bestehender, gewaltsamer Grenzkonflikt mit Kamerun endgültig beigelegt.

### Menschenrechte
Auf internationaler Ebene ist Nigeria an internationale Menschenrechtsstandards gebunden und war Unterzeichner der Kairoer Erklärung der Menschenrechte im Islam. Dennoch ist die Menschenrechtssituation in Nigeria unbefriedigend, was sich nicht zuletzt in den oben aufgeführten Indizes ungünstig niederschlägt. Vor allem die Situation in den Gefängnissen, polizeiliche Übergriffe und die Repression gegen queere Menschen verdienen besondere Beachtung.

### Frauen

#### Politik
Die nigerianische Politik ist eine Männerbastion. Nach der Wahl von 2019 befinden sich im nigerianischen Parlament 29 Frauen und 440 Männer, dies entspricht einem Frauenanteil von 6 % (2007 waren es noch 34 Frauen und 435 Männer bzw. 7 % Frauen). – Zum Vergleich: im Parlament des nahegelegenen Ghana befinden sich 40 Frauen und 235 Männer, dies entspricht einem Anteil von 14,5 %. – Immerhin gibt es für die Wahl 2023 mit Peter Obi (Labour) den ersten aussichtsreichen Kandidaten, der sich für eine stärkere Beteiligung von Frauen an der nigerianischen Politik einsetzt und Frauen „35–40 %“ der Ministerämter in Aussicht gestellt hat.

#### Frauenhilfsorganisationen
Es gibt eine Anzahl säkularer sowie religiöser Frauenhilfsorganisationen. Dazu gehören u. a. der National Council of Women’s Societies, das Women’s Aid Collective und die Federation of Muslim Women’s Association in Nigeria. Wichtige Namen der Frauenbewegung sind Ayesha Imam und Joy Ezeilo.
1830 entstand in Nigeria unter Führung der Dichterin Nana Asma’u die Yan’Taru Bewegung, eine islamisch religiöse Bewegung, die sich die Weitergabe von religiösem sowie alltäglichen Wissen von Frauen an Frauen zum Ziel gesetzt hatte.

#### Startups von nigerianischen Frauen
Laut Weltbank erhielten alle weiblichen Startups nur 3 % der fast 2 Milliarden Dollar an Investitionen, die zwischen 2013 und 2021 in afrikanische Tech-Startups flossen. Das meiste dieser Gelder fließt laut Marktforschung in den Fintech-Bereich, insbesondere in Kenia, Südafrika und Nigeria. Die Unterrepräsentation von Frauen bei geförderten Startups ist nach Angaben der Weltbank auf eine Reihe von Faktoren zurückzuführen, darunter eine geringere Zahl von Gründerinnen, eine höhere Zahl von männlich geführten Unternehmen und die Voreingenommenheit der Investoren. Frauen in der Fintech-Branche oder generell in der Technologiebranche würden übermäßig „gementort“ und unterdurchschnittlich finanziert.
In einem CNN-Beitrag vom Februar 2023 finden nigerianische Gründerinnen, dass sich die Dinge in ihrem Land ändern.
Das auf die finanzielle Eingliederung von Frauen ausgerichtete Fintech-Unternehmen Herconomy in Lagos begann als Empowerment-Community und wandelt sich nun zu einer Mikrofinanzbank, zu deren Hauptzielen die Finanzierung von Unternehmerinnen gehört. Ife Durosinmi-Etti, CEO bei Herconomy, meint: „Im Jahr 2021 gab es eine große Veränderung. Ich habe gesehen, dass mehr Frauen Finanzmittel erhalten haben. Zwar ist es für Frauen im Moment sehr, sehr schwierig, Finanzmittel zu erhalten. Aber einige Frauen bekommen sie, und der Markt öffnet sich. Ich sehe sogar, dass Gründerinnen in andere Start-ups investieren. Ich weiß also, dass sich die Dinge ändern, dass mehr Frauen sagen: ‚Oh, ich werde 3 Millionen Dollar aufbringen, und ich habe gesehen, dass nigerianische Frauen das auch tun, denn sie tun es. Sie sind Mentoren für andere Menschen.‘“
Fara Ashiru-Jituboh ist Mitbegründerin und CEO von Okra, einem erfolgreichen Finanztechnologie-Startup im florierenden nigerianischen Technologiesektor. Im Jahr 2021 erhielt das Unternehmen eine Risikokapitalfinanzierung in Höhe von 3,5 Millionen Dollar, die höchste Summe, die ein von einer Frau geführtes Startup in diesem Jahr aufbrachte. Sie findet: „Wir sehen jetzt, dass Frauen anfangen, Führungspositionen zu übernehmen, Mitgründerinnen, CEOs, CTOs und COOs. Und sie werden in verschiedenen Bereichen mehr. Auch in immer mehr Teams gibt es weibliche Führungskräfte. Damit sich das beschleunigt und mehr wird, brauchen wir meiner Meinung nach eine stärkere Vertretung von Frauen, auch an der Spitze, und noch mehr weibliche Investoren.“

#### Nigerianische Frauen in ungewöhnlichen Berufen
2023 berichtete n-tv über die „Dragon Squad“, eine Gruppe von nigerianischen Türsteherinnen, die sich nicht nur in einer von Männern dominierten Branche, sondern auch gegen Bodyshaming behaupten.

### LGBT
Die nigerianische Gesetzgebung von 2014 gegen Homosexuelle gehört weltweit zu den drakonischsten Repressionsgesetzen dieser Art. Homosexuelle, aber auch ihre „Unterstützer“ wie Personen, die an einer gleichgeschlechtlichen Hochzeit in einem anderen Land teilgenommen haben, oder Hotelpersonal, das einem queeren Paar ein Zimmer zur Verfügung gestellt hat, können theoretisch zu bis zu 15 Jahren Gefängnis verurteilt werden.
Allerdings findet sich nach Internetrecherchen nur ein Fall, in dem Personen anhand der Anti-LGBT-Gesetze von 2014 belangt wurden (Stand 2023). Die 47 Männer wurden im Dezember 2019 nach einer Razzia in einer von lokalen Männern besuchten Bar in Lagos verhaftet. Das Bundesgericht in Lagos sprach alle Angeklagten im Oktober des nächsten Jahres frei. Der Fall galt als „Testfall“ für die Anwendung der Anti-LGBT-Gesetze in Nigeria, wurde aber abgewiesen, da die Staatsanwälte nicht zur Verhandlung erschienen waren und keine belastenden Zeugen gefunden werden konnten.
Weitere Verhaftungen oder Verurteilungen anhand der Gesetze von 2014 sind nicht bekannt. Verurteilungen gegen queere Menschen erfolgen dafür anhand der Scharia im Norden Nigerias. Noch 2022 wurden drei Männer von einem islamischen Gericht in Kano (Nordnigeria) zum Tod durch Steinigung verurteilt (die Strafe wurde durch den Obersten Gerichtshof aufgehoben). Touristen sollten die diesbezügliche Gesetzeslage in Nigeria auf jeden Fall sehr ernst nehmen.

### Justizwesen

Dunkelblaue Gebiete: volle Gültigkeit der Scharia; Gelb: Scharia gilt für Scheidungsrecht, Alimentationsrecht, Erbrecht; Grün: Scharia gilt nicht

Die nigerianische Verfassung ist das oberste Gesetz des Landes. In Nigeria gibt es vier verschiedene Rechtssysteme: das englische Recht, das Common Law, das Gewohnheitsrecht und die Scharia. Neben dem Bundesrecht gibt es für jeden der 36 Bundesstaaten eigene Rechtsgrundlagen.
Das englische Recht in Nigeria besteht aus der Sammlung britischer Gesetze aus der Kolonialzeit.
Das Common Law ist die Sammlung maßgeblicher richterlicher Urteile im zivilrechtlichen Bereich (sogenannte Präzedenzfälle), die im betreffenden Land – hier also Nigeria – gefällt wurden. (Dieses System findet man vor allem in angelsächsischen Ländern; in Kontinentaleuropa überwiegt dagegen das kodifizierte und weitmöglichst abstrahierte Zivilrecht, wie im Code Napoléon in Frankreich oder das BGB in Deutschland.)
Das Gewohnheitsrecht leitet sich von indigenen traditionellen Normen und Praktiken ab, einschließlich der Streitbeilegungsversammlungen der vorkolonialen Yoruba-Landgeheimgesellschaften und der Èkpè und Okónkò des Igbolandes und Ibibiolandes.
Das überwiegend von Muslimen bewohnte Nordnigeria gehört zusammen mit Mauretanien und dem Sudan zu den drei Regionen in Afrika, in denen die Scharia gilt. (Bei Nigerias Nachbarn in der Sahelzone gilt sie nicht oder nur beim Familien-, Scheidungs- und Erbrecht.) Sie wird auch im Bundesstaat Lagos, im Bundesstaat Oyo, im Bundesstaat Kwara, im Bundesstaat Ogun und im Bundesstaat Osun von Muslimen angewandt. Die muslimischen Strafgesetzbücher sind nicht in jedem Bundesstaat dieselben und sie unterscheiden bei Strafmaß und Vergehen nach Religionszugehörigkeit (beispielsweise Alkoholkonsum und -vertrieb). Die Hisbah Gruppen fungieren als Islamische Religionspolizei. Seit 1999 wurde keine Todesstrafe durch ein islamisches Gericht tatsächlich umgesetzt.

### Meinungsforschungsinstitute
Es gibt in Nigeria zwei wichtigere Meinungsforschungsinstitute: NOIPolls in Abuja mit etwa monatlich veröffentlichten Untersuchungen und das African Polling Institute. Meinungsumfragen werden auch von Bloomberg und SB Morgen durchgeführt.

## Sicherheit und Militär

### Sicherheit

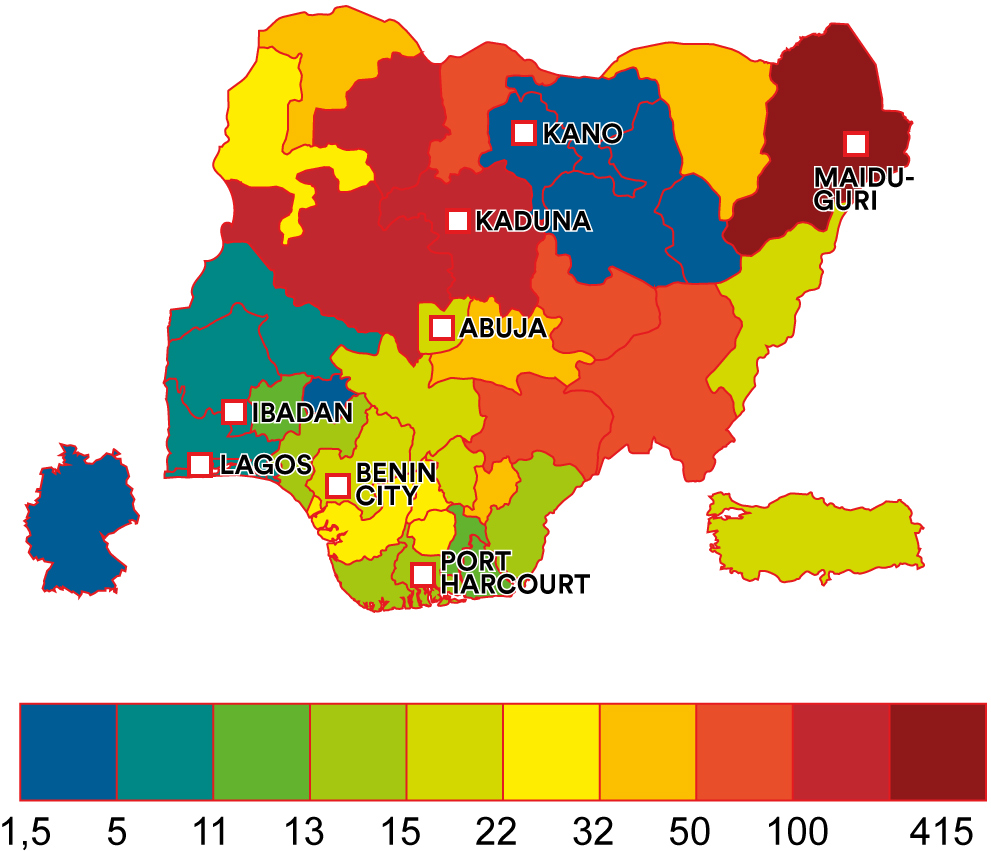
Tötungsdelikte nach nigerianischem Bundesstaat pro Jahr und pro 1 Million Einwohner, im Vergleich Deutschland und die Türkei (Quelle: Nigeria Security Tracker)

Die Sicherheitslage in Nigeria gilt trotz der politischen Stabilität als nicht ausreichend. 68 % der Nigerianer fühlen sich laut einer Umfrage des Meinungsforschungsinstitutes NOI-Polls im Mai 2022 in ihrem Land „nicht sicher“. 77 % kennen keine Alarmnummer („helpline“) für Notfälle.
Nigerianer befürchten laut obiger Umfrage, beraubt (24 %) oder entführt zu werden (ebenfalls 24 %), Opfer bewaffneter Banditen oder bestohlen zu werden (beide 8 %) oder beim Hirten-Bauern-Konflikt zu Schaden zu kommen (ebenfalls 8 %). Dahinter folgen „rituelle Morde“ (4 %) und „Boko Haram“ (3,5 %). Als aussichtsreiche Gegenmaßnahmen sehen die Befragten „mehr Sicherheitspersonal und besseres Training“ (37 %), „Verminderung der Arbeitslosigkeit“ (13 %) und „Gebete / göttliche Intervention“ (8 %).
Die Anzahl der Tötungsdelikte in Nigeria unterscheidet sich je nach Bundesstaat stark. Es fällt auf, dass Metropolen wie Lagos, Kano und Ibadan deutlich sicherer scheinen als ländliche Gegenden. Kano weist mit 1,5 Tötungsdelikten pro Jahr und 1 Million Einwohner eine im Vergleich sehr niedrige Rate auf. Eine Erklärungsmöglichkeit wäre, dass die Religions- und Sittlichkeitspolizei der Region nicht nur die (wie immer geartete) Sittlichkeit der Einwohner überwacht und beispielsweise gegenüber Drogenkonsumenten hart durchgreift, sondern auch eine eindämmende Wirkung bei Mord und Totschlag zeitigt. Dem stehen andere, ebenfalls islamisch geprägte Städte wie Maiduguri und Kaduna gegenüber, die besorgniserregende Statistiken zu Tötungsdelikten vorweisen.
Ein Artikel des Economist vom Januar 2024 weist auf die seit 2021 hohe Zahl von Entführungen hin (über 3.400 jährlich, basierend auf Informationen von ACLED). Die Anzahl der Tötungsdelikte sei 2023 um 20 % gesunken (8.550 statt 10.740 im Jahr 2022 und 10.890 im Jahr 2021).
| Jahr | Anschläge durch Fulani-Hirten | Anschläge durch islamistische Extremisten (Boko Haram, ISWAP) | Sonstige | Summe |
| ---- | ----------------------------- | ------------------------------------------------------------- | -------- | ----- |
| 2020 | 83                            | 832                                                           | 0        | 915   |
| 2021 | 48                            | 73                                                            | 0        | 121   |
| 2022 | 23                            | 90                                                            | 130      | 243   |
| 2023 | 325                           | 25                                                            | 0        | 350   |
| 2024 | 0                             | 32                                                            | 0        | 32    |

### Militär

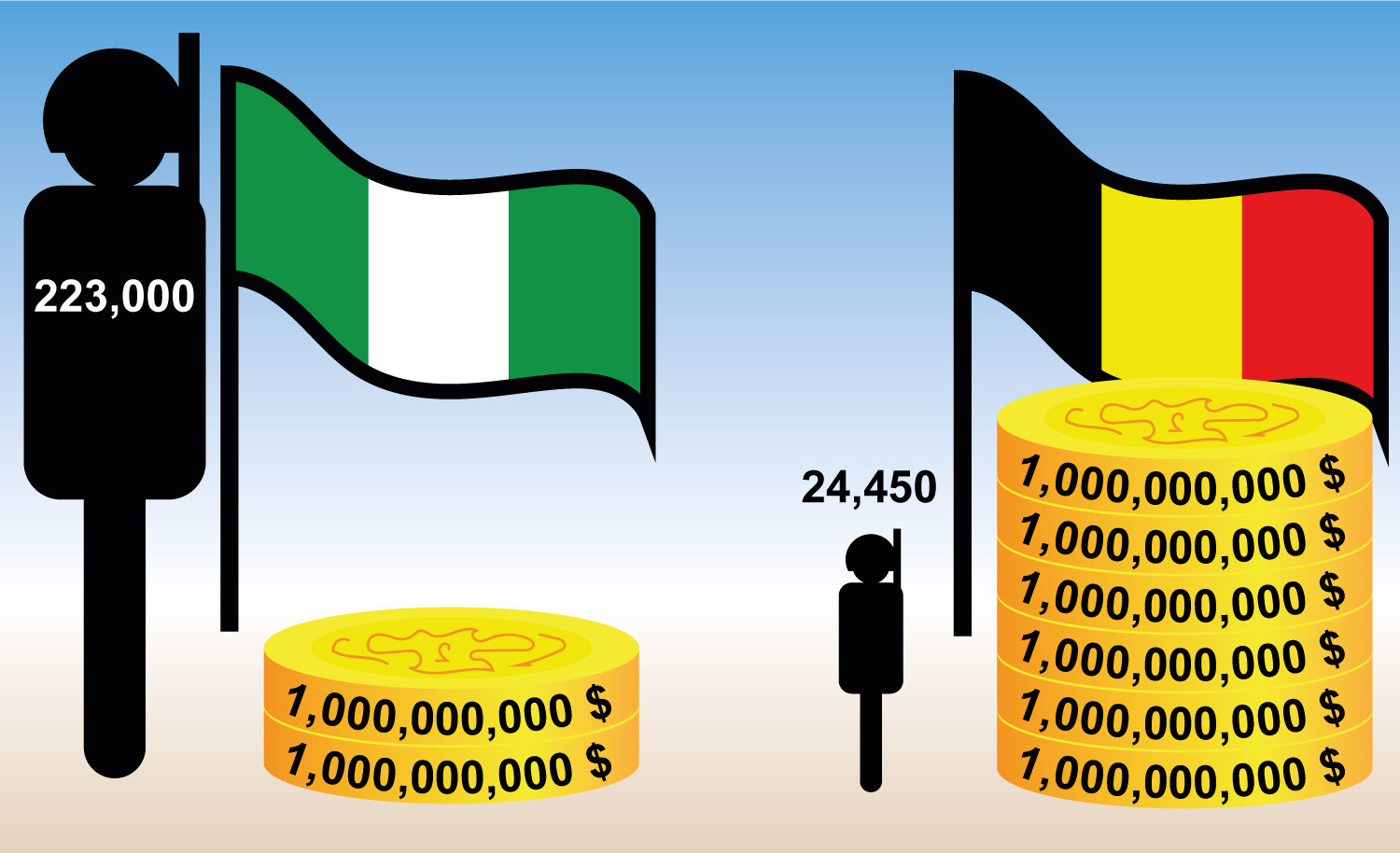
Vergleich der Streitkräfte von Nigeria (links) und Belgien (rechts) nach Personen und finanziellen Aufwendungen (angelsächsisches Zahlenformat)

Nigeria verfügt laut International Institute for Strategic Studies 2020 über 143.000 Mann in den Streitkräften (Heer 100.000 Mann, Marine 25.000, Luftwaffe 18.000) und weitere 80.000 Personen für „Gendarmerie & Paramilitary“. Zum Vergleich: Polen hat laut gleicher Quelle 114.500 Mann in Streitkräften und „Paramilitary“, Deutschland 183.500 Mann.
Nigeria gab 2017 knapp 0,4 Prozent seiner Wirtschaftsleistung oder 1,6 Mrd. US-Dollar für seine Streitkräfte aus. Für 2022 wurden 2,26 Milliarden US-Dollar für die nigerianischen Streitkräfte budgetiert, dies ist etwas mehr als ein Drittel des belgischen Verteidigungshaushaltes (5,99 Milliarden US-Dollar).
Chef des Verteidigungsstabes ist seit Januar 2021 General Lucky Irabor, ein Experte für Terrorismusbekämpfung. Dem Verteidigungsstab gehören daneben die Chefs des Armeestabes Generalleutnant Faruk Yahaya, des Luftwaffenstabes Air Marshal Isiaka Oladayo Amao sowie des Marinestabes Vizeadmiral Awwal Zubairu Gambo an.
Bei der Luftwaffe stehen Maschinen des Typs MiG-21 (Versionen MF, UM und bis), F-7NI (chinesische Version der MiG-21), L-39, Alpha Jet als Kampfjets, ATR 42MP zur Überwachung der Küste, Dornier 228, Aeritalia G.222 und eine C-130H Hercules als Transportmaschinen sowie Hubschrauber vom Typ A109 und Mil Mi-24 bzw. Mi-35 im Dienst.

## Verwaltung

### Bundesstaaten

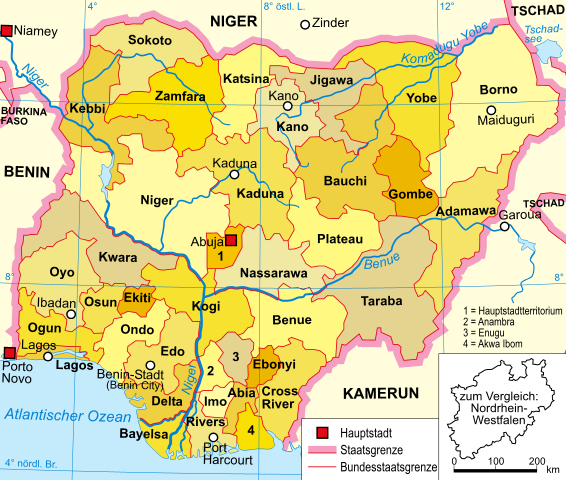
Verwaltungsgliederung Nigerias

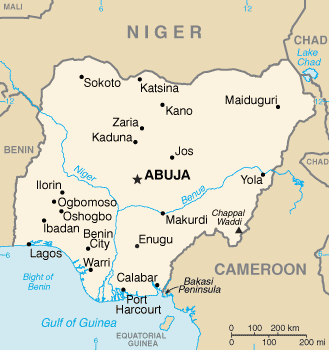
Städte in Nigeria

Nigeria ist seit 1967 in Bundesstaaten eingeteilt. In mehreren Reformen wurde die Zahl der Bundesstaaten von zwölf auf heute 36 (seit 1996) erhöht. Vor der Neuordnung 1967 war Nigeria in Regionen und vor der Unabhängigkeit 1960 in Provinzen gegliedert.
- Abia
- Adamawa
- Akwa Ibom
- Anambra
- Bauchi
- Bayelsa
- Benue
- Borno
- Cross River
- Delta
- Ebonyi
- Edo
- Ekiti
- Enugu
- Gombe
- Imo
- Jigawa
- Kaduna
- Kano
- Katsina
- Kebbi
- Kogi
- Kwara
- Lagos
- Nassarawa
- Niger
- Ogun
- Ondo
- Osun
- Oyo
- Plateau
- Rivers
- Sokoto
- Taraba
- Yobe
- Zamfara

Zu den Bundesstaaten kommt das Hauptstadtterritorium (Federal Capital Territory, FCT) um Abuja.
Die Landesnamen Sokoto, Borno, Kebbi und Oyo beziehen sich auf vorkoloniale Reiche in Nigeria. Niger, Benue, Anambra, Cross River, Imo, Kaduna, Ogun, Osun, Taraba, Yobe und Zamfara beziehen sich auf Flüsse. Die restlichen Bundesstaaten sind benannt nach Städten (z. B. Enugu, Kano, Lagos), nach Ethnien (z. B. Edo, Ekiti) oder geographischen Merkmalen (Plateau, Delta, Rivers).

### Städte und Gemeinden, „Local Government Areas“
Auf zweiter Ebene sind die Bundesstaaten in insgesamt 774 Local Government Areas (LGA) gegliedert.
Besonders den Süden des Landes prägen eine sehr starke Urbanisierung und eine relativ große Zahl von Städten. Einer Schätzung von 2015 zufolge gibt es in Nigeria 20 Städte mit mehr als 500.000 Einwohnern, darunter zehn Millionenstädte.
Die mit Abstand bevölkerungsreichste Agglomeration ist Lagos mit 13,34 Millionen Einwohnern. Weitere Städte sind Kano (4.030.000 Einwohner), Ibadan (3.060.000 Einw.), Abuja (2.710.000 Einw.) und Port Harcourt (2.010.000 Einw.).

### Steuern, Zölle, Finanzverwaltung

#### Steuererhebung
Zuständig für die Steuererhebung ist die Federal Inland Revenue Service (FIRS).
Die Einkommensteuer für Unternehmen, die Bildungssteuer, die Stempelgebühren, die Zölle, die Verbrauchssteuern, die Quellensteuer und die Mehrwertsteuer (7,5 %) sind die wichtigsten Steuern, die vom Federal Inland Revenue Service verwaltet werden; sie fließen also in den Staatshaushalt der Bundesregierung in Abuja.
Das State Board of Internal Revenue verwaltet vor allem die Einkommensteuer und die Quellensteuer; diese Einnahmen tragen zusammen mit einer Art Länderfinanzausgleich zum Haushalt eines Bundesstaates bei. Die Gemeinden finanzieren sich vor allem durch Abgaben.
Die Einkommensteuer aus unselbständiger Arbeit (Einzelpersonen und Partner) ist in dem Bundesstaat zu entrichten, in dem der Arbeitnehmer seinen Wohnsitz hat. Die Einkommensteuer wird vom Arbeitgeber erklärt, vom Lohn einbehalten und an die FIRS entrichtet. Mit einigen europäischen Ländern gibt es ein Abkommen zur Vermeidung von Doppelbesteuerung; Deutschland scheint (Stand 2022) nicht dazuzugehören. Der Spitzensteuersatz beträgt 24 %.

#### Staatshaushalt
Der nigerianische Staat wendet 1,3 % des Nettoinlandsprodukts für den Schuldendienst auf (Stand 2021). 1990 waren dies noch 6,5 %. 2006 machte die nigerianische Bundesregierung Schlagzeilen, als sie die gesamten Staatsschulden auf einmal abbezahlte.
Der Staatshaushalt umfasste 2016 Ausgaben von umgerechnet 21,2 Milliarden US-Dollar, dem standen Einnahmen von umgerechnet 11,4 Milliarden US-Dollar gegenüber. Daraus ergibt sich ein Haushaltsdefizit in Höhe von 2,4 % des Bruttoinlandsprodukts (BIP).
Die Staatsverschuldung betrug 2016 75,5 Mrd. US-Dollar oder 18,6 % des BIP. Rund 70 Prozent der Steuereinnahmen kommen aus dem Ölsektor.
Das Kreditrating von Standard & Poor’s für Nigeria liegt (Stand November 2022) bei B- mit stabilem Ausblick. Das Kreditrating von Moody’s für Nigeria wurde zuletzt auf B3 mit dem Ausblick „under review“ festgelegt. Das Kreditrating von Fitch für Nigeria wurde zuletzt mit B mit stabilem Ausblick angegeben.
Im Staatshaushalt 2023 beträgt der Anteil folgender Bereiche:
- Armutsbekämpfung: 0,39 % des Bruttoinlandsprodukts[252][253],
- Infrastruktur: 0,51 % des Bruttoinlandsprodukts[252][253],
- Gesundheit: 0,8 % des Bruttoinlandsprodukts[252][253],
- Bildung: 1,06 % des Bruttoinlandsprodukts[252][253],
- Verteidigung und Sicherheit: 1,4 % des Bruttoinlandsprodukts[252][253].

## Wirtschaft

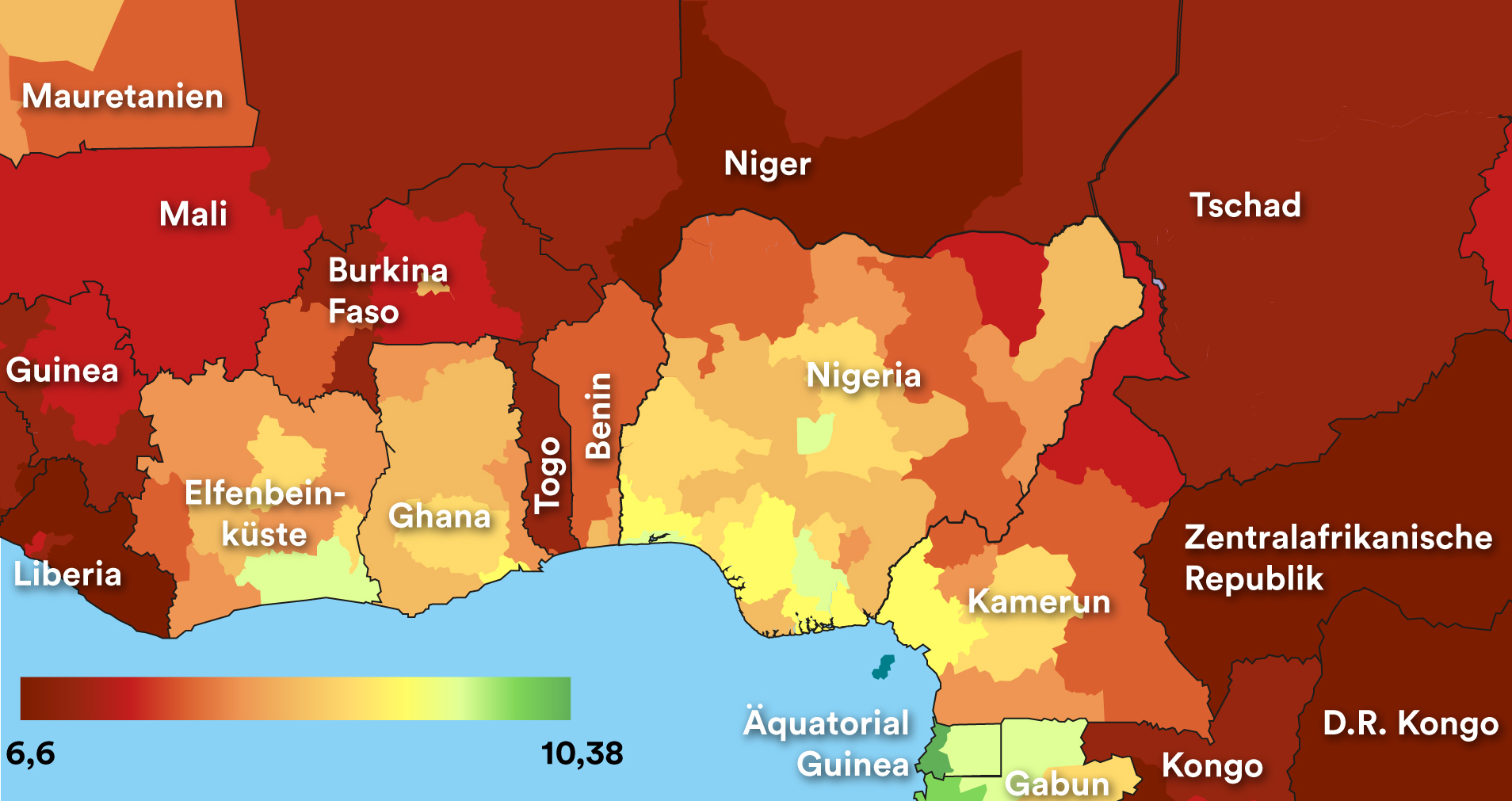
Bruttosozialprodukt pro Kopf in Westafrika (Stand 2019)

Aktuell (2024) wird die nigerianische Wirtschaft von besonders hoher Inflation (ca. 30 %), dem Verfall der Landeswährung Naira und Verelendung der sozial Schwachen betroffen (in nigerianischen Medien mit „hardship“ verharmlost). Dies wird auf die wirtschaftsliberale Regierung des seit Mai 2023 amtierenden Präsidenten Tinubu zurückgeführt, der bereits in seiner Antrittsrede die Subventionierung von Benzin strich und wenig später die Stützung des Naira beendete. Nachfolgende Absätze können dadurch überholt sein.
75 bis 92 Prozent der berufstätigen Nigerianer arbeiten im informellen Sektor – ohne Gewerkschaften und ohne feste Löhne. Diese Menschen sind von der Wirtschaftskrise in Nigeria besonders betroffen.
Nigeria war 2021 mit umgerechnet 441 Milliarden USD Bruttoinlandsprodukt vor der Republik Südafrika und Ägypten die größte Volkswirtschaft Afrikas (seit 2014). Es wird 2021 von der Weltbank als Schwellenmarkt angesehen. Fünf von sieben afrikanischen Tech-Einhörnern befanden sich 2021 in Nigeria. Knapp ein Drittel der afrikanischen technologischen Startups finden in Nigeria statt.
Die Metropole Lagos ist der führende Finanzplatz West- und Zentralafrikas, die Filmindustrie des Landes rangiert gleichauf mit Hollywood und Bollywood. Nigerianische Musik, Afrobeats, ist ein fester Faktor in internationalen Charts und wird regelmäßig bei Awards ausgezeichnet. Das Eisenbahnnetz Nigerias expandiert und wird mit Gewinn betrieben (siehe NRC, Lagos Light Rail). Nach Fertigstellung der Dangote-Raffinerie (siebtgrößte der Welt) und der Renovierung der staatlichen Raffinerie in Port Harcourt (beides im Dezember 2023) verlagert Nigeria sein wirtschaftliches Standbein zusehends von Erdölexport auf Erdölverarbeitung.
Das Pro-Kopf-BIP (KKP) betrug 2022 9.148 USD. Es war damit niedriger als in Südafrika, Ägypten oder Marokko, aber etwas höher als in Ghana oder der Elfenbeinküste.
Das Wirtschaftswachstum war selbst für westafrikanische Verhältnisse hoch. Das nigerianische Wirtschaftswachstum lag nach 2000 in der Regel zwischen 5 % und 10 %. 2021, während der COVID-19-Pandemie war dies 3,6 %.
Historiker Hartmut Kaelble klassifizierte im August 2023 die nigerianische Wirtschaft (zusammen mit der von Pakistan und Indonesien) als „neue Aufsteiger“.
Nach 2015 konnte sich die nigerianische Wirtschaft etwas diversifizieren. Außer Erdöl und Erdgas exportiert Nigeria Düngemittel und Zement/Faserzementplatten, geformte Produkte aus Polypropylen (Kunststoff), Körperpflegeprodukte, Farbe, PKW, MRAP-Panzerfahrzeuge und Malzgetränke. Nigeria ist in Afrika führend als Finanzmarkt (unter anderem die Nigerian Stock Exchange als eine der Wertpapierbörsen - Leitindex NSE All-Share Index), in der Pharmazeutik und in der Unterhaltungsindustrie. Durch sein weit entwickeltes Autobahnsystem, durch sein wachsendes Schienennetz und den neuen Super-Post-Panamax-Containerhafen Lekki ist es auch ein logistischer Knotenpunkt in der Region. Nigerias Stahlproduktion beträgt ein Sechstel der britischen Erzeugung von Stahl. Nach dem Ölgeschäft sind die Überweisungen der Auslandsnigerianer in die Heimat die zweitwichtigste Devisenquelle.
Zu den florierenden Gebieten zählen die Millionenmetropole Lagos (Finanzdienstleistungen, Unterhaltung, Medien) sowie die Hauptstadt Abuja. Weitere wirtschaftliche Zentren sind die Hafenstadt Port Harcourt (Ölförderung und -verschiffung) und Kano im Norden (Baumaterialien, Handel). Der Bundesstaat Anambra ist durch mehrere Standorte mit Fahrzeugproduktion in industrieller Hinsicht relativ weit entwickelt. Der Bundesstaat Ogun, der Lagos völlig umschließt, ist Standort von Industrieunternehmen zum Beispiel im Pharmabereich, Panzerfahrzeugbau oder Schienenfahrzeugbau.
Nigeria ist (2017) einer der weltweit größten Exporteure von Holzkohle; diese stammt aus tropischen Regenwäldern.

### Energie
94 % der Nigerianer sind laut Umfrage mit dem nationalen Stromnetz verbunden, aber nur bei 57 % wird der Stromverbrauch mit einem Stromzähler erfasst. Nur 1 % der befragten Nigerianer gaben an, 24 Stunden am Tag über Strom zu verfügen. 68 % haben laut NIO 1 bis 9 Stunden am Tag Elektrizität. 66 % der Nigerianer bezahlen bis zu 10.000,- Naira (12 Euro) im Monat für die Stromversorgung, dies entspricht knapp 3 % des Durchschnittseinkommens in Nigeria. 67 % der Befragten waren bereit, für eine ununterbrochene Stromversorgung mehr zu bezahlen.
21 % der Nigerianer besitzen einen Stromgenerator, 14 % verwenden Sonnenenergie.

### Finanzwirtschaft
Das Land führt eine Wertpapierbörse, welche als Nigerian Stock Exchange mit ihrem Leitindex, dem NSE All-Share Index bekannt ist. Außerdem investiert die Regierung einen Teil der Überschüsse aus fossilen Rohstoffvorkommen, um das Land langfristig unabhängiger von diesen zu machen. Dies geschieht über den nigerianischen Staatsfonds, der als Nigeria Sovereign Investment Authority (NSIA) bekannt ist.

### Soziales

#### Unter der Armutsgrenze
Laut des International Monetary Fund (Stand 2017) leben 32 % der Bevölkerung Nigerias in extremer Armut und müssen mit weniger als 2,15 US-Dollar am Tag auskommen. Die Weltbank konstatierte im März 2022, dass die Anzahl armer Nigerianer in der Covid-Zeit um 5 Millionen auf 95,1 Millionen angestiegen sei. 40 % der Nigerianer leben demnach unterhalb der von der Weltbank hantierten Armutsgrenze von 1,90 USD.
Die vom IMF und von der Weltbank international verwendeten Grenzbeträge berücksichtigen nicht die vor Ort geltende Kaufkraft eines US-Dollars. Die Methodik ist darum nicht unumstritten. Trotz der zweifellos in Nigeria vorhandenen Slums lässt sich beispielsweise der Umstand, dass 92 % der Männer und 88 % der Frauen in Nigeria ein Mobiltelefon besitzen, nur schwer mit den von IMF bzw. Weltbank veröffentlichten Armutsquoten in Einklang bringen.

#### Kinder
Das Leben vieler Kinder in Nigeria ist gezeichnet von Armut, Krankheit und Entbehrungen. Viele sind gezwungen zu arbeiten. Etwa 13 % aller Kinder unter 14 Jahren verrichten Arbeit. Darunter werden auch viele von militanten Gruppen und Banden rekrutiert oder sogar in andere Länder verschleppt, um dort als Kindersoldaten in den Krieg zu ziehen. Ein besonderes Problem stellt auch die Situation der Mädchen dar. Sie werden in den Armeen und Rebellengruppen häufig Opfer sexueller Gewalt. Viele Kinder des Landes sind AIDS-Waisen.

#### Arbeitslosigkeit, informelle Beschäftigung
Zuverlässige Angaben über Arbeitslosigkeit, Einkommen unterhalb des Existenzminimums etc. sind für Nigeria kaum erhältlich und müssen dort, wo sie z. B. in anderen Artikeln bereitgestellt werden, mit Skepsis zur Kenntnis genommen werden. Grund hierfür ist die in Westafrika verbreitete „informelle Wirtschaft“ (nicht zu verwechseln mit „Schattenwirtschaft“). Nicht ausreichende Jobs in traditioneller Lohnarbeit zwingt Menschen, anderswo nach Arbeit zu suchen. Davon profitiert der informelle Sektor der Wirtschaft, in dem es keinen Mindestlohn gibt und die Arbeitnehmer keine Steuern zahlen, keine Urlaubs- oder Arbeitsrechte haben und häufig unter unsicheren Bedingungen arbeiten.
In jeder nigerianischen Stadt kann man Straßenhändler, Handwerker, Verkäufer, Klein- und Kleinstunternehmen, Sammeltaxis, Dreiräder und Motorräder (Okada-Fahrer), Hausangestellte, Markthändler und andere im informellen Sektor Tätige beobachten.
Aktivitäten der informellen Wirtschaft werden nicht in der Wirtschaftsstatistik berücksichtigt. Infolgedessen wird der Wohlstand der Bevölkerung, aber auch z. B. die Arbeitslosigkeit erheblich unterschätzt, wenn die massive informelle Wirtschaft nicht berücksichtigt wird.
Aussagekräftiger sind Umfragen in Nigeria. – Befragt, welche Maßnahmen in Nigeria ergriffen werden müssten, um die Auswanderung zu reduzieren, antworteten 64 % mit „Schaffung von Jobs“, vor „Reduzierung der Kriminalität“ (29 %), „Grundversorgung mit Wasser, Strom etc.“ (26 %) und „Reduzierung der Inflation“ (25 %).

#### Gewerkschaften und Streiks
Insgesamt sind 29 Industriegewerkschaften im Dachverband Nigeria Labour Congress (NLC) zusammengeschlossen. Ferner gibt es auch Gewerkschaften leitender Angestellter sowie Gewerkschaften von Freiberuflern.
In den letzten 23 Jahren (Stand September 2022) haben die Universitätsangestellten von Nigeria 17 Mal bzw. 57 Monate lang gestreikt. Dadurch fiel landesweit das Sommersemester 2022 aus.

## Infrastruktur
Vier transafrikanische Straßenrouten führen durch Nigeria.:
- Trans-African Highway  (TAH 2), Algier-Lagos-Highway
- Trans-African Highway  (TAH 5), Dakar-N’Djamena-Highway
- Trans-African Highway  (TAH 7), Dakar-Lagos-Highway
- Trans-African Highway  (TAH 8), Lagos-Mombasa-Highway

Nigeria ist durch sein weit entwickeltes Autobahnsystem, durch sein wachsendes Schienennetz und den neuen Super-Post-Panamax-Containerhafen Lekki ein logistischer Knotenpunkt in der Region.

## Kultur

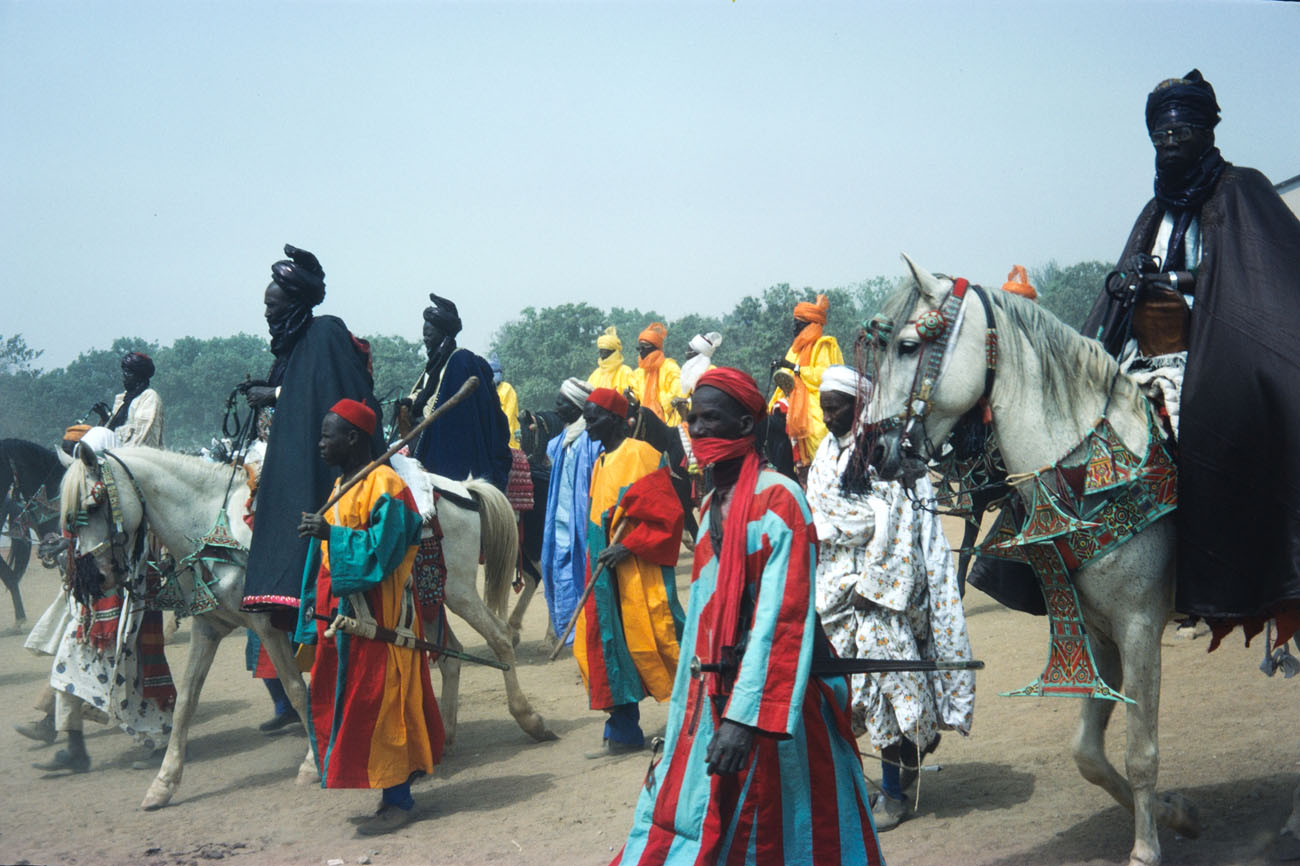
Durbar-Festival

Die nigerianische Kultur ist nicht nur von Traditionen und kulturellen Einflüssen der zahlreichen Ethnien durchsetzt, sondern auch durch islamisch-arabische Einflüsse im Norden und europäische Einflüsse im Süden geprägt.

### Film
Die nigerianische Filmindustrie, genannt Nollywood, gehört zusammen mit der Indiens (Bollywood) und der USA zu den größten der Welt.

### Musik
Nigerianische Musik vor 2012
Der vielleicht berühmteste Musiker Nigerias ist der Erfinder des Afrobeat Fela Anikulapo Kuti, der mit seiner Band „Africa 70“ im „Shrine“ in Lagos legendäre Konzerte gab. Weitere charakteristische Musikstile sind etwa Jùjú, Apala, Fuji oder Sakara.
Im Bereich Pop-Musik waren in Europa lebende nigerianische Musiker wie Sade Adu oder Dr. Alban in den 1980er und 1990er Jahren sehr erfolgreich. In Deutschland gehört Nneka zu den bekanntesten nigerianischen Popmusikerinnen.
Einer der ganz wenigen nigerianischen Künstler, die in Nigeria leben und in Deutschland kommerziellen Erfolg hatten, ist D’Banj. Er erreichte im Sommer 2012 mit Oliver Twist sogar die deutschen und britischen Single-Charts.
Afrobeats

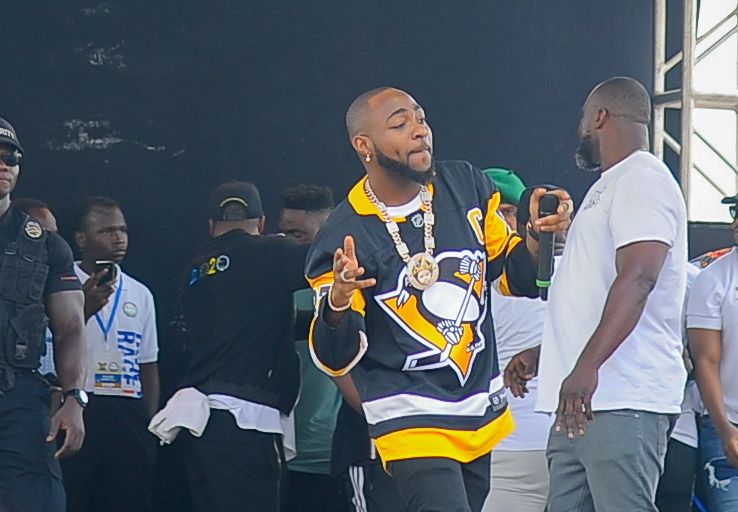
Davido

Im Gegensatz zu Afrobeat ist das westafrikanische Afrobeats seit 2018 weltweit erfolgreich. Daran sind vor allem nigerianische Musiker beteiligt. Dem Billboard Magazine zufolge ist der nigerianische Afrobeats das am schnellsten wachsende Genre in den Vereinigten Staaten. Afrobeats-Star CKay meinte: „Afrobeats ist der neue Pop.“
Nigerianische Musiker erhalten zunehmend internationale Anerkennung. Die Zusammenarbeit von Afrobeats-Musikern mit den größten Musikstars der Welt (z. B. Beyoncé) hat zu einer weiteren globalen Bekanntheit geführt.
Beim NBA-All-Star-Spiel am 19. Februar 2023 präsentierten die nigerianischen Afrobeats-Größen Burna Boy, Tems und Rema die prestigeträchtige Halbzeitshow.
Laut Spotify haben nigerianische Künstler im Jahr 2022 über 13 Millionen Euro mit der Streaming-Plattform verdient. Im Jahr 2022 seien die Einnahmen der nigerianischen Musikindustrie insgesamt um 63 Prozent von 2021 bis 2022 gestiegen. Die von nigerianischen Künstlern allein mit Spotify erzielten Einnahmen seien im selben Zeitraum um 74 Prozent gestiegen. Diese Zahl stelle die Einnahmen dar, die allein von Spotify generiert wurden, und berücksichtigt nicht die Einnahmen aus anderen Diensten und aufgezeichneten Umsatzströmen, Konzerttickets oder Merchandising.

### Literatur

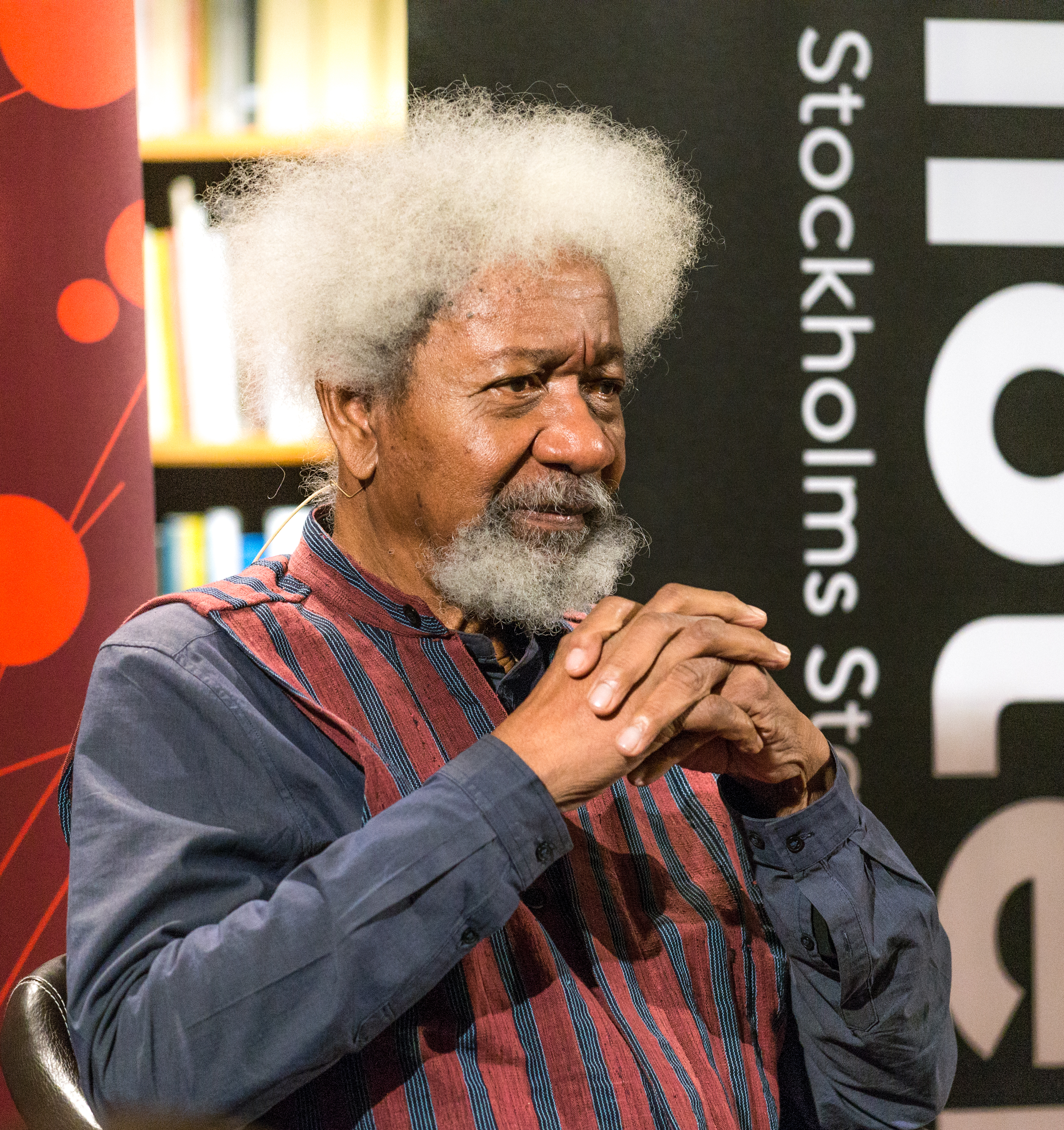
Nobelpreisträger für Literatur Wole Soyinka

### Bildende Kunst
Nigeria hat eine dynamische Kunstszene. Sie konzentriert sich in Lagos.

### Küche
Typisch für die nigerianische Küche sind die schleimige Draw soup und Suya-Fleischspieße.

### Medien
Bei der Rangliste der Pressefreiheit 2017, welche von Reporter ohne Grenzen herausgegeben wird, belegte Nigeria Platz 122 von 180 Ländern. Laut dem Bericht der Nichtregierungsorganisation ist die Situation der Pressefreiheit im Land „schwierig“. Journalisten sind in Nigeria Gewalt und Einschüchterung ausgesetzt. Besonders schlecht ist die Lage für Journalisten in den Krisenregionen des Landes.
In Nigeria erscheinen etwa 25 überregionale Tageszeitungen mit einer Gesamtauflage von rund 1,7 Millionen Stück. Die meisten von ihnen, wie This Day, The Guardian oder Vanguard, erscheinen auf Englisch, aber es gibt auch Zeitungen in Yoruba, Hausa und Igbo. Das für Information zuständige Regierungsorgan Nigeriafirst ist mit dem Presse- und Informationsamt der Bundesregierung vergleichbar.
Der private Rundfunk wird von der Nigerianischen Rundfunk-Kommission (Nigerian Broadcasting Commission, NBC) kontrolliert. Die Berichterstattung über sensible Themen wird oft behindert.

### Sport

#### Fußball

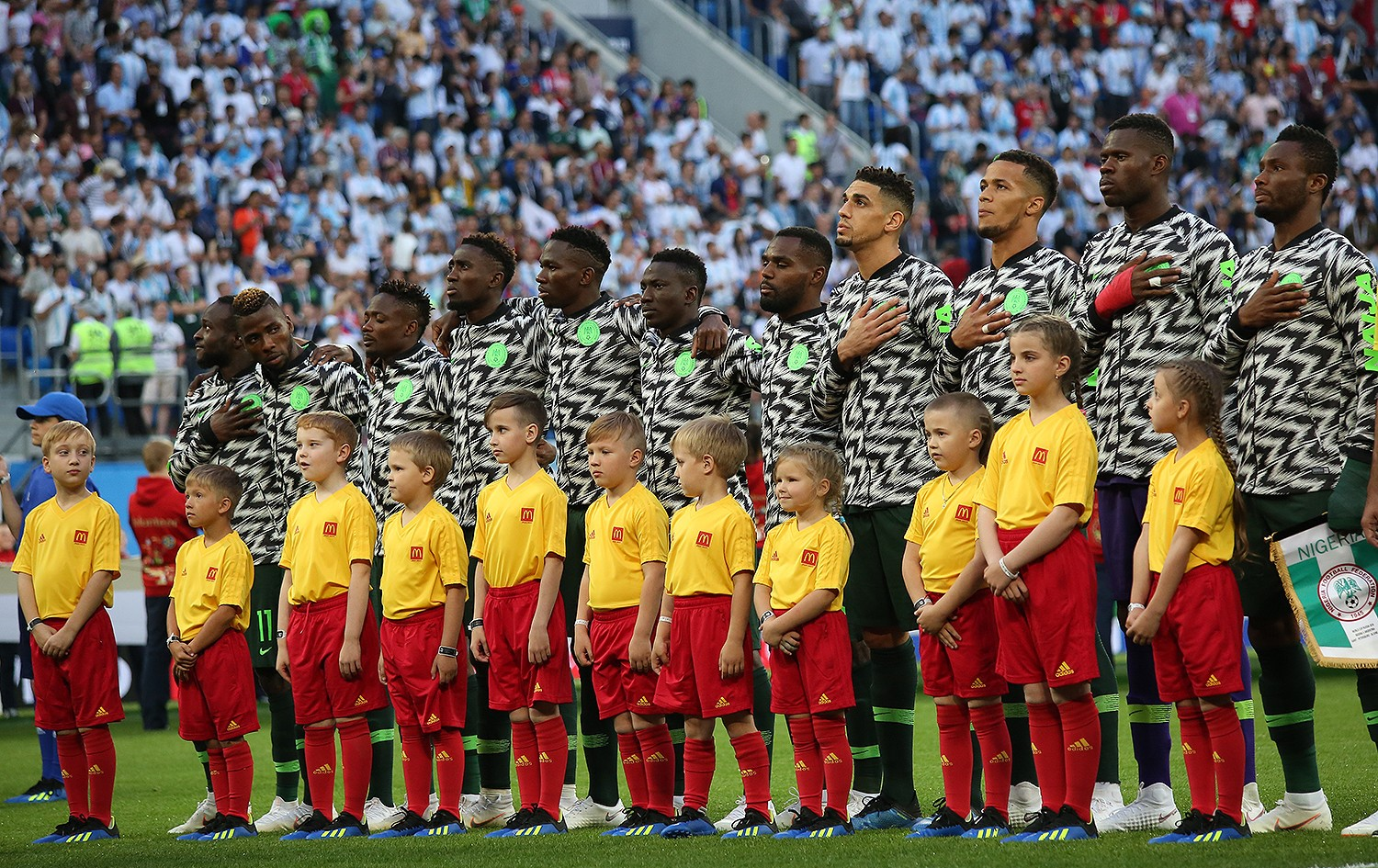
Nigerianische Fußballnationalmannschaft während der WM 2018 in St. Petersburg

Fußball wird weitgehend als Nigerias Nationalsport angesehen, und das Land hat seine eigene erste Fußballliga. Die nigerianische Fußballnationalmannschaft, die „Super Eagles“, hat sechsmal an der Weltmeisterschaft teilgenommen: 1994, 1998, 2002, 2010, 2014 und 2018. Im April 1994 belegten die Super Eagles Platz 5 in der FIFA-Weltrangliste, die höchste Platzierung einer afrikanischen Fußballmannschaft. Sie gewannen den Afrikanischen Nationen-Pokal 1980, 1994 und 2013 und waren auch Gastgeber der U-17- und U-20-Weltmeisterschaft. Bei den Olympischen Sommerspielen 1996 gewann das Land die Goldmedaille im Fußball (mit einem Sieg über Argentinien) und war damit die erste afrikanische Fußballmannschaft, die Gold im olympischen Fußball gewann.

#### Basketball, Cricket, Boxen, Beach-Volleyball
Nigeria betreibt auch andere Sportarten wie Basketball, Cricket und Leichtathletik; Boxen ist ebenfalls eine wichtige Sportart in Nigeria; Nigerias Basketballnationalmannschaft machte international Schlagzeilen, als sie als erstes afrikanisches Team die Männernationalmannschaft der Vereinigten Staaten schlug. Nigeria war die Heimat zahlreicher international anerkannter Basketballspieler in den Top-Ligen der Welt in Amerika, Europa und Asien. Zu diesen Spielern gehören Hakeem Olajuwon, der in die Basketball Hall of Famer aufgenommen wurde, und spätere Spieler der NBA. Die Nigerian Premier League hat sich zu einem der größten und meistgesehenen Basketballwettbewerbe in Afrika entwickelt. Die Spiele wurden auf Kwese TV ausgestrahlt und hatten im Durchschnitt über eine Million Zuschauer.
In der Vergangenheit stellte Nigeria zusammen mit Gambia, Ghana und Sierra Leone Spieler für die westafrikanische Cricket-Nationalmannschaft zur Verfügung. Seit 2002 wird das Land von seiner eigenen Nationalmannschaft vertreten, qualifizierte sich jedoch noch nicht für ein internationales Cricketturnier. Dagegen gelang die Qualifikation für sowohl die U19-Cricket-Weltmeisterschaft 2020 als auch für den U19 Women’s T20 World Cup 2025.
Nigeria stellte Frauen- und Männernationalmannschaften im Beachvolleyball, die am CAVB Beach Volleyball Continental Cup 2018–2020 teilnahmen. Die U21-Nationalmannschaften des Landes qualifizierten sich für die FIVB Beach-Volleyball-U21-Weltmeisterschaften 2019.

#### Schach spielende Straßenkinder

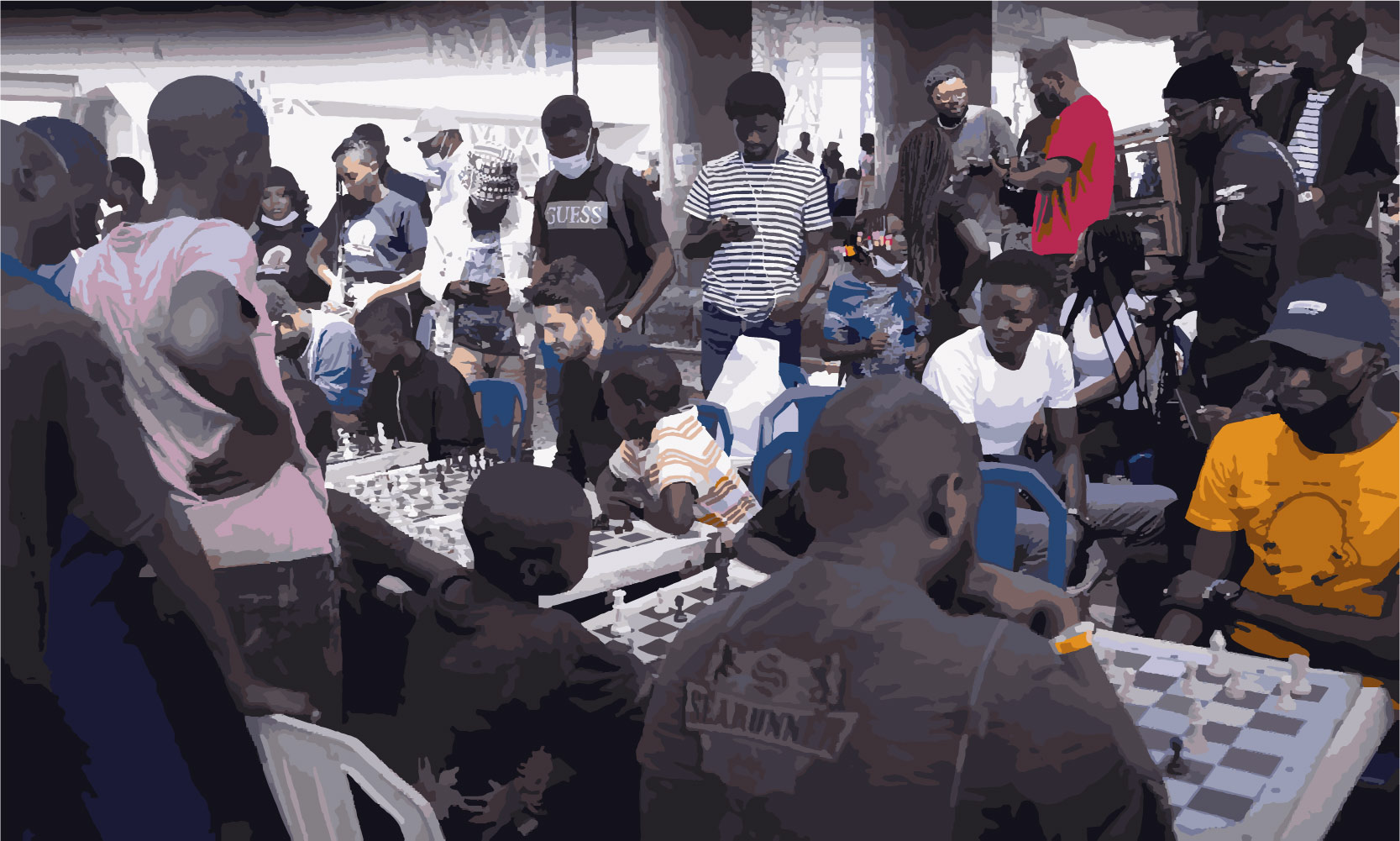
Schach spielende Straßenkinder am Busbahnhof Oshodi, Lagos

Unterhalb der Überführungen des Busterminals von Oshodi – unter Straßenkindern – ist Schach Breitensport. Im Dezember 2021 gewann der 19-jährige Obdachlose Fawaz Adeoye die Meisterschaft des Stadtteils wenige Monate nach seiner ersten Einweisung in das Spiel. Einige Jahre zuvor hatte der zuerst bildungsferne Babtunde Onakoya die nationale Meisterschaft und damit ein Informatikstudium gewonnen.

#### Inklusion und Invictus Games
Special Olympics Nigeria wurde 2001 gegründet und nahm mehrmals an Special Olympics Weltspielen teil.
Nigeria ist das erste afrikanische Land, das an den Invictus Games teilnimmt. Das westafrikanische Land wurde 2022 zusammen mit Kolumbien und Israel in die Invictus Community of Nations aufgenommen. Nigeria wird im September 2023 zusammen mit 21 anderen Nationen in Düsseldorf in einer Reihe von adaptiven Sportarten antreten. Für die sechste Ausgabe des einwöchigen Sportereignisses werden über 500 Teilnehmer erwartet.

#### Diverse
Nigeria schrieb Geschichte, als sich das erste afrikanische Bobteam für die Olympischen Winterspiele qualifizierte, und zwar mit einer Zweiermannschaft von Frauen, die sich für den Bobwettbewerb bei den XXIII. Anfang der 1990er Jahre wurde Scrabble in Nigeria zum offiziellen Sport erklärt. Ende 2017 gab es rund 4 000 Spieler in mehr als 100 Clubs im Land. 2018 wurde der nigerianische Curling-Verband gegründet, um eine neue Sportart im Land einzuführen, in der Hoffnung, dass das Spiel Teil des Lehrplans auf Grundschul-, Highschool- und Universitätsebene wird. Bei der Curling-Weltmeisterschaft 2019 im gemischten Doppel in Norwegen gewann Nigeria sein erstes internationales Spiel mit 8:5 gegen Frankreich.